# Basilica di San Zeno
La basilica di San Zeno, conosciuta anche con il nome di chiesa di San Zeno Maggiore o chiesa di San Zenone, è un importante luogo di culto cattolico che sorge nel cuore del quartiere di San Zeno a Verona; si tratta di uno dei capolavori dell'architettura medievale.
L'attuale chiesa venne realizzata sul luogo dove almeno altri cinque edifici religiosi erano stati edificati in precedenza. Sembra che la sua origine sia da ricercarsi in una chiesa edificata sulla tomba di san Zeno di Verona, morto tra il 372 e il 380. L'edificio venne comunque riedificato all'inizio del IX secolo per volere del vescovo Ratoldo e del re d'Italia Pipino che giudicarono sconveniente che il corpo del santo patrono riposasse in una povera chiesa. La tradizione vuole che l'arcidiacono Pacifico contribuisse alla fabbrica; la consacrazione avvenne l'8 dicembre 806 mentre il 21 maggio dell'anno successivo il corpo di san Zeno fu traslato nella cripta. In occasione delle invasioni degli Ungari, che imperversarono tra l'899 e il 933, la chiesa riportò notevoli danni tanto che nel 967 il vescovo Raterio dovette promuovere una nuova ricostruzione. Intorno alla fine dell'XI secolo e al principio del XII, si diede così mano a un grandissimo progetto di rinnovamento della chiesa in stile romanico. I lavori subirono una battuta di arresto per via del devastante terremoto di Verona del 1117, tuttavia intorno al 1138 gran parte di quella che è la chiesa attuale era stata completata. Nel corso dei secoli successivi l'edificio andò incontro a ulteriori modifiche e trasformazioni che però non ne modificarono l'impianto, mantenendo sostanzialmente inalterata la sua origine medievale.
Tra le numerose opere d'arte, ospita un capolavoro di Andrea Mantegna, la pala di San Zeno. Celebri sono anche le formelle bronzee del portale e il grande rosone della facciata, chiamato "Ruota della Fortuna", opera del lapicida Brioloto de Balneo. Nel corso della sua storia, la basilica ispirò numerosi poeti tra cui Dante Alighieri, Giosuè Carducci, Heinrich Heine, Gabriele D'Annunzio e Berto Barbarani.
La chiesa, che nel 1973 fu elevata alla dignità di basilica minore, è sede di una parrocchia inserita nel vicariato di Verona Centro.

## Storia

### Origini paleocristiane

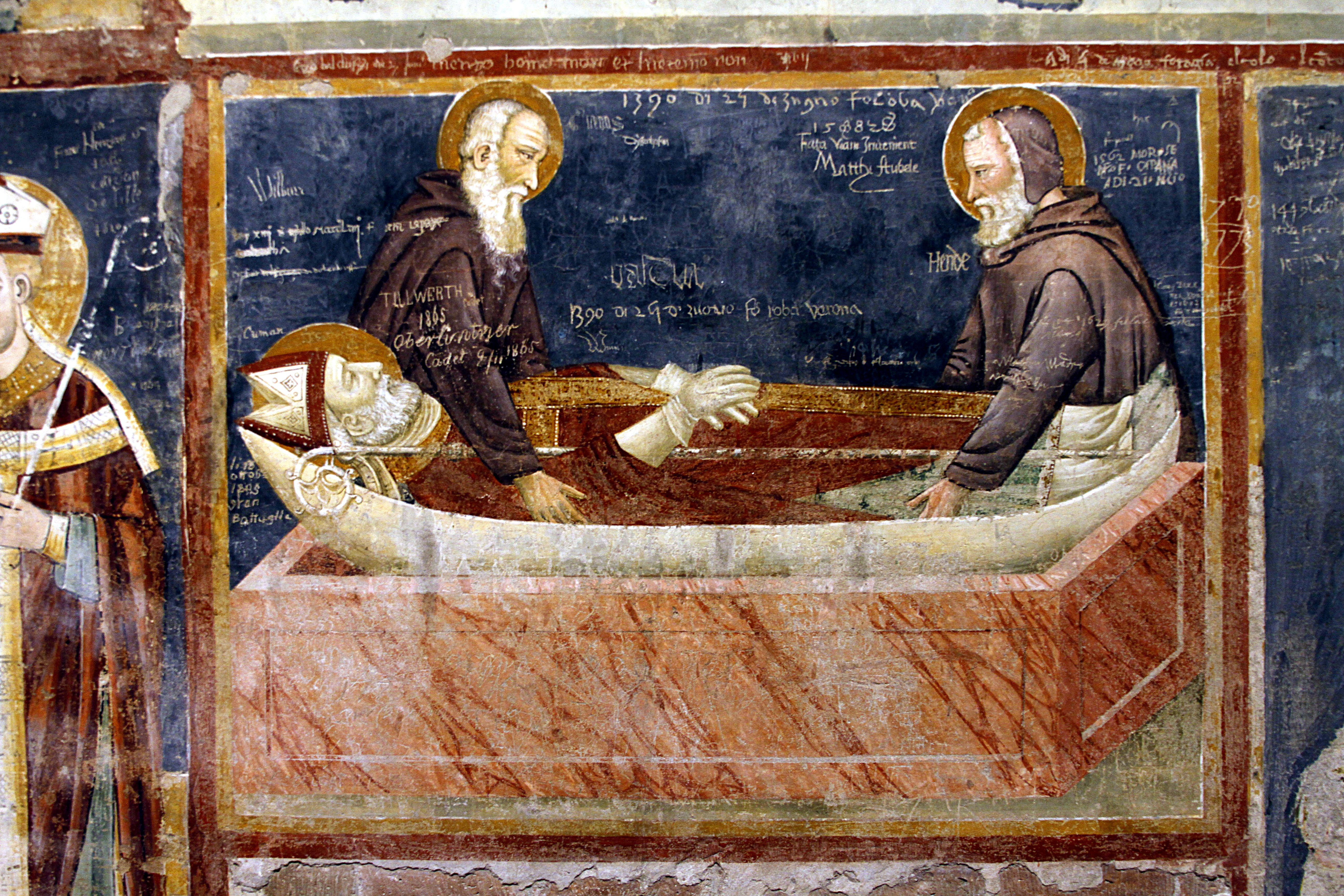
La traslazione del corpo di san Zeno di Verona in un affresco presente all'interno della basilica, lungo la parete destra del presbiterio.

La dottrina cristiana dovette arrivare a Verona ben presto data l'importanza della città come snodo viario, da cui passarono certamente soldati provenienti da Roma o dalla Palestina. Se il primo vescovo della diocesi di Verona, Euprepio, venne nominato intorno alla prima metà del III secolo, l'ottavo, Zeno di Verona, si ritiene che sia morto tra il 372 e il 380 e la tradizione vuole che sia stato sepolto non lontano dal luogo ove oggi sorge la basilica. Il notaio veronese Coronato, vissuto verso la fine del VII secolo, nella sua Cronaca ci informa che sopra la tomba del vescovo venne eretta una chiesa in suo onore. Sembra, inoltre, che questo primo edificio cristiano venne restaurato e ingrandito nel 589, dopo l'avvenuto miracolo raccontato da san Gregorio Magno e riportato anche da Paolo Diacono nella Historia Langobardorum, in occasione del quale la chiesa avrebbe fornito protezione in seguito a una terrificante alluvione: si narra che le acque dell'Adige avessero abbattuto le mura della città e raggiunto l'edificio, in cui avevano trovato rifugio molti veronesi, sommergendolo ma non riuscendo, poi, a entrare né dalle finestre né dalle porte.

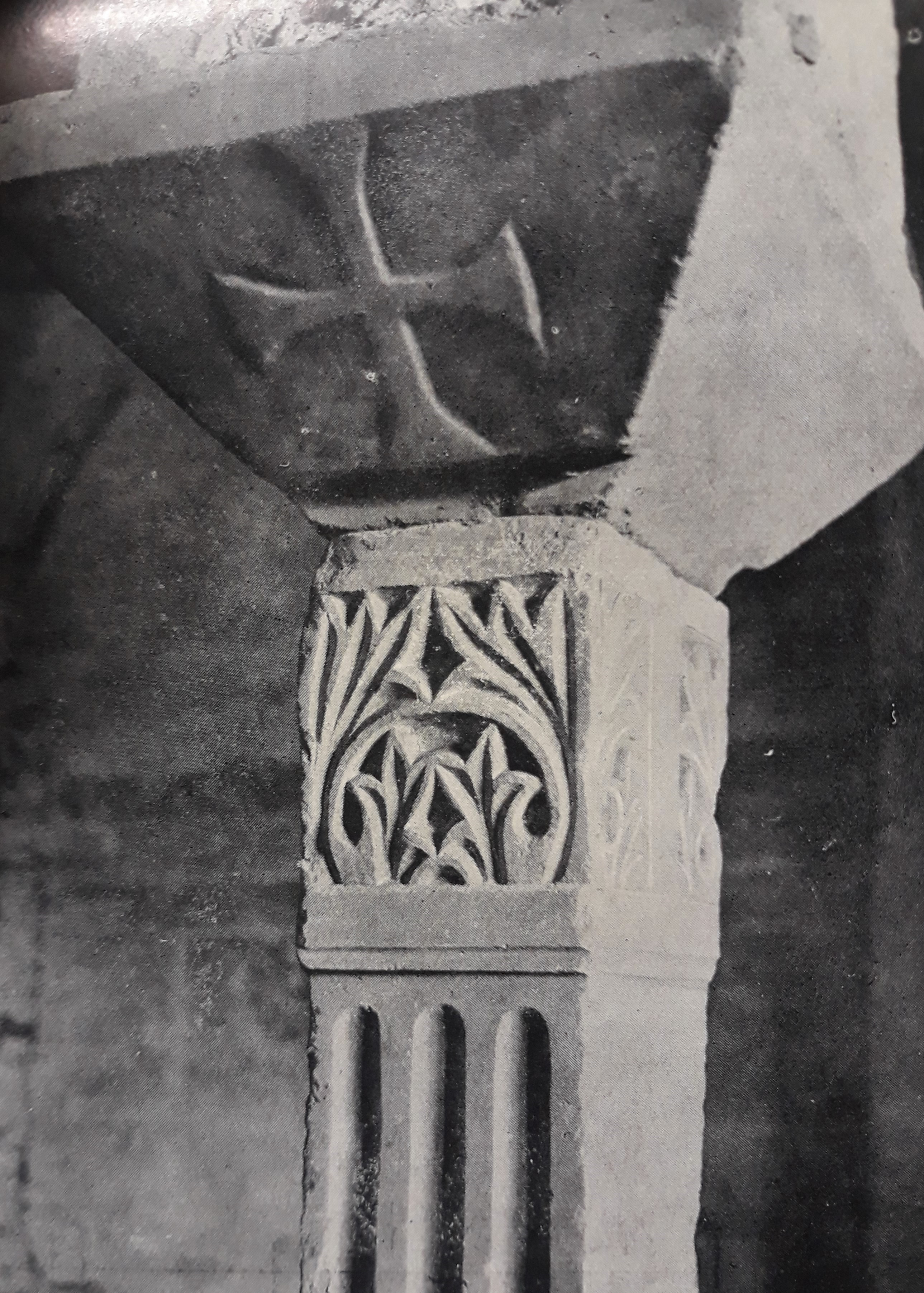
Colonna con pulvino in stile bizantino situati nel sacello di San Benedetto, probabilmente facenti parte dell'edificio del V-VI secolo.

È probabile che una ricostruzione dell'edificio sia collocabile all'epoca dei Goti, come confermano alcuni frammenti di pietra scolpita in stile bizantino, dunque ascrivibile al V-VI secolo, reimpiegati nel sacello di San Benedetto (accessibile dal chiostro) e nel campanile. Lo storico Luigi Simeoni conferma che tale fabbrica possa risalire al VI secolo riconoscendo delle similitudini tra i pulvini del chiostro e del sacello con quelli della basilica di Sant'Apollinare Nuovo a Ravenna. Inoltre, non è così improbabile che lo stesso Teodorico il Grande, che dedicò molta attenzione al rinnovamento urbanistico di Verona, abbia contribuito a tale fabbrica, come d'altronde se ne fa menzione negli Annales Valesiani. Si può quindi desumere che questo antico edificio fosse ricco di colonne, pilastri, capitelli e pulvini, tutti di marmo come lo doveva essere il pavimento.
Caduto il regno dei Goti nel 553 a seguito della guerra greco-gotica, dopo un breve domino dell'impero bizantino, Verona passò in mano dei Longobardi e il re Alboino ne fece una delle sue residenze preferite. Ben poco sappiamo delle vicende della chiesa in questo periodo ma, di nuovo grazie a Coronato, apprendiamo che ancora custodiva le spoglie del santo e che i Longobardi, di fede ariani, acconsentirono che permanesse a Verona un vescovo cattolico, e che il re Desiderio concesse alcuni donativi che andarono a costituire la Domus Sancti Zenonis.

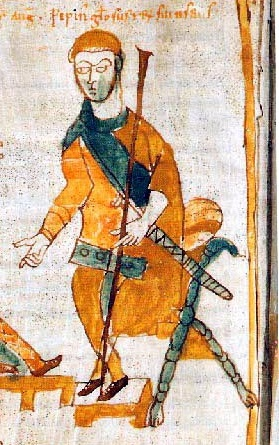
Pipino d'Italia, il re che nell'IX secolo contribuì alla realizzazione di un nuovo edificio chiesastico.

Sembra che intorno all'804 la chiesa fosse stata gravemente danneggiata «ut ad nihilum esset redacta» e al monastero appiccato un incendio «ab infidelibus hominibus», forse dei Franchi insubordinati o dei superstiti ariani. Nei primi anni del IX secolo a Verona si trovava il re d'Italia Pipino che insieme al vescovo Ratoldo giudicarono sconveniente che il corpo del santo patrono riposasse in un edificio "povero". Quindi decisero, «propter divinum amorem et reventiam», che si doveva procedere con l'edificazione di una più grande e più bella chiesa, e che il corpo doveva essere poi traslato in una cripta: «una chiesa sotterranea oscura sopra colonne, et lo pavimento di quelle pietre vive et anco fecero fare uno avello de marmo polito lo quale destinarono al corpo del Santo Zenone pe la sua sepoltura». Ai lavori dovette sovraintendere, almeno secondo tradizione, l'arcidiacono Pacifico. Gli Annali Zenoniani raccontano che venne costruita una nuova chiesa, e che quindi non venne ampliata quella già esistente, che dovette però rimanere integra ancora per lungo tempo. Nel nuovo edificio venne realizzato un "antro opaco", ovvero un locale senza luce, almeno parzialmente scavato sotto terra e destinato ad accogliere le reliquie di san Zeno. In ogni caso ben poco sappiamo di questa costruzione, come ben poco è arrivato fino ai nostri giorni. Il re Pipino donò, inoltre, alla basilica vasellame d'oro e d'argento e Vangeli ornati di gemme preziose.

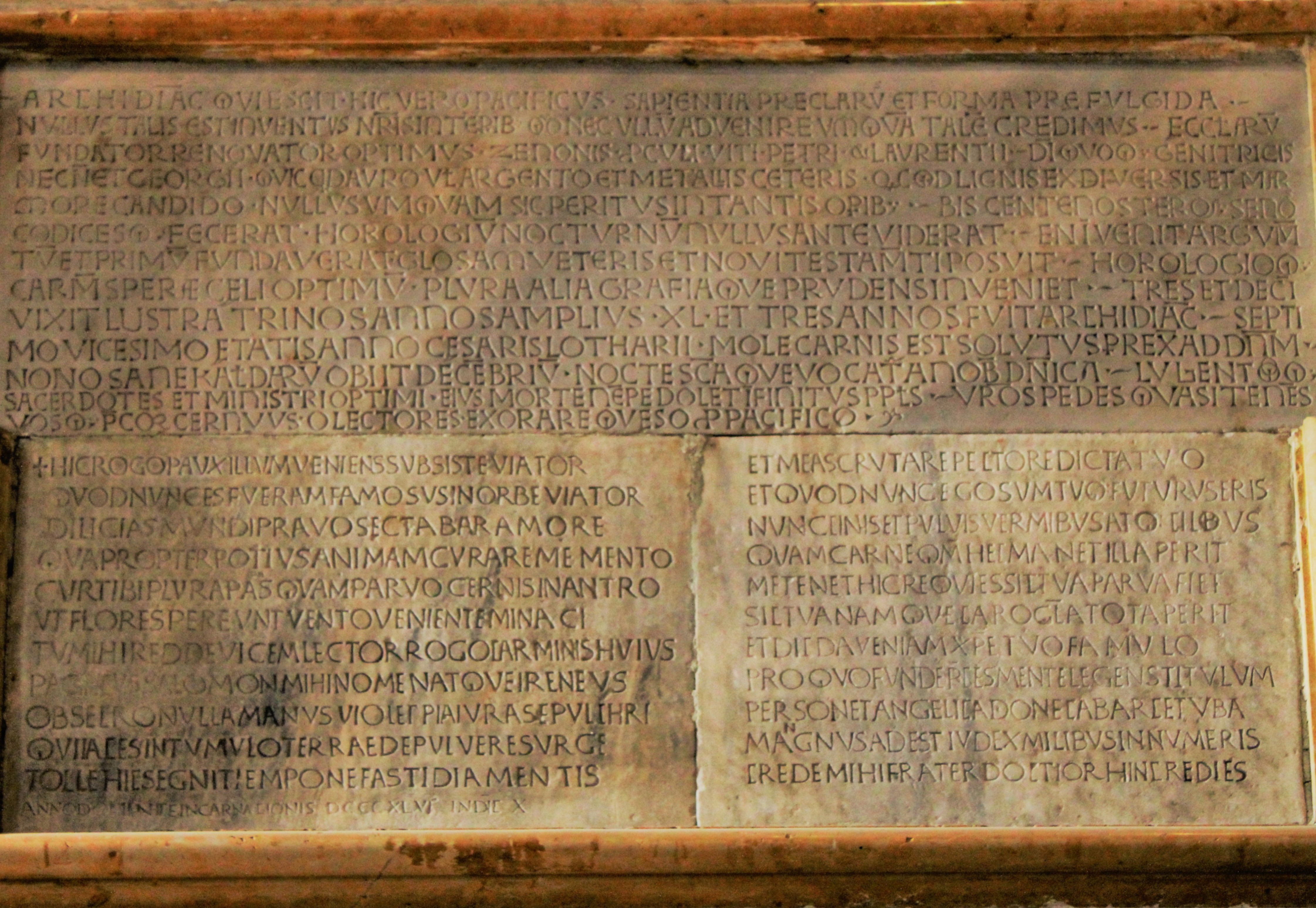
Iscrizione situata nel Duomo di Verona che ricorda il contributo dell'arcidiacono Pacifico nell'XI secolo alla realizzazione di una nuova basilica.

La consacrazione del nuovo edificio avvenne l'8 dicembre 806 mentre il 21 maggio dell'anno successivo il corpo di san Zeno fu traslato nella cripta che oggi è il livello più basso della basilica. La cerimonia fu molto solenne, si decise che il trasporto della salma fosse affidato ai santi eremiti di Malcesine Benigno e Caro, considerati a quel tempo i soli degni di toccare il corpo del santo. Alla cerimonia erano presenti il re, il vescovo locale Nokterio, e quelli di Cremona e di Salisburgo.
Si ritiene che l'antro e il sovrapposto presbiterio includessero un'abside con orientamento sud-nord, come la vicina chiesa di San Procolo, anch'essa attribuita a Pacifico, e come lo è l'attuale, e che l'abside fosse coperta solamente da una semplice copertura con orditure lignee. La traslazione delle spoglie del santo avvenne con grande solennità, rappresentando un avvenimento eccezionale per l'epoca che riaccese in tutti i veronesi il culto del loro patrono. La donazione di Pipino, insieme a quelle dei vescovi e della popolazione, permisero che questa chiesa fosse «non solo bella, ma per quei tempi sublime». Di questo edificio quasi nulla rimane oggi, forse gli appartenne l'antica muratura di mattoni di laterizio che si trova in fondo all'edificio, dopo l'ultima lesena. Ad essa era annesso un monastero benedettino e, con ogni probabilità, un chiostro posto lungo il fianco orientale. Il primo abate menzionato nelle fonti è un certo Leone che ricoprì la carica nell'833.

### Dal principio del secolo X alla metà circa del XI

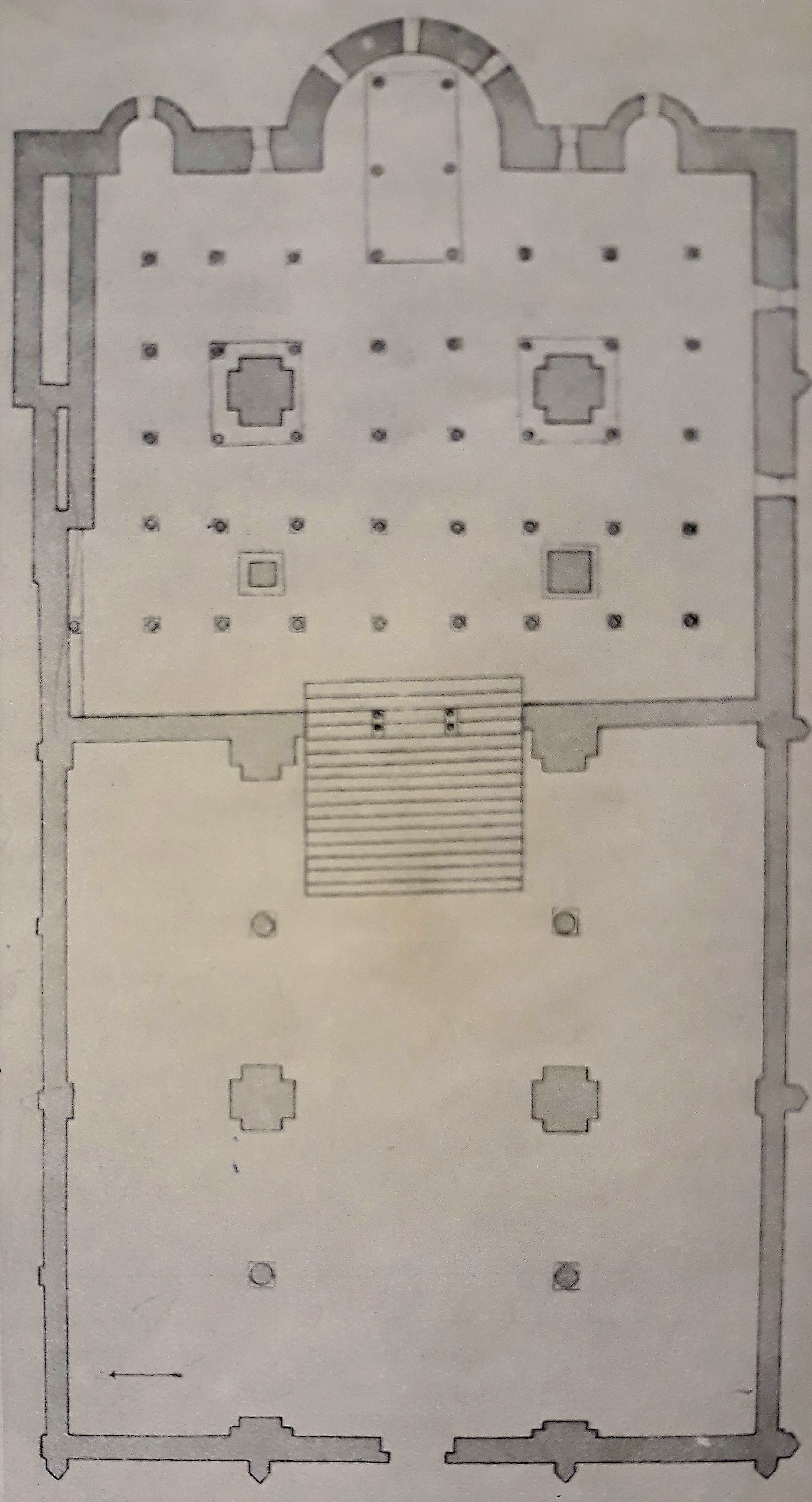
Pianta di come doveva essere l'edificio del X secolo.

Secondo lo storico Onofrio Panvinio, le invasioni degli Ungari che imperversarono tra l'899 e il 933 avrebbero mandato in rovina le chiese dei sobborghi di Verona, poste fuori dalle mura. Così la chiesa di San Zeno, che era ancora quella fabbricata ai tempi di Pipino, sarebbe stata gravemente danneggiata insieme al monastero, in quanto all'epoca era ancora fuori dalla cinta difensiva (sarà inclusa solamente con le mura realizzate dagli Scaligeri). Lo stesso scrittore afferma che, prevedendo il pericolo, avrebbero traslato il corpo al sicuro nella cattedrale, che allora era probabilmente la chiesa di Santa Maria Matricolare; un racconto non suffragato da fonti ma ritenuto, comunque, probabile.
Con la fine delle scorrerie degli Ungari si pensò di riparare i tanti danni con il restauro del monastero e il rifacimento della chiesa. La ricostruzione fu voluta dal vescovo Raterio, che ottenne i fondi per la costruzione dall'imperatore tedesco Ottone I in cambio dell'ospitalità che ricevette a Verona nel 967. Tuttavia, Raterio ben presto venne accusato di aver usato tali fondi per propri interessi tanto che dovette giustificarsi nell'Apologetico spiegando che li aveva invece impiegati per riformare il basso clero, eliminando il concubinaggio tra i preti. Pertanto i lavori dovettero incominciare un po' in ritardo, seguendo i canoni dello stile romanico veronese che incominciava ad affermarsi. Venne dunque edificato un edificio a tre navate, con la maggiore sopraelevata, divise da arcate sorrette da pilastri alternati a colonne, con una cripta e un sovrapposto piano rialzato. Le sue dimensioni corrisposero in larghezza a quelle dell'attuale e in lunghezza a circa i tre quarti, mentre l'altezza doveva essere circa la metà. Le navate terminavano in tre absidi, una maggiore centrale e due minori laterali.
Alcuni elementi di questo edificio sopravvivono ancora oggi, come la cripta che è attribuita al X secolo. All'esterno sono inoltre visibili le sue murature sul lato orientale, nei pressi del campanile dove il materiale utilizzato è laterizio che giunge fino a un'altezza di 7,60 metri oltre i quali corre una fascia a dente di sega che indica l'inizio di quello che fu il cornicione di gronda. Un altro muro probabilmente ascrivibile alla stessa epoca è quello che si trova al fianco della navata di sinistra e che serve di fondo al chiostro, in cui è ben visibile la struttura in tufo con conci poco regolari disposti a strati misti a qualche frammento di laterizio. Un diploma dell'imperatore Enrico II ci informa che nel 1014 le reliquie di san Zeno erano già state nuovamente traslate nella basilica (in villula Sancti Zenonis).

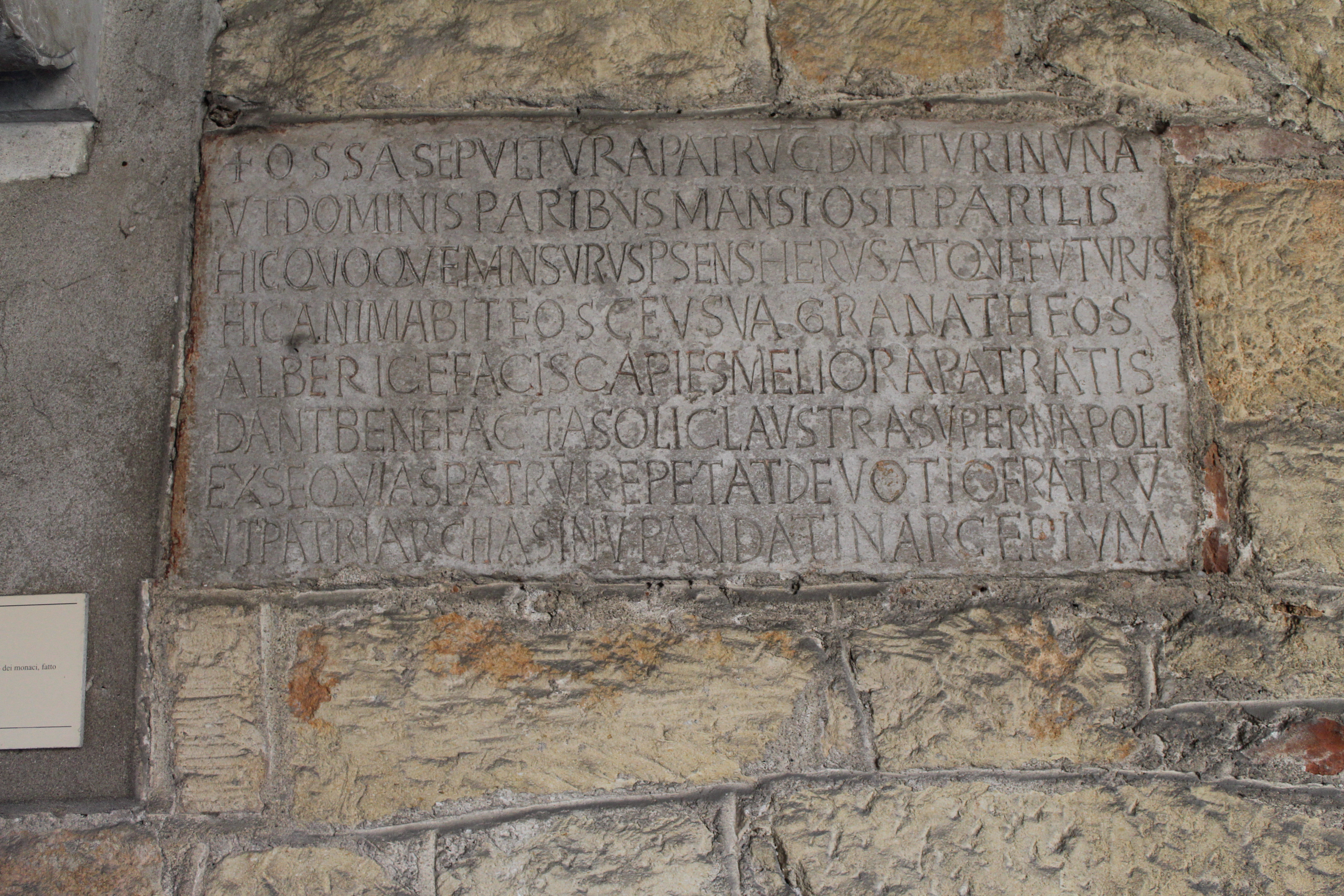
Iscrizione nel chiostro dell'abbazia di San Zeno che ricorda la presenza della tomba dei monaci fatta realizzare dall'abate Alberico nell'XI secolo.

Nei primi decenni dell'XI secolo la prima chiesa romanica era dunque compiuta e si decise di migliorarla sopraelevandola. Quasi nulla resta oggi di questo intervento, poiché i successivi lavori hanno in gran parte rinnovato, e in parte nascosto, quanto poteva rimanere. Secondo l'architetto e soprintendente Alessandro Da Lisca, in questi anni l'edificio venne irrobustito nei suoi muri e sopraelevato fino a raggiungere l'altezza degli attuali tetti.
Nel 1045 l'abate Alberico (1045-1067) dette inizio alla costruzione del campanile, come ricordato da una scritta posta sulla sua base nel fianco esterno a occidente. Alla morte dell'abate, avvenuta nel 1067, la torre doveva essere giunta in altezza pressappoco oltre la metà dell'attuale e forse era già stata completata una cella campanaria realizzata mediante bifore. Alberico, inoltre, fece realizzare anche il sepolcro dei monaci; esso è situato nel chiostro nel lato verso la chiesa. Questo è composto da un sepolcro in marmo rosso, coperto da una spessa lastra adornata da una grande croce in rilievo. Non è certo che questa sia l'originale dell'XI secolo ma è molto probabile se si considera che il chiostro era già esistente. Sopra la tomba vi è una scritta che lo ricorda.

### Il rinnovamento degli inizi del XII secolo e il terremoto del 1117
Intorno alla fine dell'XI secolo e al principio del XII, si diede mano a un grandissimo progetto di rinnovamento della chiesa di San Zeno. L'intenzione era quella di ingrandirla con l'aggiunta di un corpo di fabbrica davanti alla vecchia facciata, corrispondente oggi alla prima campata dell'edificio; oltre a tale ampliamento, si era proposto di rinnovare i vecchi muri longitudinali, sia delle navate minori sia della maggiore. Il nuovo edificio, come risulta da quanto rimane ancora oggi, doveva possedere paramenti murari in tufo ben squadrato, lesene aggettanti, una galleria marmorea costituita da arcatelle adorna di colonnette binate, in alto un cornicione ad archetti con doppia ghiera e mensole a doppio sbalzo, ricco di minuti ricami e un frego nobilmente scolpito in candido marmo. Quando avvenne il devastante terremoto di Verona del 1117 tale ricostruzione dovette essere già ben avviata, dato che si era quasi completato il prolungamento e incominciato a rinnovare il fianco della navatella di destra.
Nonostante le distruzioni riportate a seguito del sisma, che danneggiò innumerevoli altri edifici cittadini, non si rinunciò al lavoro già in parte attuato e si decise di portarlo a termine anche se in maniera più modesta, reimpiegando per le nuove murature, per quanto più fosse possibile, il materiale che era crollato. Quindi, dal 1117 al 1138, si procedette alla ricostruzione degli antichi muri longitudinali in gran parte caduti o pericolanti, cingendo quelli della nave maggiore con nuovi pilastri a fascio. Nel 1138 tutte queste opere dovettero essere terminate e poteva già vedersi anche il protiro aggiunto alla nuova facciata, come confermato dall'epigrafe che si trova collocata sul fianco meridionale esterno della navatella, nei pressi della facciata. Tale epigrafe dichiara che il restauro del campanile e la costruzione della prima cella campanaria era compiuto nel 1120, mentre la ricostruzione e l'allungamento della chiesa, con l'aggiunta almeno di una campata verso ovest, erano ultimati nel 1138 («A RESTAURATIONE VERO IPSIUS CAMPANILIS CONFLUXERANT ANNI LVIII»).

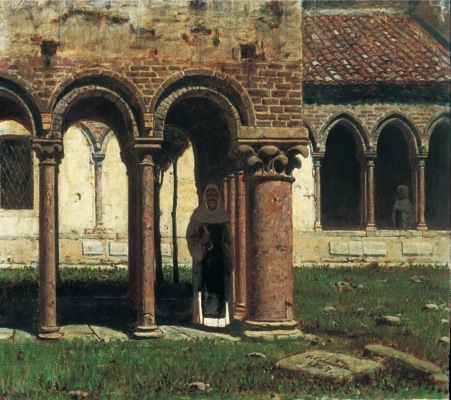
Il chiostro dell'abbazia di San Zeno in un dipinto del 1867 di Vincenzo Cabianca.

Nello stesso tempo un religiosus vir, il prete Gaudio, si occupò del restauro del chiostro, completato nel 1123, mentre Gerardo tra il 1165 e il 1187 sopraelevò il campanile che venne poi terminato nel 1173 sotto la direzione di maestro Martino, come ricordato da una lunga iscrizione sul muro esterno del fianco meridionale. Dal 1138 fino al 1187, ultimo anno in cui fu abate Gerardo, non si eseguirono lavori significativi sulla chiesa e, quindi, ci si poté concentrare sul completamento del campanile e la realizzazione delle campane. Tali lavori sono testimoniati da un'iscrizione, risalente al 1178 e collocata sul fianco meridionale, vicino alla facciata, nella quale si accenna al restauro del campanile per poi proseguire indicando che «renovatione autem et ecclesie augmentatione (confluscerant anni) XL». Si ritiene che l'abate Gherardo fosse l'abate di San Zeno, vissuto sotto l'imperatore Barbarossa, citato da Dante Alighieri nel Canto XVIII del Purgatorio.
La forma delle colonne e dei capitelli romanici del chiostro, che non presentano alcuna mescolanza di frammenti reimpiegati, dimostra che l'opera di Gaudio dovesse essere stata di rinnovamento completo e non di una semplice ristrutturazione. Due iscrizioni poste nel chiostro, situate vicino alla tomba di Giuseppe della Scala, raccontano che Gaudio fece realizzare anche un sepolcro decorato da pitture e donò all'abbazia una fornitura continua di olio perché potesse essere tenuta accesa tutta la notte la lampada del chiostro. Nel 1145 venne incominciata anche la grande torre merlata dell'abbazia, ancora oggi esistente, i cui interni sono decorati con affreschi del XIII secolo. A quel tempo essa serviva come baluardo difensivo in quanto la basilica si trovava fuori dalle mura e pertanto soggetta a pericoli; si dovette attendere l'intervento degli Scaligeri perché venisse inglobata nella cortina difensiva cittadina.

### I lavori dalla fine del secolo XII alla metà circa del XIII

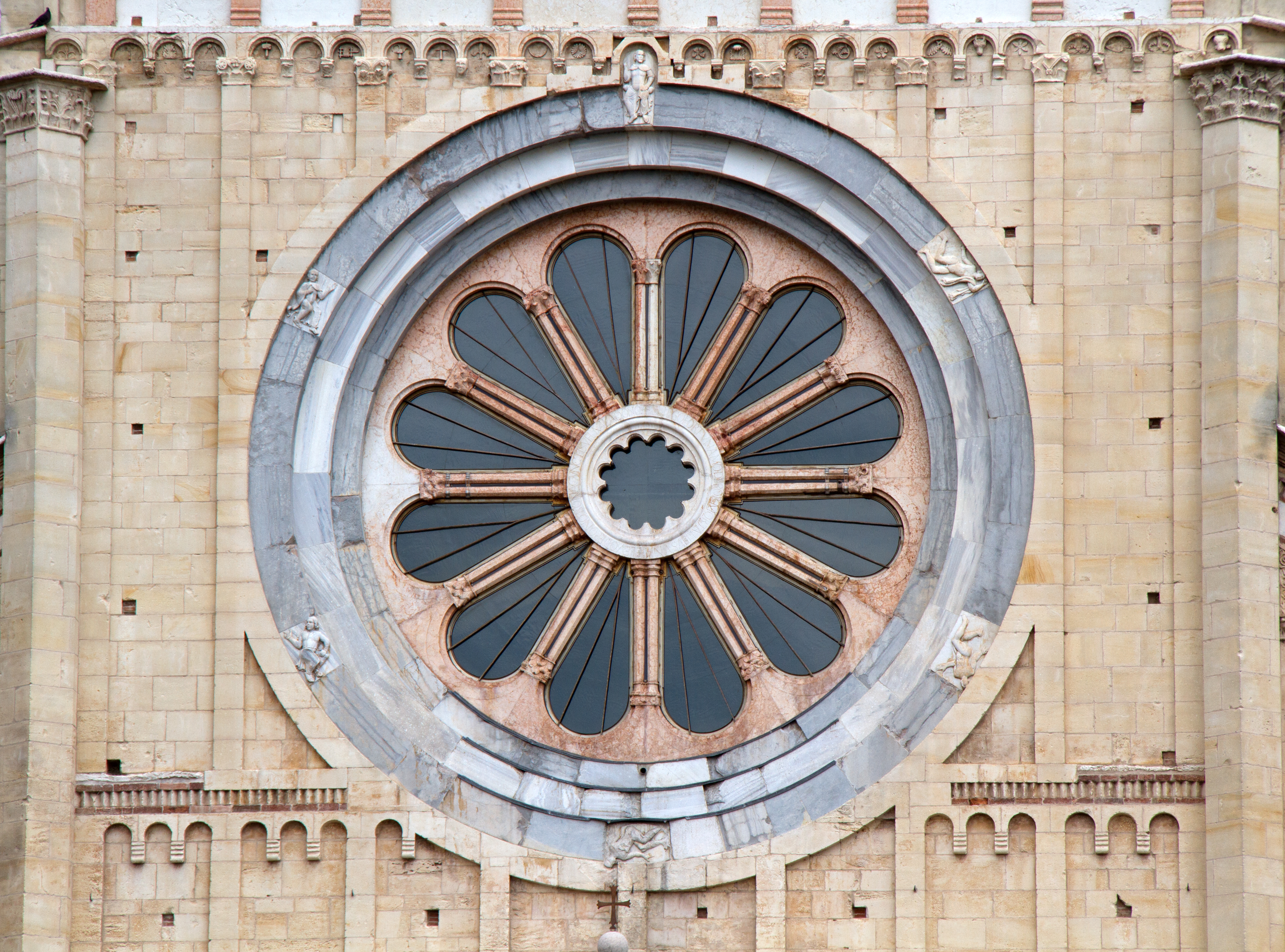
La Ruota della Fortuna, il rosone realizzato da maestro Brioloto de Balneo.

All'abate Gerardo successe l'abate Ugone che nel secondo anno del suo ufficio, il 1189, trattò con uno scultore per l'esecuzione di alcuni lavori per la chiesa. Il maestro si chiamava Brioloto de Balneo o almeno così è nominato su un'iscrizione datata 14 aprile 1189, murata all'interno dell'edificio non lontano dal battistero: si tratta del primo documento che lo ricorda, seppur senza far accenno alla sua paternità o provenienza. In tale iscrizione gli si attribuisce la realizzazione della cosiddetta "Ruota della Fortuna", il rosone sulla facciata della chiesa che è decorato da sei statue che raffigurano le alterne fasi della vita umana, ovvero della Fortuna (nel senso latino di "destino").
Nei lavori a San Zeno, Brioloto, fu certamente aiutato dal lapicida Adamino da San Giorgio che lasciò la sua firma su un capitello all'interno della chiesa, in cui si legge «magister Adam murarius qui fuit de Sanzorzio» ed è inoltre ricordato in due documenti del 1217 e 1225. A lui si attribuiscono le ghiere degli archi di accesso alla cripta e le cornici superiori delle facciata. Si ritiene che Adamino potesse essere originario di San Giorgio di Valpolicella o, più probabilmente del comasco.
Per collocare la grande Ruota della Fortuna fu necessario praticare un vasto squarcio nel muro, il quale venne successivamente ricostruito con il paramento esterno a regolari conci di tufo nella zona compresa fra le due grandi lesene e le due cornici orizzontali. All'interno, invece, il nuovo paramento di tufo si limita solo al muro rinnovato, lasciando ai fianchi i vecchi corsi alternati di tufo e di cotto. Al di sopra della nuova cornice orizzontale, il muro del timpano fu rivestito esteriormente di marmo su cui venne eseguita la scena del Giudizio Universale, oggi andata perduta.
Un documento datato 30 marzo 1194 riportato da Giovanni Battista Biancolini ci informa che in quello stesso anno i Canonici della Cattedrale conferirono alla Confederazione del Clero Intrinseco che officiava a San Zeno la possibilità di battezzare e, pertanto, fu necessario realizzare nella chiesa un battistero. Si ritiene che anche questo manufatto venne commissionato a Brioloto per via di alcune assonanze stilistiche con le sue opere. Un'ulteriore iscrizione del 1212, collocata fino al 1732 in un cortiletto e oggi al museo lapidario maffeiano, ricorda la ricostruzione di una porta nel monastero. Del medesimo periodo sono le colonne ofitiche e la statua del Santo Patrono collocata all'interno e opera di uno scultore anonimo. Il 24 agosto 1225 il cardinale Adelardo Cattaneo morì e venne sepolto nel presbiterio della chiesa in un semplice sarcofago, poi rimosso nel XIX secolo per essere spostato nel chiostro; pertanto è probabile che in quell'anno quella parte della chiesa fosse già completa. In ogni caso lo era sicuramente intorno al 1300, quando si procedette alla realizzazione degli amboni.
Il 23 maggio del 1238 nella basilica si tennero le sontuose nozze tra Selvaggia, figlia dell'imperatore Federico II di Svevia, ed Ezzelino III da Romano; si presume che lo stesso imperatore abbia soggiornato nella torre abbaziale.

### Trasformazioni gotiche e rinascimentali (XIV-XV secolo)

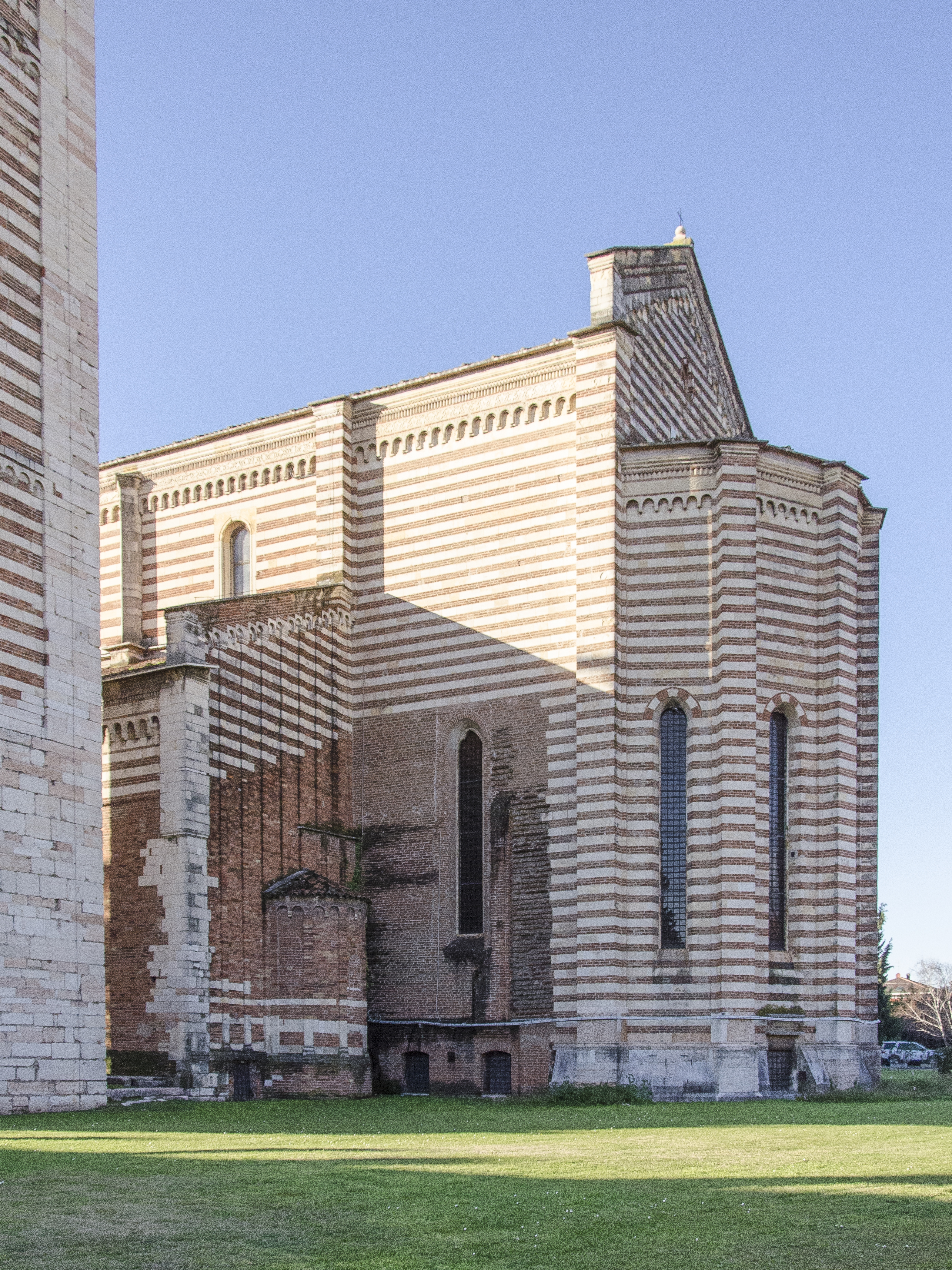
La zona absidale della basilica, nelle cui murature si possono facilmente individuare alcune delle fasi costruttive dell'edificio.

Tra la fine del XIII secolo e il principio del XIV la città di Verona trascorse un periodo caratterizzato da un grande fermento costruttivo in cui si andarono a realizzare o a riedificare numerosi edifici, soprattutto religiosi. Ad esempio si possono citare la chiesa di Sant'Eufemia, incominciata dagli Agostiniani nel 1275, la ricostruzione della chiesa di San Paolo in Campo Marzio e, nei primi del Trecento, la fondazione della basilica di Santa Anastasia da parte dei Domenicani. Caratteristica di tutti questi edifici fu l'utilizzo del solo laterizio per le murature al posto dell'alternarsi di questo con il tufo che aveva conferito alle costruzioni precedenti il tipico aspetto del romanico veronese, con il susseguirsi di fasce rosse e bianche.
A quel tempo l'abside delle basilica di San Zeno era ancora quello risalente al X secolo tanto che quella maggiore dovette figurare troppo bassa per il suo catino, troppo angusta nel suo giro e, quindi, stonata rispetto alla spaziosa e alta chiesa che era stata da poco tempo ultimata. Venne di conseguenza deciso di ampliarla ma sembra che tale lavoro sia avvenuto in tempi diversi: la prima fase dovrebbe essere collocata intorno all'anno 1300 mentre la seconda potrebbe essere stata portata a termine verso la fine del secolo XIV. Intorno alla fine del Trecento si trovava a Verona l'architetto Giovanni da Ferrara che, insieme a Giacomo da Gozo, aveva progettato il ponte delle Navi per Cansignorio e, molto probabilmente, il ponte di Castelvecchio. Fu l'abate Ottonello Pasti che lo incaricò di concludere l'ampliamento e apportare altre modifiche. Giovanni incominciò i lavori il 24 marzo 1386 e, dopo alcune interruzioni dovute a vicende politiche, li portò a termine nel luglio del 1398 sempre coadiuvato dal figlio Nicolò. L'abside così rinnovata, in stile gotico, venne poco tempo dopo adornata di affreschi dall'abate Pietro Paolo Cappelli, il cui stemma è scolpito sull'arco trionfale, e dall'abate Pietro Emilei, l'ultimo abate monaco a capo dell'abbazia, che vanitosamente pose la sua arma nobiliare nella chiave di volta e sul pilastro dello stesso arco.

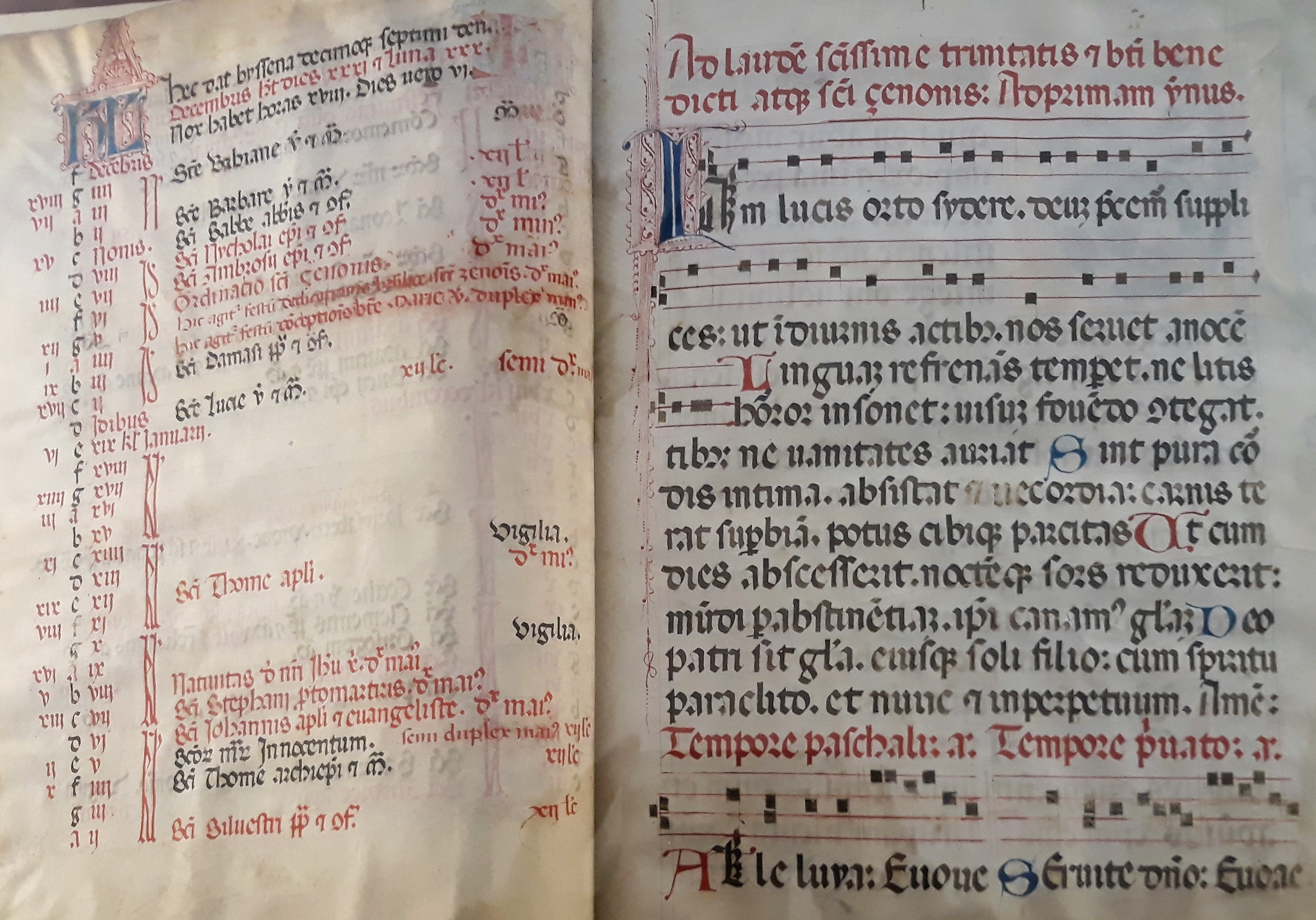
Breviario in uso nell'abbazia di San Zeno nel XV secolo e oggi custodito presso la biblioteca civica di Verona.

Nonostante questi lavori migliorativi, durante tutto il XIV secolo il monastero sperimentò un periodo di forte decadenza: i monaci erano oramai pochi e le disponibilità economiche si erano notevolmente ridotte a seguito delle spogliazioni perpetrate dagli Scaligeri. Il 24 giugno 1405, con la dedizione di Verona a Venezia, la città passò sotto il controllo della Serenissima e a capo di San Zeno cessarono di esserci gli abati monaci e incominciò, nel 1425, il periodo degli abati commendatari.

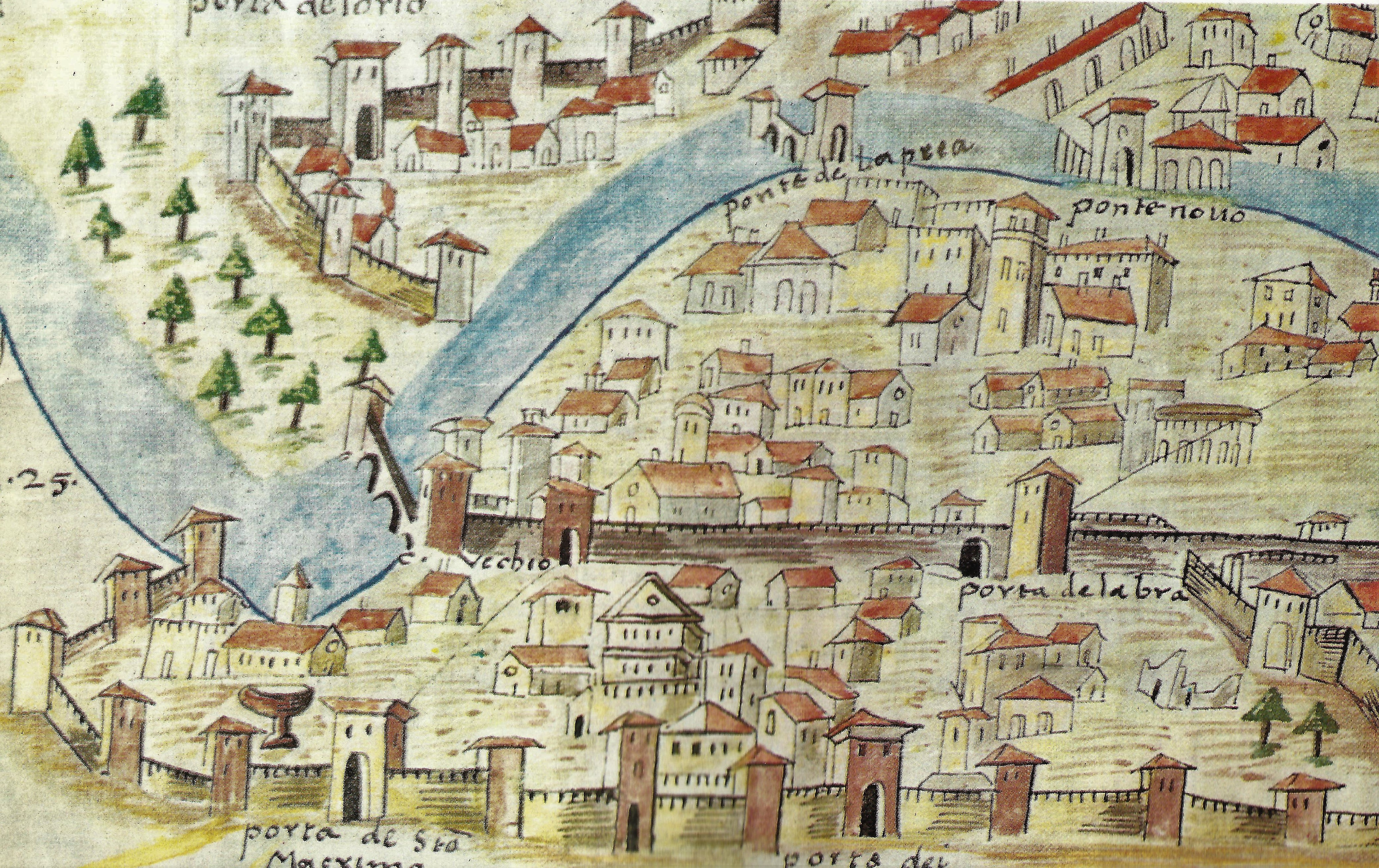
Particolare della Carta d'Almagià (1440), con l'abbazia di San Zeno in basso a sinistra.

Marco Emilei, successore dell'abate Pietro, venne creato abate commendatario da papa Martino V e si occupò di fornire al monastero alcune nuovi ordinamenti, tra cui separare la mensa abbaziale da quella monastica, stabilire che i monaci residenti non fossero mai meno di dodici mentre i frati conversi dovevano essere almeno in tre. Fece, inoltre, in modo che vi fosse una rendita stabile di 500 fiorini d'oro per il mantenimento della struttura e ottenne dal Pontefice l'invio di tre frati che si occupassero di riformare il convento secondo la regola benedettina di questi. Per adempiere a tale riforma e in particolare per raggiungere il numero minimo di monaci, si dovettero accogliere altri religiosi tedeschi che, in breve tempo, divennero padroni dell'abbazia di San Zeno. Nel 1450 il monastero strinse un patto di alleanza e di fraternità con il monastero di San Quirino e l'abbazia di Tegernsee. Fu solamente con la peste del 1630 che i monaci tedeschi vennero rimossi dall'abbazia; passata la terribile epidemia ne giunsero altri dalla Germania ad occupare i posti vacanti, ma vi fu l'opposizione dell'abate Pietro Contarini che ottenne dalla Repubblica di Venezia un decreto per cui nel monastero potessero risiedere esclusivamente veronesi o, al limite, veneti. Così, Contarini, chiamò i monaci vallambrosiani per riempire il monastero.

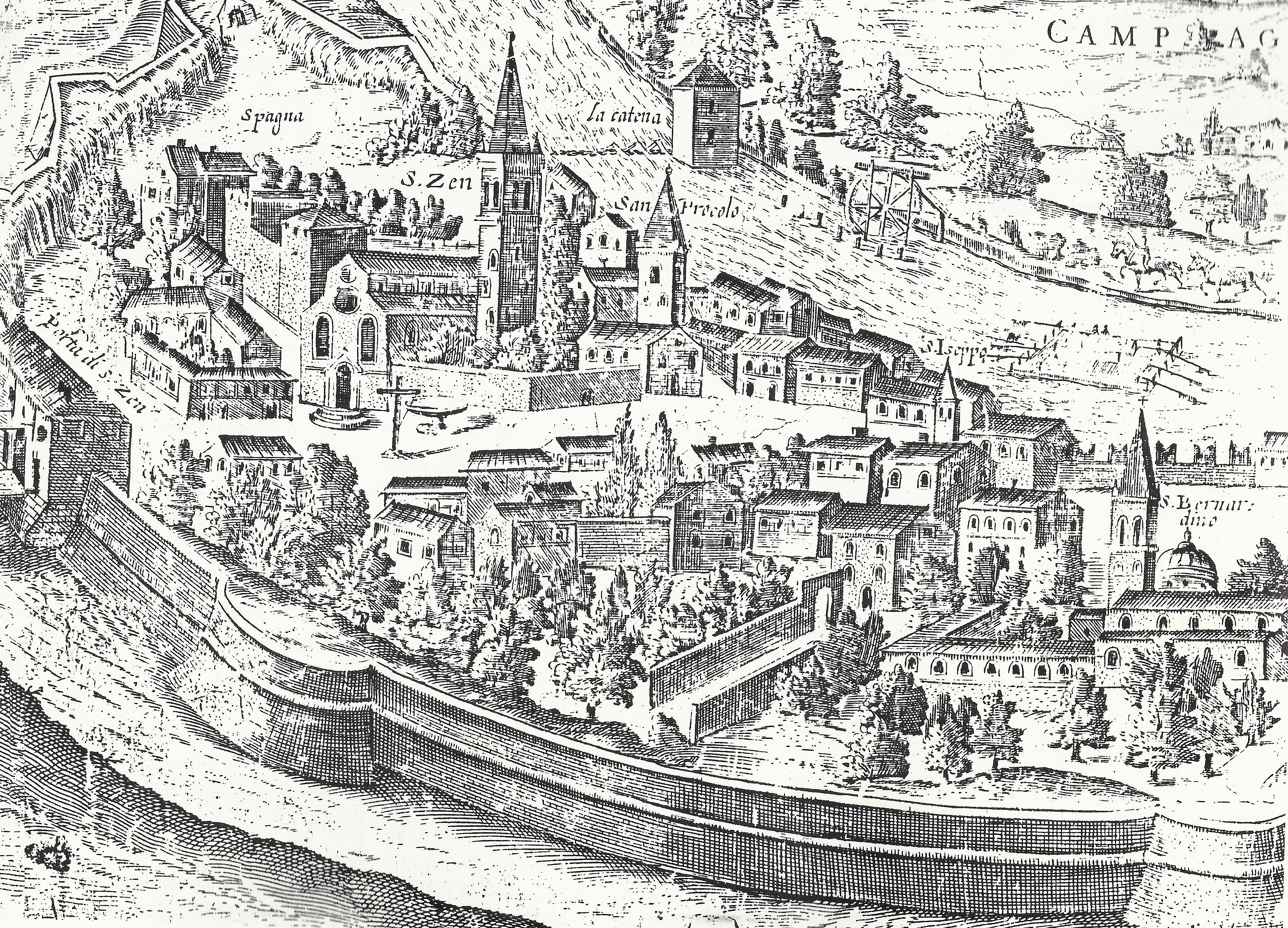
Disegno di Paolo Ligozzi in cui è raffigurata l'abbazia intorno al XVII secolo.

Nel 1443 venne consacrato abate Gregorio Correr e, grazie a lui, vennero eseguiti importanti lavori e innovazioni nella basilica. Fino ad allora l'ufficiatura e il canto dei salmi si teneva nella cripta e questa, non avendo ancora un'abside abbastanza grande, essendo ancora quella del X secolo, finiva per essere in gran parte occupata dal presbiterio e dal coro. Lo spazio per i fedeli era insufficiente, specie nei giorni di solennità. La chiesa superiore, invece, offriva un ambiente più comodo e salubre. Il Correr, anche al fine di accrescere l'onore del suo casato, volle eseguire a proprie spese il coro e il nuovo altare maggiore. Alla sua morte, comunque, il coro non era ancora stato ultimato ma nel suo testamento fece disporre che venisse portato a compimento dagli eredi a proprie spese nella forma con cui era stato incominciato. Gregorio Correr fu anche il committente della celebre Pala di San Zeno, dipinta da Andrea Mantegna per l'altare maggiore della basilica.
Nella seconda metà del Quattrocento si provvide anche a restaurare la sagrestia, posizionata sopra il sacello di San Benedetto. Sembra che i lavori fossero iniziati grazie all'impegno dell'abate Jacopo Surain (1464-1482) il quale comunque non visse abbastanza a lungo per vedere finita l'opera e quindi dispose un legato per garantirne la conclusione, come sappiamo da un necrologio del monastero. I lavori, interrotti, vennero quindi ripresi e terminati dal suo successore, il cardinale Giovanni Battista Zeno.

### Adattamenti e rifacimenti dal XVI secolo a oggi

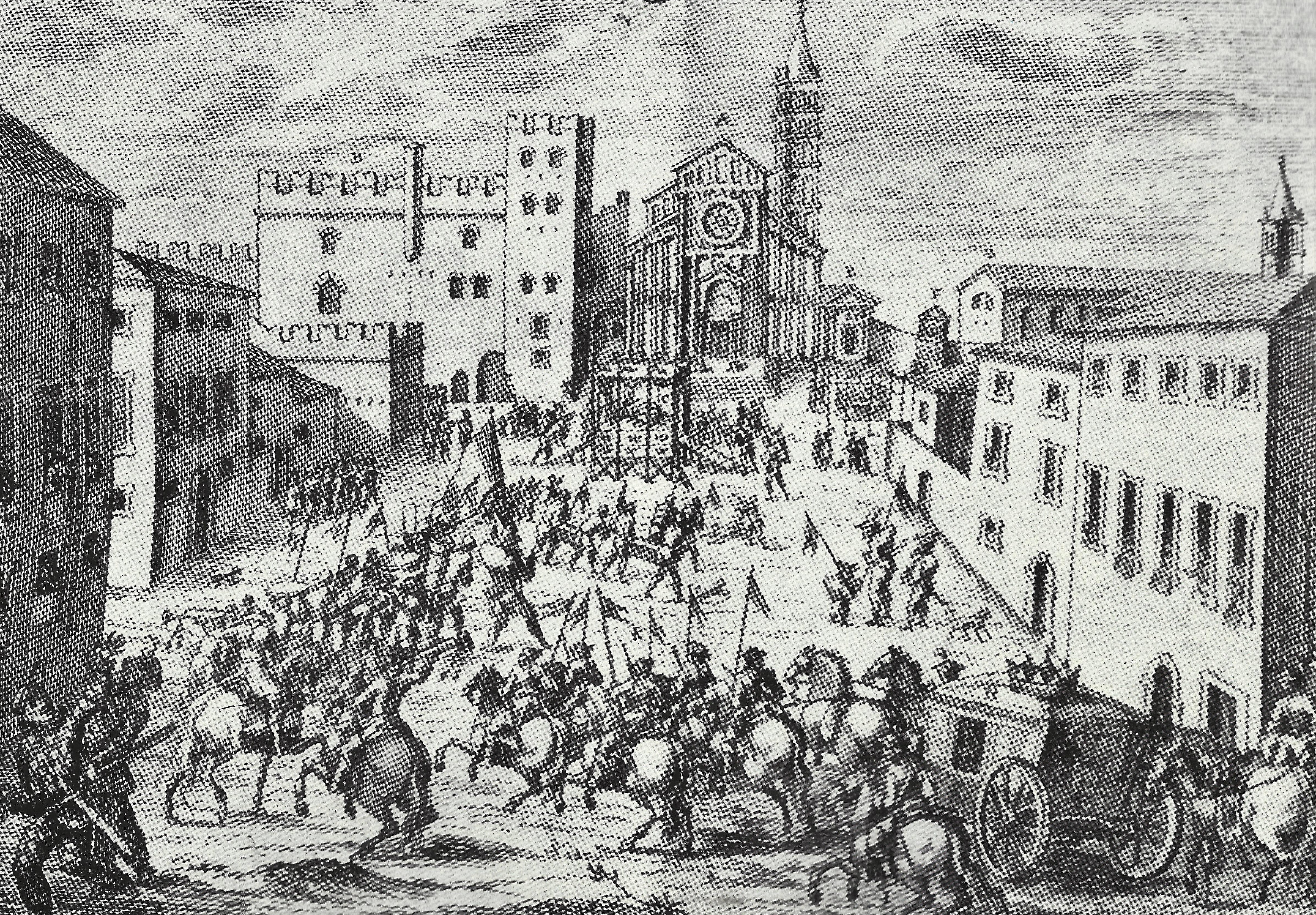
Il complesso abbaziale di San Zeno nel 1770, pochi decenni prima della sua soppressione.

Al principio del XVI secolo si affermò, in Italia, uno spirito nuovo che coinvolse soprattutto le arti. La scoperta del trattato De architectura di Vitruvio diede uno dei maggiori impulsi a questo nuovo stile e gusto che si espressero pienamente in quella che verrà più tardi definita come architettura rinascimentale. Anche la basilica di San Zeno fu coinvolta in questi cambiamenti, tanto che all'inizio del XVI secolo si eseguirono molte opere, tra cui abbattimenti, trasformazioni e spostamenti, che contribuirono a conferire alla chiesa l'aspetto definitivo. Vennero, tra l'altro, demoliti il pontile-tramezzo (la stessa cosa venne fatta nel Duomo del 1534, a San Fermo Maggiore nel 1573 e a Santa Anastasia nel 1580) e le scalette laterali. Inoltre, si realizzò una grande scala che, chiudendo i tre accessi centrali alla cripta ed estendendosi per tutta la larghezza della nave maggiore, permetteva di salire dalla chiesa plebana alla chiesa superiore. Il coro venne rimosso dalla chiesa superiore e, a seguito della demolizione dell'altare quattrocentesco e della ricollocazione del trittico nel fondo dell'abside, fu realizzato un nuovo altare maggiore posto sotto l'arco trionfale. Nel complesso, il lavoro fu condotto con molta cura e conservando la maggior parte del coro del Quattrocento. Per il nuovo altare si usufruì del materiale proveniente dalla demolizione del vecchio; si trovano, infatti, su di esso dei pezzi di pilastri in laterizio come materiale di reimpiego. Nel 1535 era compiuto il fornice del nuovo altare laterale, spiccatamente di gusto rinascimentale, dedicato alla Vergine.

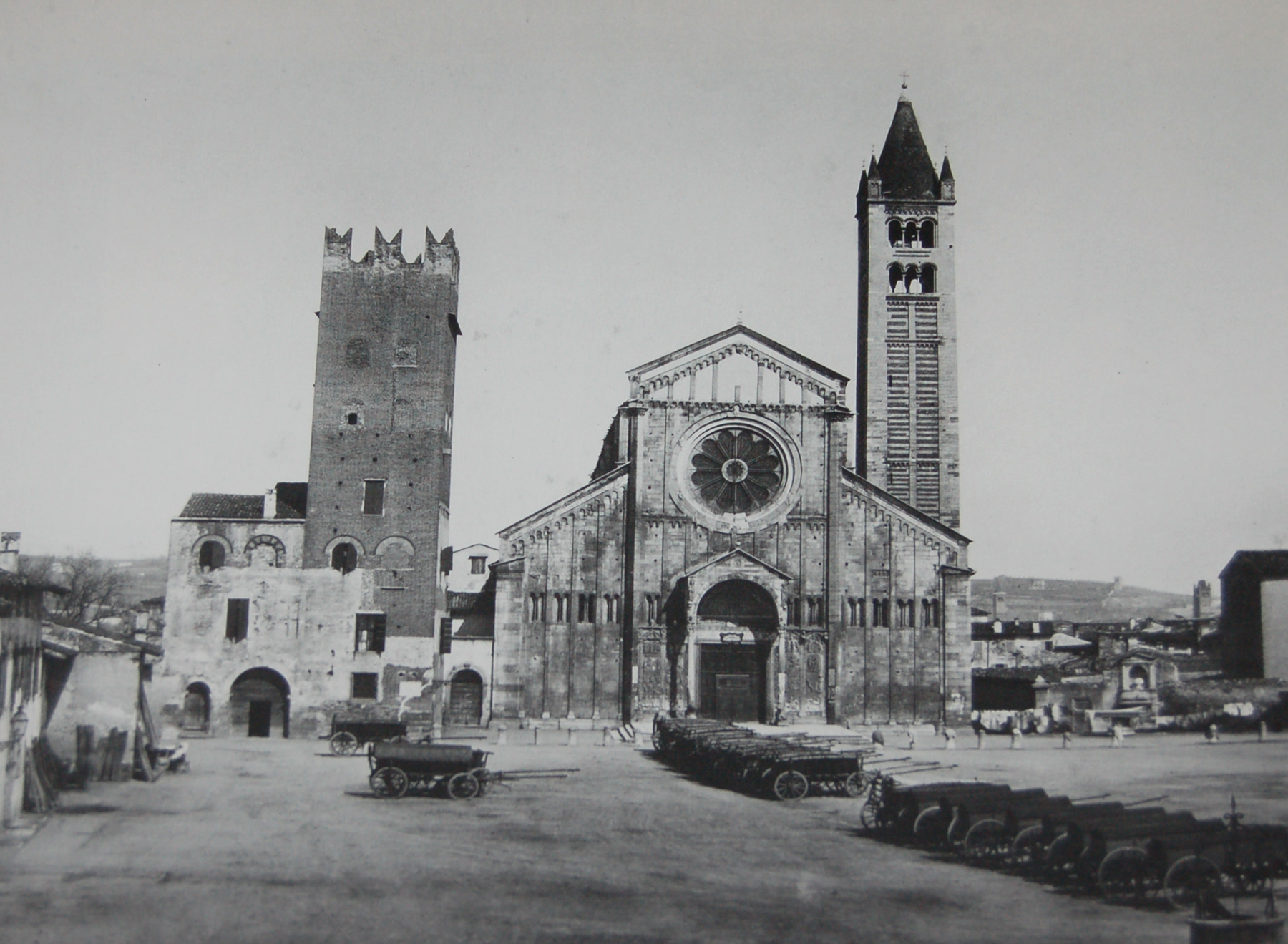
La basilica in una fotografia del 1860 circa di Moritz Lotze.

Nei primi anni del XVI secolo, ai tempi dell'abate Marco Cornelio, vennero terminati i lavori per l'altare maggiore con la costruzione sulla sua mensa di un grandissimo tabernacolo, oggi capovolto e utilizzato come pilastro dell'acquasantiera, la prima entrando da sinistra. L'architetto Da Lisca ritenne che a questa occasione sia attribuibile anche la modifica dei pavimenti dell'abside e del monastero. Altre modifiche all'altare maggiore vennero apportate dal cardinale e abate Carlo Rezzonico nel 1771 il quale, a proprie spese, fece aggiungere un corpo anteposto con nuovo tabernacolo. Lo stesso Rezzonico fece fondere le due antiche campane risalenti al 1149 in un'unica.
Il 5 dicembre 1770 la Serenissima decretò la soppressione dell'abbazia di San Zeno i cui beni immobiliari passarono in buona parte agli Ospedali Civili di Verona mentre il fondo librario andò a costituire il primo nucleo della biblioteca civica. Quando, nel 1816, venne soppressa la vicina chiesa di San Procolo, la parrocchia locale passò alla chiesa di San Zeno e l'abate guadagnò anche il titolo di arciprete. Inoltre, a San Zeno vennero portate le sculture, le lapidi e gli altari che si trovavano nella precedente chiesetta parrocchiale oramai inutilizzata. Nel 1801 si diede inizio alla demolizione di parte del complesso abbaziale.

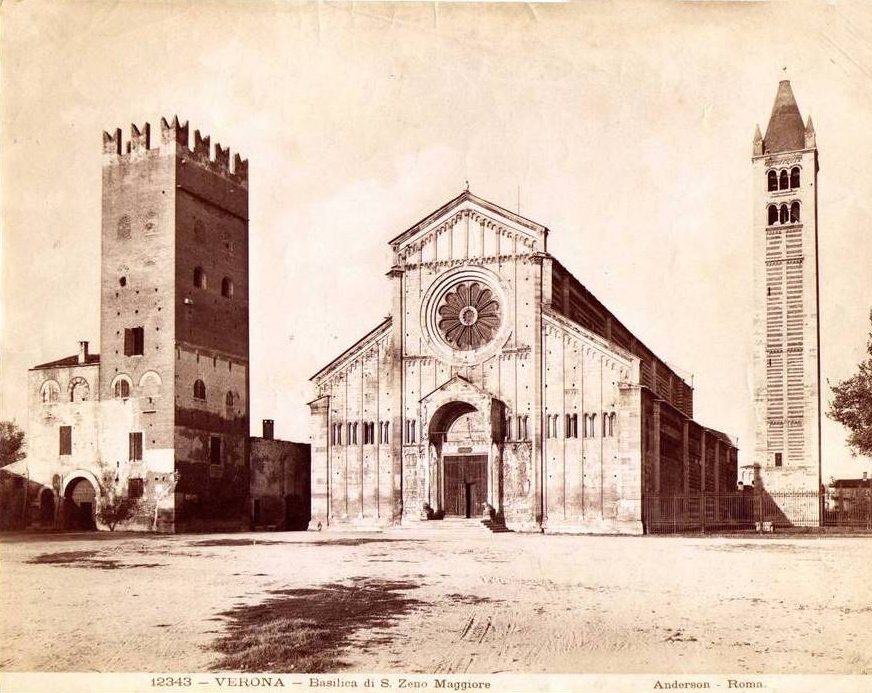
San Zeno in una fotografia scattata probabilmente da James Anderson intorno alla fine del XIX secolo.

Il 1838 fu un anno importante per le vicende della basilica in quanto vennero trovate le reliquie del santo patrono. Le ricerche erano incominciate già con il passaggio della sede parrocchiale da San Procolo a San Zeno ma, dopo molte infruttuose fatiche, il 22 marzo vennero scoperte le ossa. Si decise, tuttavia, di aspettare che passasse la Pasqua per l'estumulazione completa e quindi il 20 aprile successivo, alla presenza di una commissione numerosa, venne aperta la tomba; l'abate Cesare Cavattoni lasciò una particolareggiata descrizione dell'avvenimento. Le sacre spoglie vennero ricomposte e collocate in un'urna di legno dorato con vetri ai lati. In seguito, per riverenza, le ossa vennero vestite da un paludamento (indumento solenne) episcopale di seta rossa ricamata in oro. Nel 1870 venne demolito lo scalone centrale e recuperate le vecchie scale laterali; contestualmente venne realizzato il pontile-tramezzo che separa la chiesa plebana dal presbiterio sulla cui balaustra vennero collocate tredici statue di epoca medievale.
Tra il 1927 e il 1931, l'allora soprintendente Alessandro Da Lisca diresse un cantiere che ebbe lo scopo principale di ricollocare il celebre trittico di San Zeno, dipinto da Andrea Mantegna poco dopo la metà del XV secolo, all'interno della chiesa dopo che era stato spostato al museo civico cittadino per preservarlo durante la prima guerra mondiale. Alla fine del 1930 si costruì, pertanto, un nuovo altare maggiore (l'attuale) aggiungendo una muratura sul vecchio blocco di fondazione. Nell'anno successivo si diede inizio al restauro dei dipinti dell'abside e dell'arco trionfale, alla realizzazione di nuove vetrate e alla riapertura della finestra posta sul fianco meridiano.
Nel 1938, in occasione della ricorrenza del centenario del ritrovamento del corpo del santo patrono, vennero eseguiti alcuni lavori nell'abside della cripta al fine di migliorarne le condizioni igieniche e di renderla più decorosa, così come si fece con la tomba di San Zeno.

## Descrizione

### Esterno

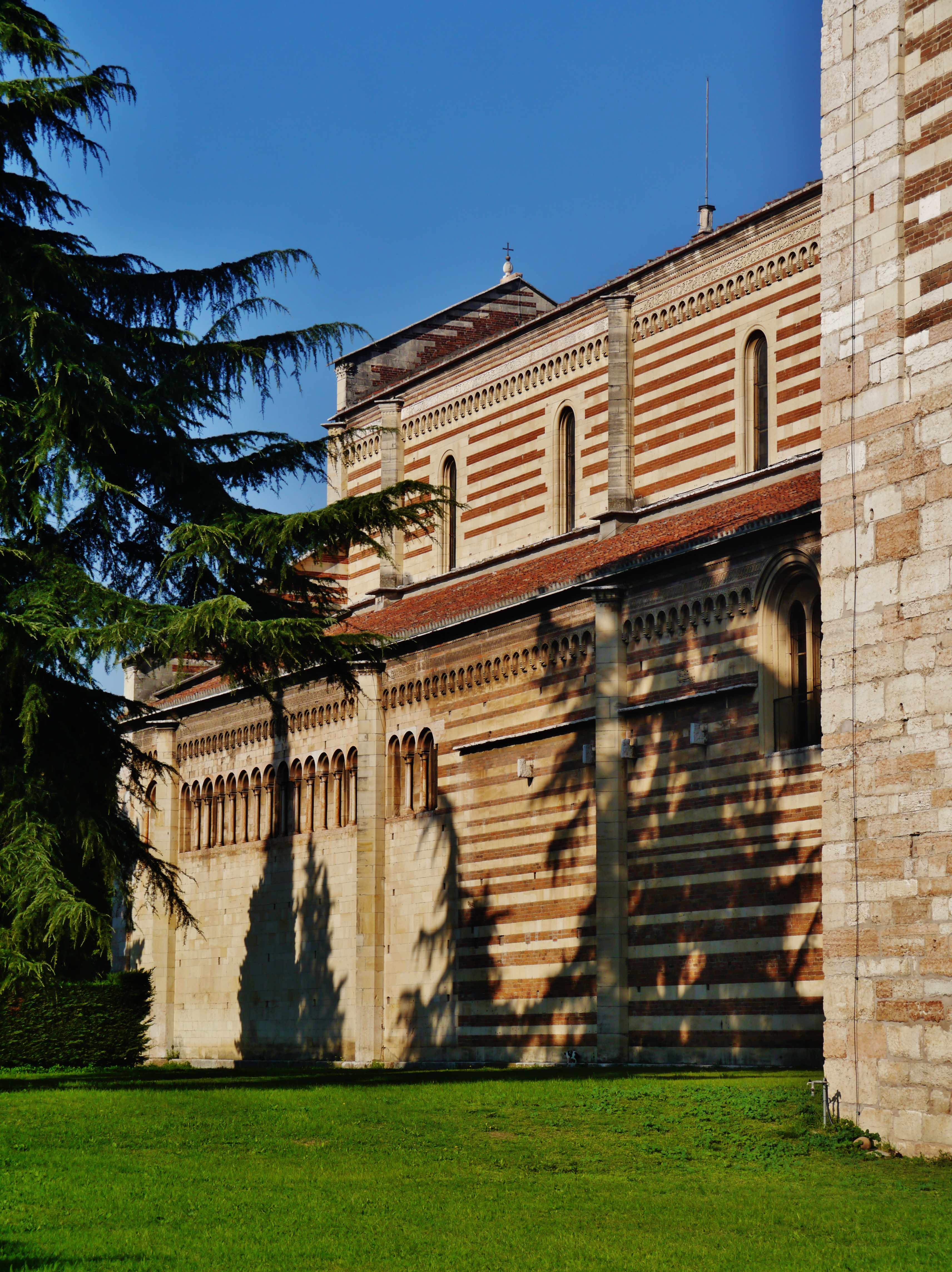
Il prospetto laterale, in cui si osservano i diversi materiali utilizzati: cotto e tufo alternati per la fase più antica ed esclusivamente tufo nella parte più vicina alla facciata, segno dell'ampliamento avvenuto in un secondo momento.

L'esterno della basilica di San Zeno rappresenta uno degli esempi più armoniosi e omogenei di architettura romanica dell'Italia settentrionale. La facciata, realizzata in tufo (similmente a come si operò per il duomo e San Giovanni in Valle), risale all'ultimo intervento di ampliamento della chiesa dei primi decenni del XII secolo, nonostante alcuni elementi, tra cui il protiro e il portale della chiesa, risalgano alla facciata precedente da cui sono stati smontati e qui ricollocati, con i dovuti aggiustamenti. Celebre il grande rosone centrale chiamato "Ruota della Fortuna" per via della sua simbologia. Il fianco meridionale, invece, sembra essere stato realizzato in momenti diversi in altrettanti stili. Il complesso è completato da un imponente ed elegante campanile e dagli edifici superstiti dell'antica abbazia di San Zeno, tra cui il chiostro, il sacello di San Benedetto e la torre abbaziale.

#### Facciata

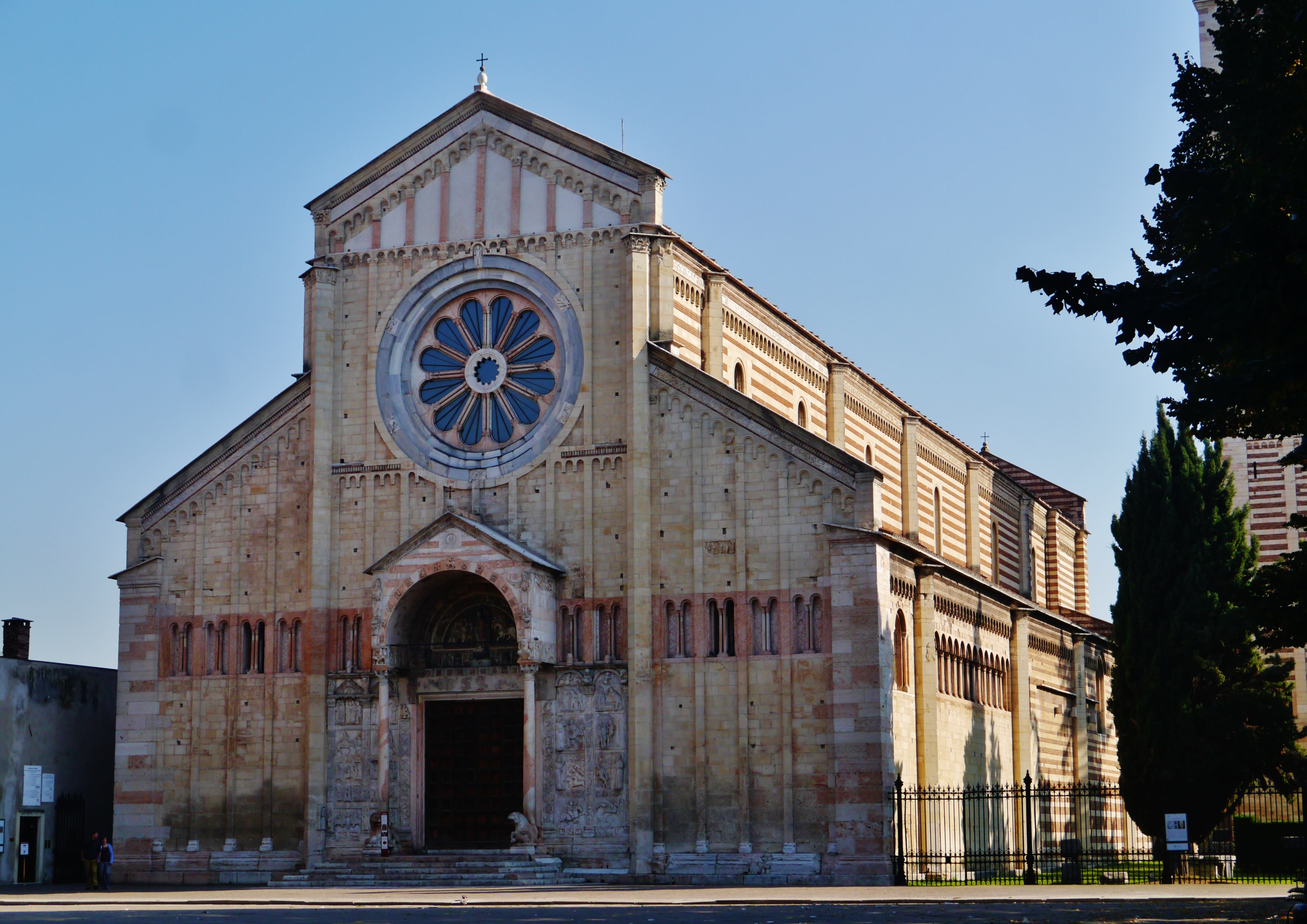
La facciata della basilica di San Zeno.

Osservando la facciata della basilica di San Zeno si può distinguere la suddivisione in tre parti che ripetono l'impostazione degli spazi all'interno: le due laterali corrispondenti alle due navate minori, che vanno dagli estremi fino alle grandi lesene triangolari, e la centrale corrispondente alla navata maggiore, compresa tra le lesene stesse. Nelle due parti laterali la muratura è costituita da dadi di tufo mentre la galleria è realizzata in pietra identica a quella del fianco meridionale. Sul cornicione, sotto lo spiovente, semplici mensole reggono archetti a doppia ghiera scolpiti con sottili e bassi rilievi; successivamente vi è il fregio scolpito in marmo greco da Adamino a sostituire l'originale.
Sulla parte destra della facciata, centralmente e poco sopra la galleria delle finestre, è stato inserito un piccolo bassorilievo in tufo, databile per il suo stile agli inizi del XII secolo, nel quale sono rozzamente stilizzate tre figure poste in piedi tra alcune piante: al centro vi è Cristo con l'aureola crucifera, a sinistra un Santo e a destra un abate (ora privo di testa) col pastorale, che offre al Redentore il modello della chiesa e del campanile completato con la cella e con due soli balconi per lato. È possibile ritenere che il modello possa raffigurare la chiesa come era stata progettata nel prolungamento e che indichi come si intendeva realizzare (o come si era già compiuto) il campanile iniziato nel 1046 dall'abate Alberico.
Nella parte centrale della facciata si possono distinguere due, ulteriori, zone: quella inferiore che da terra giunge fino alla cornice del grande rosone (detto "Ruota della Fortuna"), comprendente il portale e il protiro, e quella superiore con il rosone e il timpano. La due zone sono divise da una cornice di archetti a dente di sega interrotta nella parte mediana dalla grande Ruota. Ugualmente alle parti laterali, anche quella centrale termina con un cornicione ad archetti posto sotto gli spioventi e dal fregio di Adamino.

##### Il rosone e il frontone

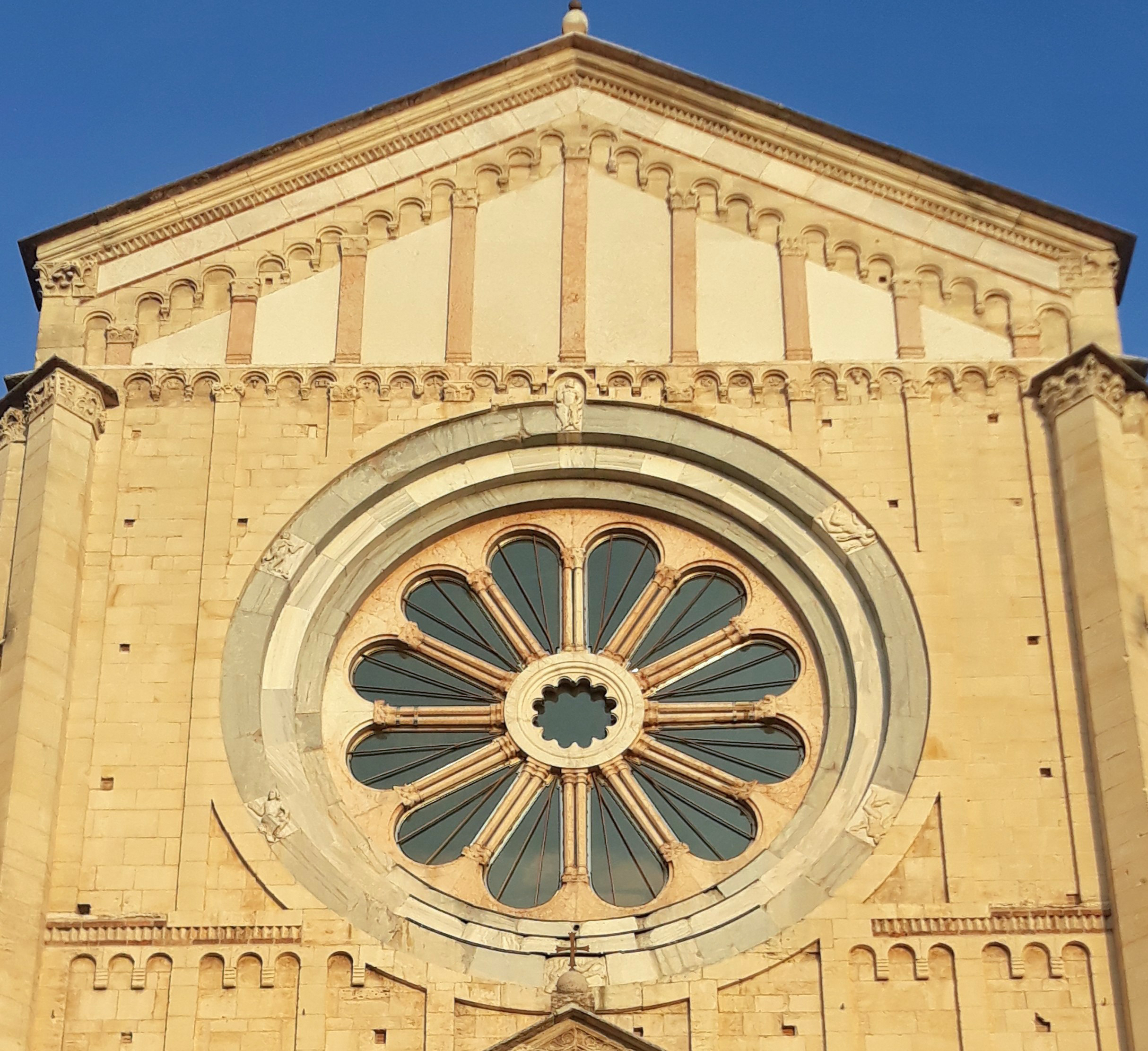
Il rosone della basilica realizzato da Brioloto de Balneo. Sul timpano del frontone una volta era rappresentato un Giudizio Universale.

Il rosone, che fu opera di Brioloto de Balneo, è decorato da sei statue che raffigurano le alterne fasi della vita umana, ovvero della Fortuna (nel senso latino di "destino") e per questo è conosciuta come "Ruota della Fortuna". Essa, così concepita da Brioloto, risulta divisa in dodici settori da altrettante paia di colonnette di marmo rosso a fusto esagonale, ornate da capitelli a foglie e a figure animalesche. Al centro vi è un cerchio, o mozzo, internamente aperto e coronato di dodici lobi, mentre altrettanti lobi maggiori collegano i capitelli binati. Esternamente è circondato da una ghiera a tre gradini in marmo bianco e azzurro, terminante in una cornice in pietra che funge da raccordo col piano delle lesene. Nell'ultimo gradino in marmo si trovano disposte ritmicamente sei figure scolpite in marmo greco rappresentanti i mutamenti del destino dovuti alla Fortuna: le due centrali, in alto e in basso, rappresentano rispettivamente i momenti della maggior fortuna e del suo massimo abbandono, mentre quelle laterali i passaggi intermedi, ovvero a destra la transizione dalla felicità alla miseria e a sinistra il ritorno allo stato di fortuna. Sul mozzo della Ruota gira una scritta che spiega il concetto simbolico: all'esterno si legge «En ego Fortuna moderor mortalibus una. /  Elevo, depono, bona cunctis vel mala dono.», mentre all'interno «Induo nudatos, denudo veste paratos; / in me conidit si quis, derisus abibit».

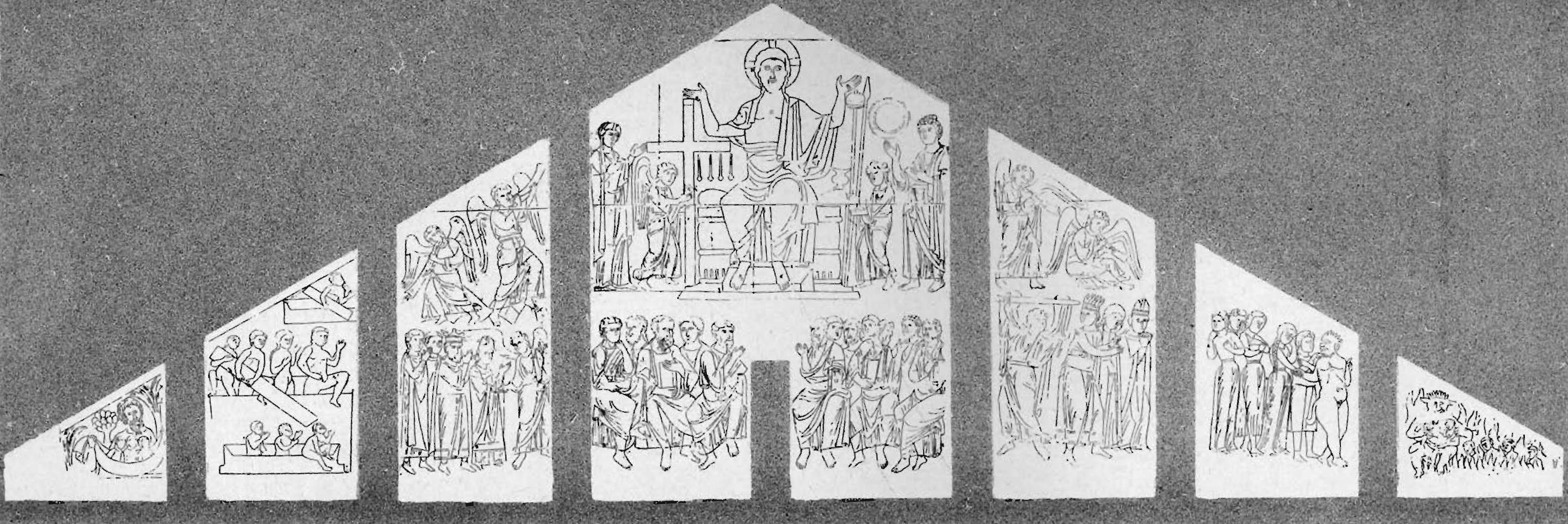
Una riproduzione di Giuseppe Gerola del graffito del Giudizio Universale, un tempo presente sul timpano della facciata.

Il frontone, che segnala esternamente la sommità della navata centrale, è di marmo bianco, creando così un contrasto con il resto della facciata della chiesa, fatta in tufo e pietra, e con le sette lesene in marmo rosa che lo percorrono e scandiscono. Massimiliano Ongaro nel 1905 scoprì graffiti sul timpano relativi a un grande Giudizio Universale. Lo storico Giuseppe Gerola lo riprodusse in calco e lo illustrò sul Bollettino d'arte del Ministero della Pubblica Istruzione. L'opera, attribuita a Brioloto e ad Adamino da San Giorgio, è una delle più importanti e antiche rappresentazioni veronesi del Giudizio Universale. Essa aveva al centro il Cristo in trono con a fianco due angeli, Maria e san Giovanni evangelista. Al di sotto gli Apostoli e ai lati gli eletti e i reprobi. Dalla parte degli eletti Abramo li tiene in grembo, degli angeli portano in cielo un re, un vescovo e due santi e i morti si alzano dalle tombe al suono delle trombe angeliche. Dalla parte dei dannati gli angeli li cacciano con la spada e suonano trombe di giustizia. Fra i dannati un vescovo, un re e una donna. Cinque donne li seguono e una di esse tira la barba al diavolo. Sullo sfondo le fiamme ardono i dannati e un diavolo li punisce.

##### Il protiro

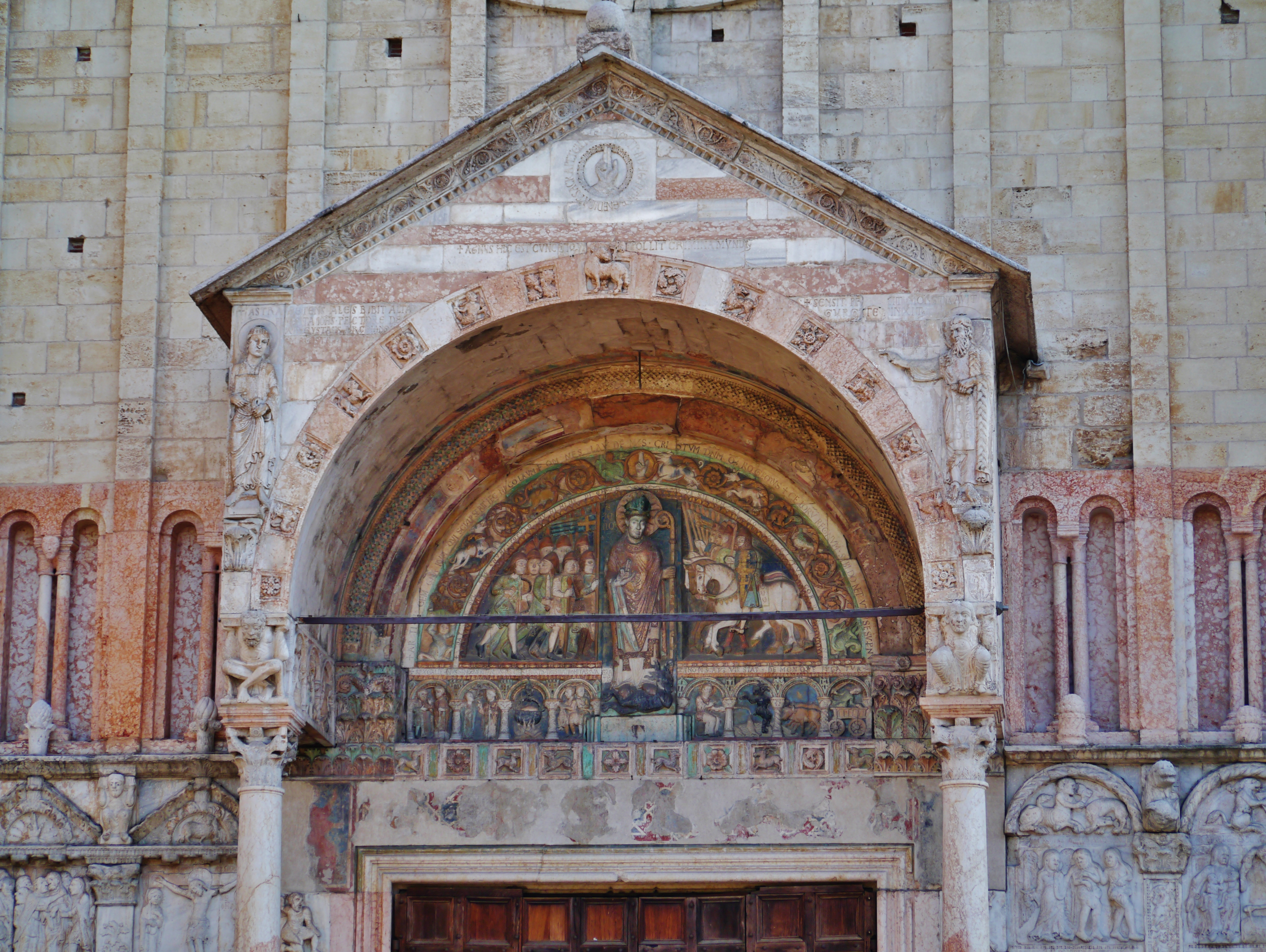
Il protiro del maestro Niccolò. La scena rappresentata nella lunetta, realizzata nel 1138, attesta la nascita del comune medievale di Verona.

Il protiro è firmato dal maestro Niccolò ed è stato realizzato nel XII secolo, tuttavia è probabile che vi siano state successive manomissioni che ne abbiano compromesso l'armonicità. Appare di forma molto semplice, senza strombatura, limitandosi a coprire con il baldacchino ad unica cuspide una parte delle cinque lesenette di facciata e lasciando in ciascun lato, prima della grande lesena, una zona di riposo con le due bifore cieche della galleria. Il baldacchino è sorretto su due telamoni rannicchiati, sui quali, in ideale prolungamento delle stesse colonne, sono scolpiti i bassorilievi dei santi Giovanni Battista e Giovanni Evangelista. Sull'arco risaltano l'Agnello e la mano di Dio benedicente con una scritta latina che tradotta recita «La destra di Dio benedica le genti che entrano per chiedere cose sante». Alla base due leoni stilofori rappresentano i guardiani della chiesa, coloro che impediscono l'entrata delle anime immeritevoli (non a caso trattengono sotto le loro zampe due intrusi), mentre le due colonne simboleggiano il "diritto" e la "fede".
Nel protiro convivono tre tipi di rappresentazioni, quelle sacre relative alla vita del santo, quelle politiche relative alla nascita del comune e quelle profane rappresentate dai mesi e dai mestieri collegati. All'interno, nella lunetta, vi è un bassorilievo raffigurante la Consacrazione del Comune veronese che, oltre al suo valore artistico, rappresenta anche un importante documento storico che permette di attestare la nascita del comune medievale veronese al 1138, data di realizzazione dell'opera. In esso il santo patrono, Zeno, compare al centro mentre calpesta il demonio, quasi a sancire simbolicamente il patto tra i milites (l'aristocrazia feudale, rappresentata dai cavalieri alla destra) e i pedites (il popolo grasso, la borghesia nascente). Ai lati di san Zeno, sulla destra i rappresentanti della nobiltà veronese e delle famiglie dei mercanti a cavallo (gli equites) e a sinistra i rappresentanti del popolo, dei fanti armati (i pedites). San Zeno, nella scena, consegna una bandiera ai veronesi, una sorta di investitura di derivazione sacra. L'affresco è accompagnato da una scritta in latino, traducibile in «Il Vescovo dà al popolo la bandiera degna di essere difesa / San Zeno dà il vessillo con cuore sereno».
Sotto la lunetta Niccolò scolpì bassorilievi che rappresentano i miracoli compiuti da san Zeno: l'esorcismo sulla figlia di Gallieno preda del demonio; un uomo salvato mentre precipitava nell'Adige su un carro; e infine i pesci che san Zeno pescatore donava. Sulle mensole interne ed esterne del protiro sono rappresentati i dodici mesi dell'anno, partendo da marzo, con i lavori tipici relativi ai mesi. I dodici mesi riprendono i dodici settori della Ruota della Fortuna e la rotazione e la ripetizione di un ciclo, i mesi e le stagioni che indefinitamente si susseguono.

##### Gli altorilievi ai lati del protiro

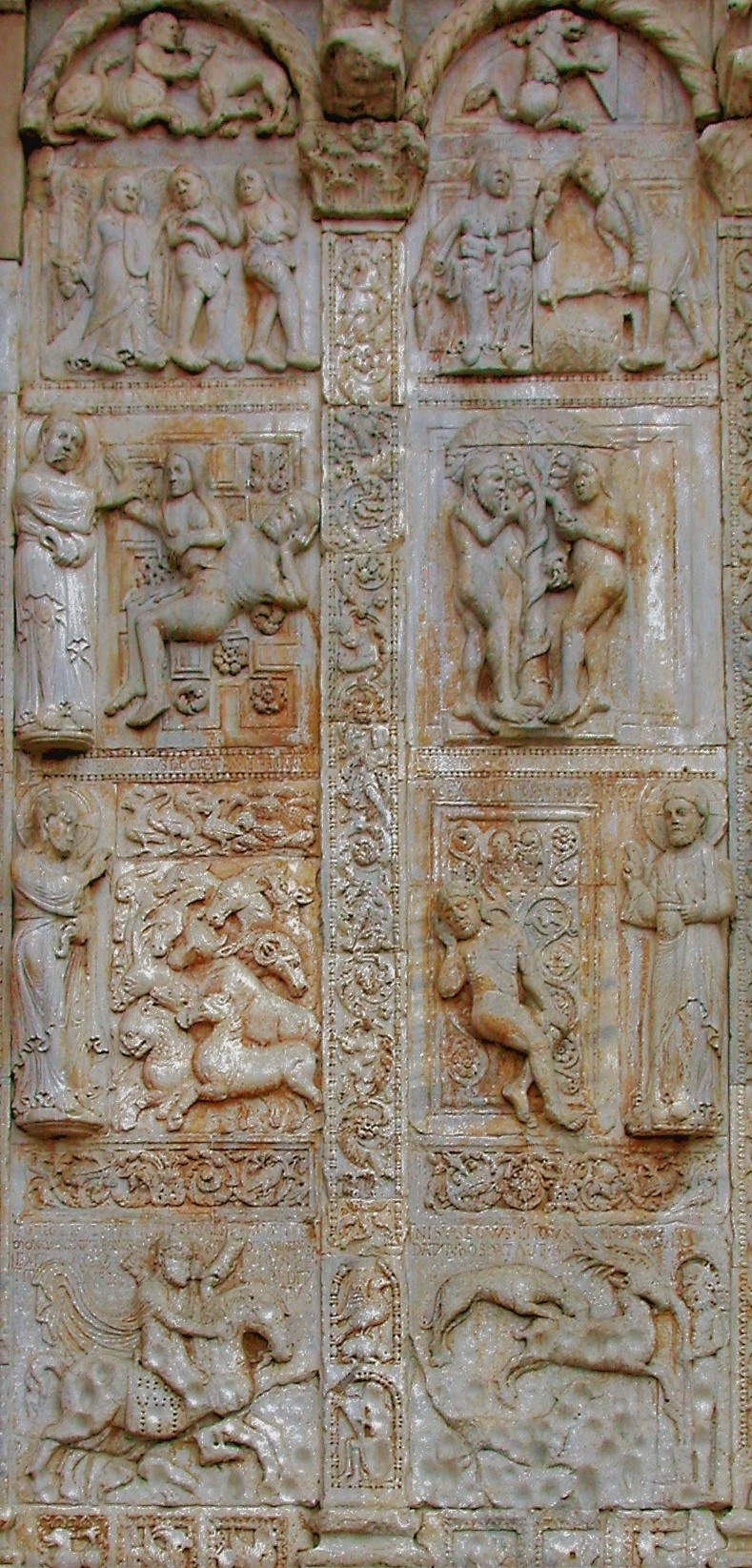
Gli altorilievi a destra del portale con scene della Genesi e del re Teodorico il Grande, opera del maestro Niccolò e aiuti.

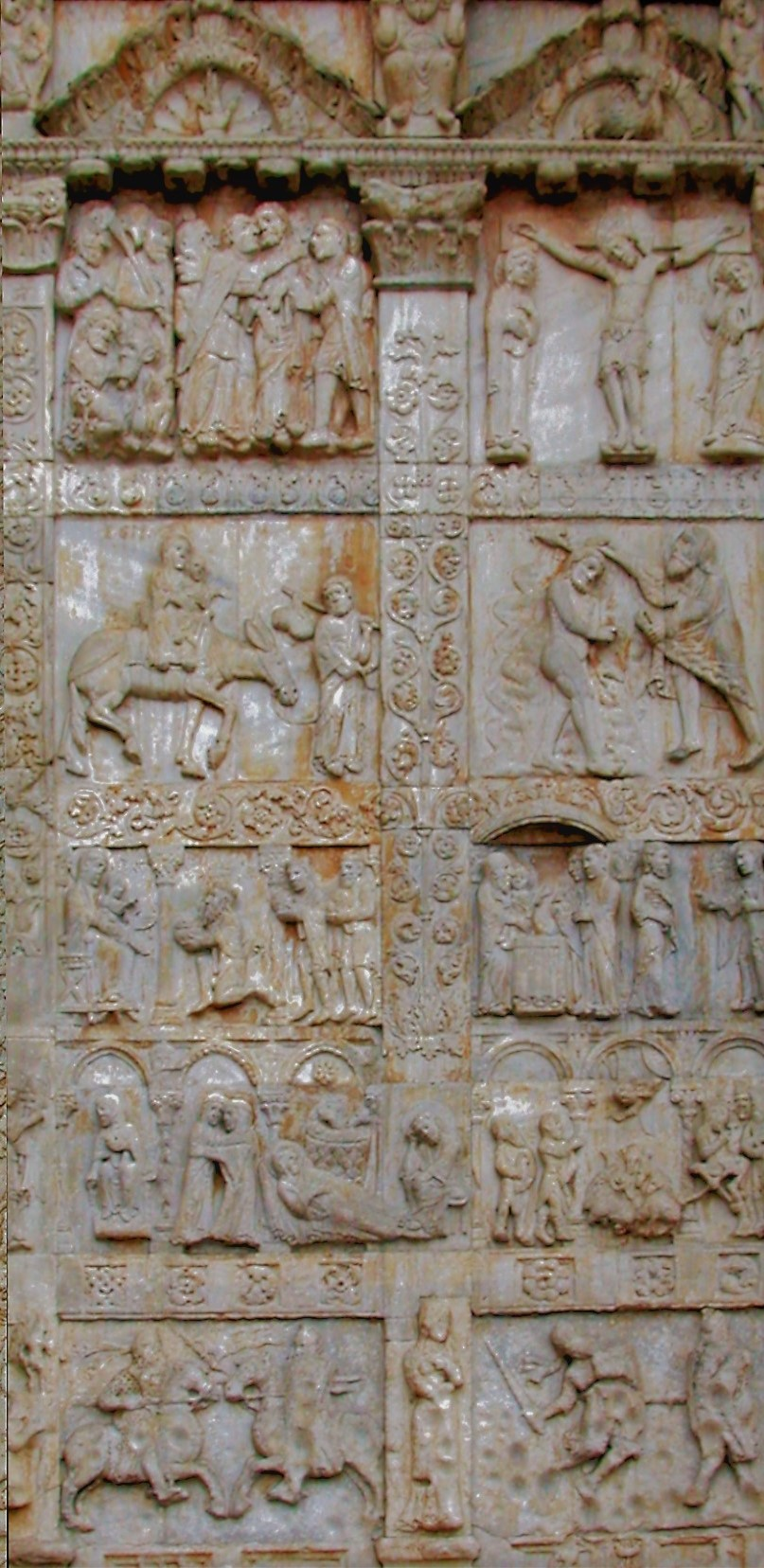
Gli altorilievi a sinistra del portale con scene del Nuovo testamento, opera del maestro Guglielmo.

Ai lati del protiro e del portale sono collocati 18 altorilievi risalenti al XII secolo, dieci a sinistra e otto a destra, disposti a coppie sotto delle arcatelle e separate da una piccola lesena, a sua volta decorata con motivi vegetali e figure zoomorfe. La realizzazione dei bassorilievi di sinistra è attribuita al maestro Guglielmo e ai suoi aiutanti, mentre quelli a destra appartengono a maestro Niccolò e alla sua scuola.
Le scene nei bassorilievi presentano sia soggetti sacri, tratti dal Nuovo e Antico Testamento, sia soggetti profani, con protagonista Teodorico il Grande. Più precisamente a destra maestro Niccolò scolpì, dall'alto verso il basso e da sinistra a destra: Cacciata dal Paradiso terrestre, I Progenitori, Nascita di Eva, Peccato originale, Dio crea gli animali, Creazione di Adamo, Caccia di Teodorico e infine Dannazione di Teodorico. Sopra la figura di Adamo, sul lato destro, vi è scolpita una frase che indica in maestro Niccolò l'autore: «Hic exempla trai possunt lauds Nicolai» (ovvero «Qui si possono trarre prove della lode di Niccolò»); tuttavia, la differenza tra l'altissima qualità con cui sono state realizzate le figure relative alla vita di Teodorico e le più semplici rappresentazioni sacre, fanno ritenere che solo le prime appartengano alla mano di Niccolò mentre le seconde parrebbero essere opera di lapicidi della sua bottega.
A sinistra, invece, lo stile appare decisamente più uniforme e dunque generalmente si ritiene che maestro Guglielmo possa esserne l'unico autore, come testimoniato da un'iscrizione posta sulla cornice superiore: «Qui legis ista pie natum placato Marie salvet in etrum qi sculpsit sita Guillelmum. Intrates concti sucurrant huic pereunti» (cioè «Tu che leggi queste parole placherai piamente il Figlio di Maria che salvi in eterno chi scolpì ciò Guglielmo. Ognuno che entra soccorra costui che perirebbe»). L'autore rappresentò, sempre dall'alto verso il basso e da sinistra a destra: La cattura di Cristo, Crocifissione, Fuga in Egitto, Battesimo di Cristo, I Re Magi, Presentazione al Tempio, Giuseppe avvertito da un angelo, Annunciazione, Natività, Annuncio ai Pastori, Duello fra Teodorico ed Odoacre e Duello di fanti. Lo storico dell'arte Adolfo Venturi identifica maestro Guglielmo in Wiligelmo, celebre autore dei bassorilievi del Duomo di Modena, mentre Carlo Cipolla ritiene che fosse allievo di Niccolò, osservando come i due stili si assomiglino; altri hanno invece proposto che ambedue gli scultori fossero discepoli di Wiligelmo.
Infine, sempre sul fianco sinistro, si nota nella grande lesena un ulteriore rilievo raffigurante una figura di donna inserita in un arco ove è incisa la scritta «MATALIANA». Se la critica concorda che tale opera non sia da attribuire né a Niccolò né a Guglielmo, non vi è la stessa certezza su chi sia il soggetto rappresentato. Alcuni hanno proposto che possa trattarsi di una benefattrice dell'abbazia mentre altri hanno visto nel nome un richiamo a Matilde di Canossa, che nel 1073 donò al monastero alcuni beni. Alessandro Da Lisca, invece, propone Adelaide di Borgogna come soggetto, moglie di Ottone I, ritenendo che tale figura si raccordi con la vicina scena del duello che, sempre secondo Da Lisca, rappresenterebbe il marito che combatte contro Berengario II.

##### Il portale

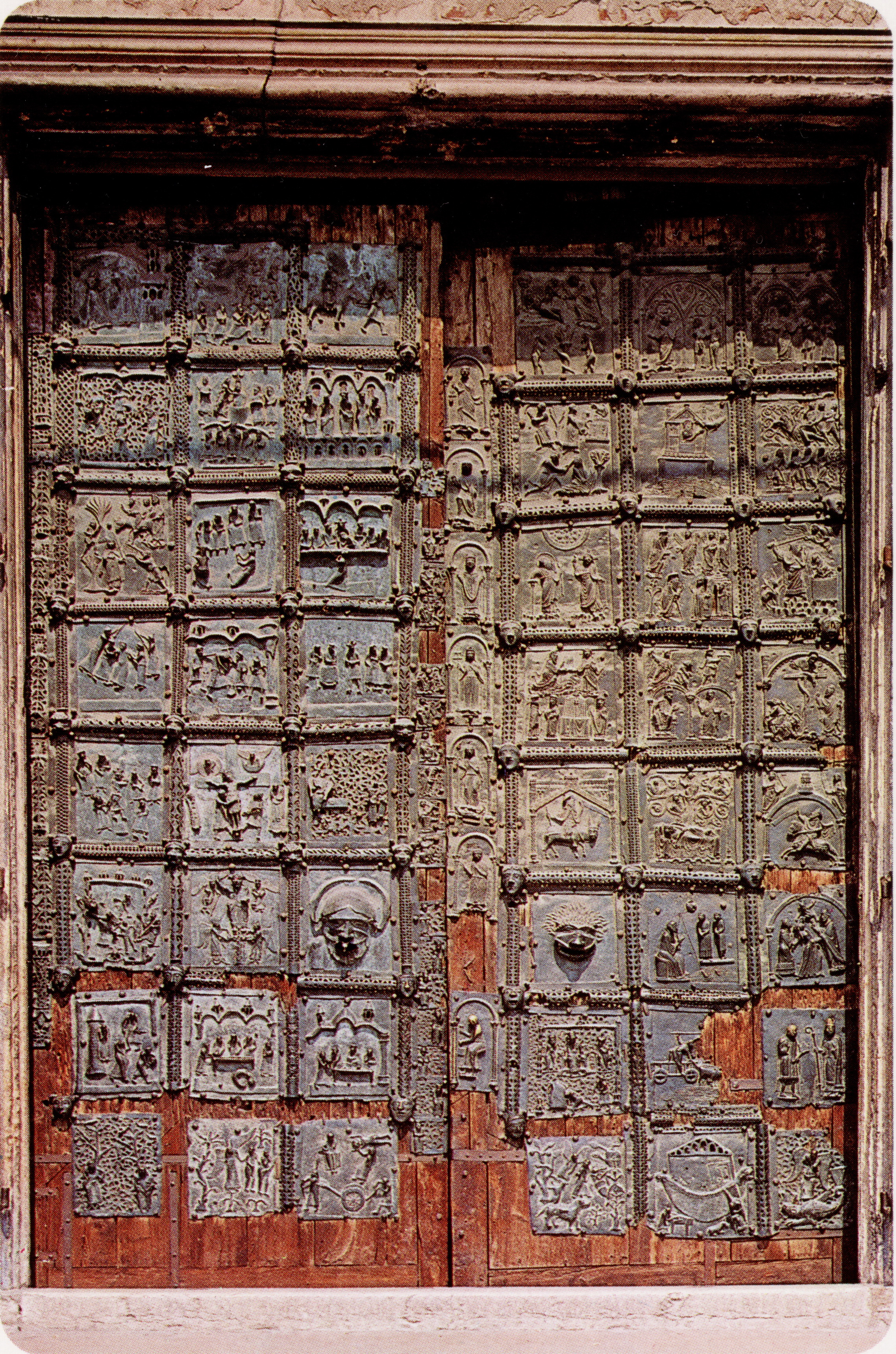
Il portale bronzeo della chiesa.

L'ingresso principale della basilica è chiuso da un celebre portale bronzeo realizzato in epoche diverse, non determinate con precisione, da diversi maestri fonditori. Esso è costituito da un totale di 73 formelle di bronzo di varie dimensioni fissate ad ante di legno per mezzo di grossi chiodi di ferro e disposte senza apparente simmetria. Di queste, le 48 più grandi (24 per ogni battente) misurano 56×52 cm circa, di cui 42 recano scene dell'Antico e Nuovo Testamento, in 4 vi sono i miracoli di San Zeno e 2 fungono da maniglia; su 7 formelle più piccole di forma rettangolare (50×25 cm circa) è raffigurata in ciascuna una sola figura posta tra due colonnine e un archetto sovrapposto; 18 sono ancora più piccole e di forma quadrata (17×17 cm circa) con rappresentate figure cornate e le Virtù; infine ve ne sono altre 7 rettangolari (circa 45×17 cm circa) lavorate a traforo in forma di torre conica, posate su una galleria, che fungono da cornice per le formelle maggiori. Le formelle più grandi sono distribuite ordinatamente nella parte centrale dell'anta, con ognuno dei due battenti che è organizzato in tre fasce verticali e otto orizzontali.
Ogni formella è il risultato di piccole e separate fusioni, un metodo di realizzazione semplice e che permetteva di ovviare facilmente a eventuali errori, differente quindi da quello utilizzato in Germania, in cui era più frequente procedere ad un'unica fusione. Gli attuali battenti di legno sono in larice e misurano 3,95×4,81 metri; vennero molto probabilmente realizzati in occasione del prolungamento della chiesa già ultimato nel 1138.
Come anticipato, è certo che le formelle siano il frutto di almeno due differenti versi autori di epoche diverse, più probabilmente tre. Tutti gli studiosi, tuttavia, concordano ad assegnare al cosiddetto "primo maestro", collocabile intorno alla prima metà dell'XI secolo, le formelle del Vecchio Testamento inserite nel battente di sinistra, eccezion fatta per una con una scena del Nuovo Testamento e tre della stessa narrazione in basso nel battente di destra. A proposito di queste formelle, Alessandro Da Lisca osserva che, seppure il particolare figurativo è reso in modo «rozzo e schematico, l'insieme di ciascuna composizione è ammirevole per l'effetto decorativo e per la vis drammatica». Secondo diversi autori tale primo maestro (secondi alcuni identificabile in un certo Stefano Lagarino) realizzò tali formelle che servivano a decorare l'intero portale della chiesa più antica di dimensioni più ridotte e che, successivamente, con l'ampliamento dell'edificio e del portale, vennero smontate e in parte riutilizzate integrandole con altre di ulteriori fonditori per essere applicate sui nuovi e più grandi battenti; tale teoria spiegherebbe l'evidente disordine sia dal punto di vista iconologico che dal puro e semplice accostamento estetico dei vari pezzi.

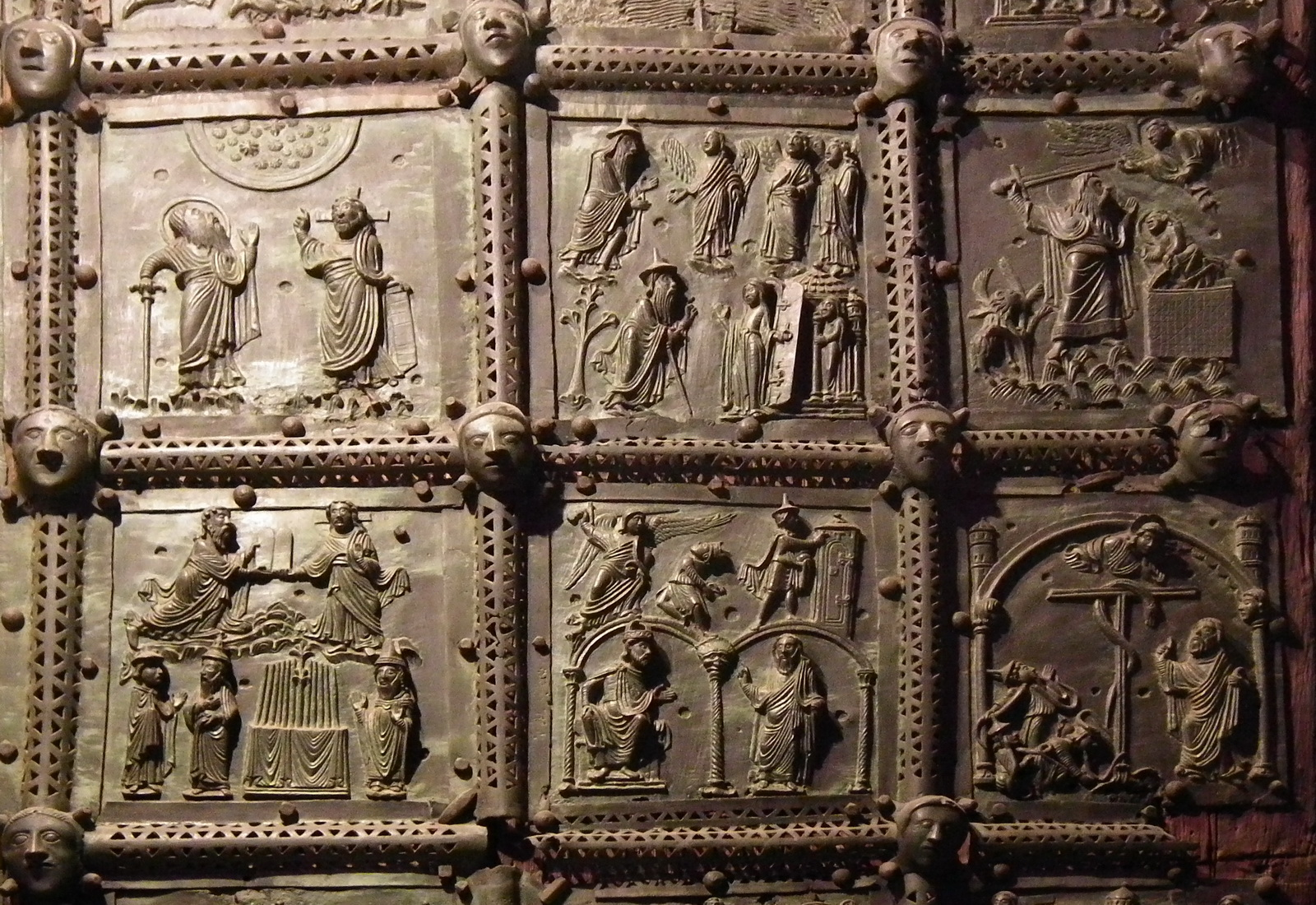
Dettaglio di alcune formelle bronzee che compongono il portale.

Il Da Lisca, inoltre, identifica un "secondo maestro" a cui attribuisce la realizzazione delle formelle con rappresentato il Nuovo Testamento, ma che rispetto al primo «manifesta un notevolissimo progresso, pure essendo riuscito meno intensamente e meno efficacemente nell'esprimere il senso della vita». Secondo il Simeoni questo maestro operò al tempo di Niccolò e Guglielmo, mentre per il Trecca deve essere collocato tra la fine del XI e il principio del XII secolo. Infine, secondo molti è da rilevare la presenza di almeno un "terzo maestro", il cui intervento potrebbe essere avvenuto tra la fine del XII secolo e l'inizio del XIII, che si occupò di rappresentare tre scene della vita di San Zeno per il battente di destra.
Il portale ha destato negli anni l'interesse di molti studiosi della storia dell'arte che ne hanno analizzato lo stile mettendolo in relazione con opere precedenti; Pietro Toesca lo definisce «arte tedesca del secolo XII inoltrato», una caratterizzazione accettata anche da altri, come Arslan che propone delle similitudini con il portale medioevale del Duomo di Hildesheim. Nonostante oggi il portale appaia disorganico, rovinato, vittima del tempo e dei furti, è comunque generalmente considerato uno dei più interessanti esempi di questo genere riscontrabili in Italia.

#### Fianco meridionale

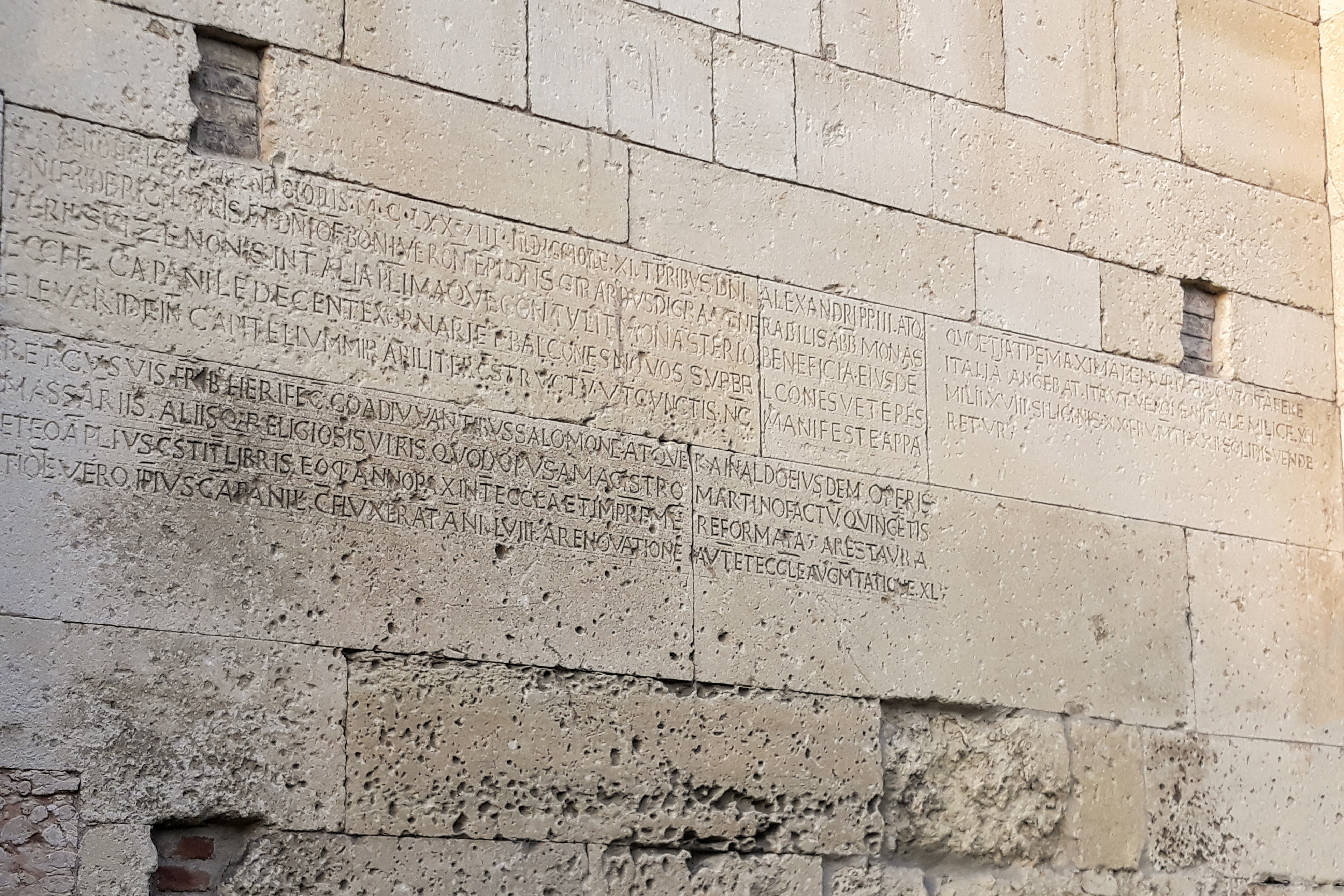
L'iscrizione situata lungo il fianco meridionale.

Il fianco meridionale presenta diverse tecniche costruttive e stili architettonici che consentono di individuare le diverse fasi di costruzione e ampliamento della chiesa. La parte più antica, completata intorno al 1120, risulta essere verosimilmente quella meridionale, interamente realizzata in mattoni di laterizio: questa comprende l'absidiola e arriva fino al contrafforte.
La porzione di muratura intermedia presenta invece un utilizzo alternato di filari in conci di tufo e corsi in mattoni di laterizio: questa tecnica conferisce alla muratura un aspetto a fasce bicrome bianche e rosse tipiche del romanico veronese, riscontrabili anche in altre chiese come, ad esempio, in Santo Stefano. Così anche il fianco della navata centrale appare a fasce bicrome, seppur più omogenee. Il termine di questo intervento dovrebbe collocarsi nel 1138.
L'ultima parte, quella più prossima alla facciata, è invece interamente in tufo e si ritiene risalga all'ultima fabbrica della chiesa, quando venne effettuato l'ampliamento del XIII secolo diretto da Adamino e Brioloto, che ha portato l'edificio alle dimensioni odierne. Sempre sul fianco orientale, vicino alla facciata, è incisa una lunga scritta che celebra l'abate Gerardo, committente dei lavori di ampliamento, e un certo Martino, maestro muratore. Poco sopra tale iscrizione, all'interno di una nicchia, vi è un affresco rappresentante la Madonna col Bambino a mezza figura, realizzato intorno alla seconda metà del XII secolo e restaurato malamente nel XX secolo.

#### Zona absidale

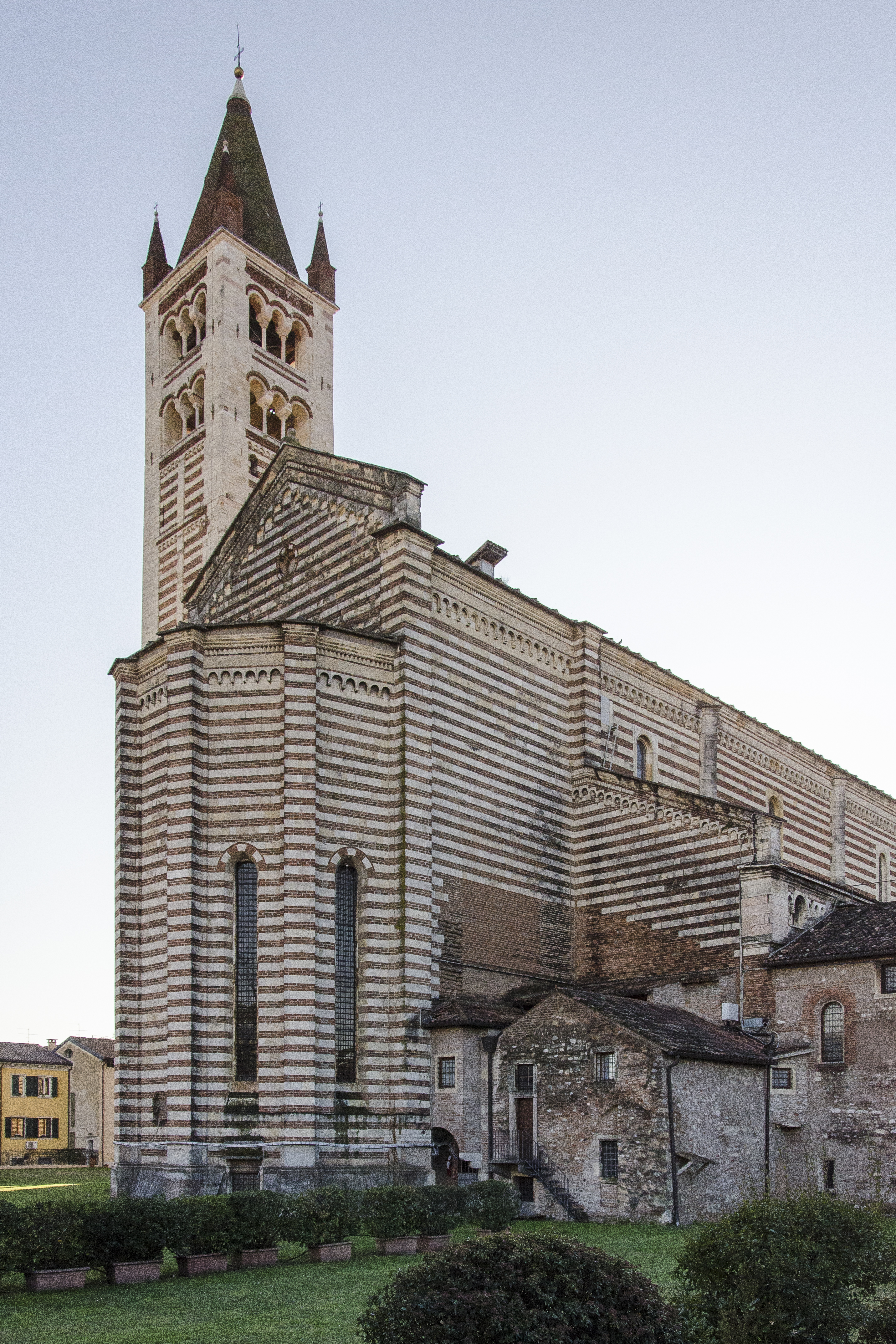
Nell'immagine si può osservare l'abside maggiore, ricostruita in stile gotico, mentre quella a destra è stata inglobata negli edifici che sono stati addossati all'edificio.

La basilica di San Zeno termina a nord con due absidi, uno minore a sinistra e uno maggiore al centro, mentre quello di destra venne inglobato negli edifici dell'antico convento ed è visibile solo internamente. I due visibili esternamente sono chiaramente di epoche diverse: secondo lo storico Luigi Simeoni quello minore risale alla costruzione del IX secolo, ai tempi di Raterio e Pipino, mentre quello centrale sarebbe stato ricostruito successivamente, escludendo un'ulteriore modifica intermedia. Sebbene alcuni elementi abbiano fatto ritenere che l'attuale abside maggiore risalisse all'epoca degli abati Emilei (a San Zeno tra il 1399 e il 1430), il ritrovamento del giornale di fabbrica ha permesso di datare i lavori di rinnovamento tra il 1386 e il 1398, lavori effettuati grazie all'impegno degli abati Ottonello, Jacopo Pasti e Pietro Paolo Cappelli.
Esternamente l'abside minore appare di semplici fattezze e realizzato principalmente in mattoni mentre quello maggiore si presenta con il classico schema del romanico veronese dell'alternarsi tra filari di tufo e di cotto, mascherando così il suo stile tipicamente gotico che invece traspare chiaramente da alcuni elementi visibili in particolare all'interno, come l'arco trionfale a sesto acuto, la volta a crociera con costoloni sporgenti dalla campata quadrata e le alte finestre terminanti con un arco acuto.

#### Campanile

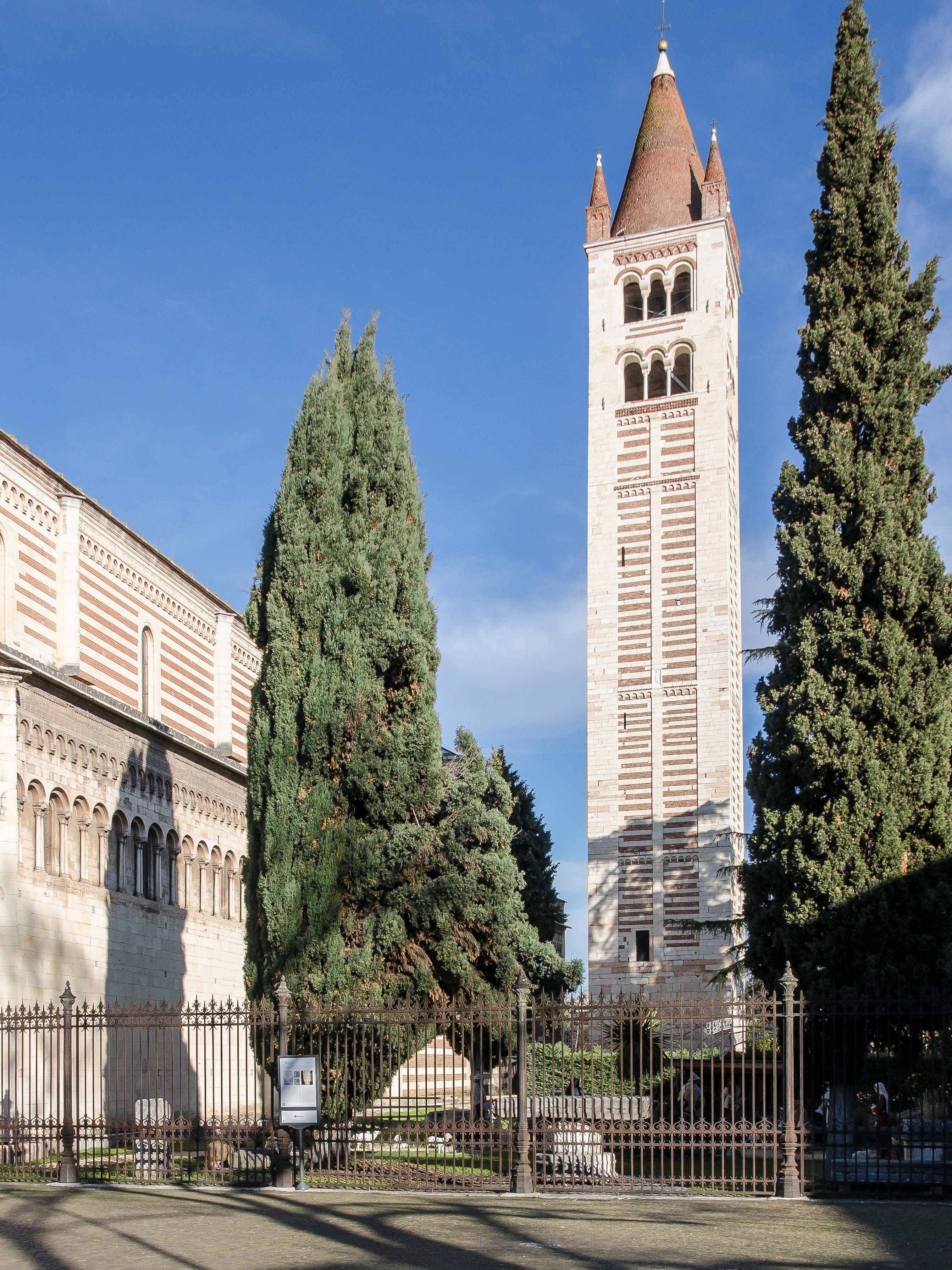
Il campanile visto da piazza San Zeno.

L'attuale campanile, isolato dalla chiesa e realizzato al di sopra di uno precedente risalente ai secoli VIII-IX, è il frutto di una lunga storia edificatoria. Da un'iscrizione posta su di esso, è noto che i lavori di costruzione e restauro incominciarono nel 1045 con l'abate Alberico; circa vent'anni più tardi, alla morte dell'abate avvenuta nel 1067, arrivava all'incirca alla metà dell'altezza odierna. La sua realizzazione finì intorno al 1178 grazie al "maestro Martino" che ricevette la commissione dei lavori dall'abate Gerardo. Si trattò quindi di un lungo cantiere interrotto solo dal terremoto del 1117, cui seguì il restauro del 1120.
Esso poggia su un'imponente zoccolatura a pianta rettangolare realizzata in conci di viva pietra: i lati est e ovest sono lunghi 8,25 metri, quelli nord e sud misurano 8,23 metri, mentre l'altezza dello zoccolo è di circa 7 metri dal piano di campagna. L'utilizzo della pietra continua anche al di sopra del basamento, sia negli spigoli della canna che nella lesena centrale di ogni faccia, mentre nello spazio interposto tra questi vi è un uso alternato dei corsi di tufo e di cotto, tecnica che riprende quella già utilizzata nei muri perimetrali della chiesa e che gli dona la bicromia caratteristica del romanico veronese.

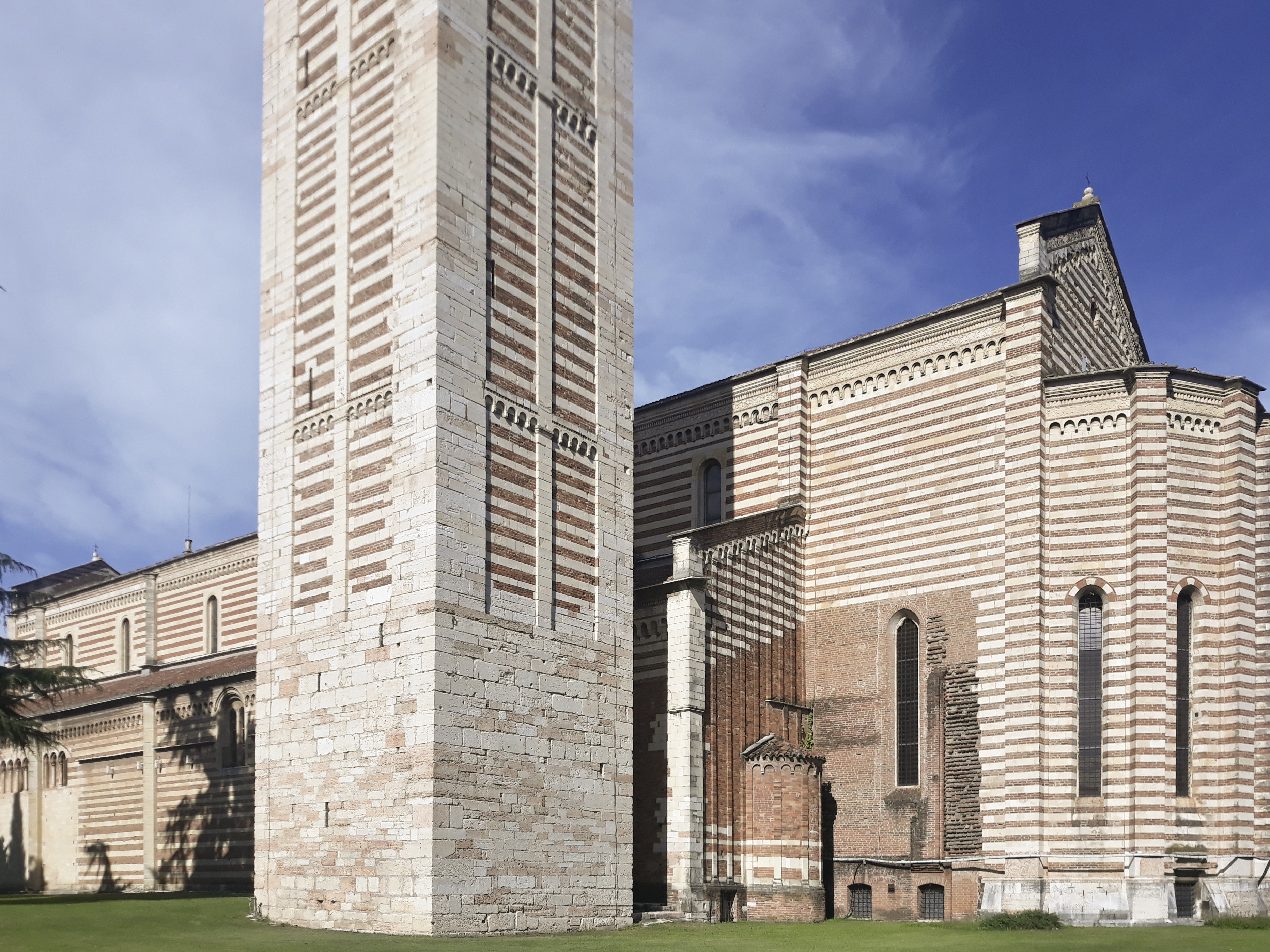
La zoccolatura in pietra viva del campanile.

Ciascuna faccia è divisa orizzontalmente in quattro disuguali ordini per mezzo di cornici dotate di mensoline ad archetti di tufo a semplice ghiera e sovrapposti corsi di cotto a dente di sega; di queste cornici, la prima e la seconda recano una sola fascia a dente di sega fra i corsi di tufo, la terza due e la quarta ben quattro. Nel fianco occidentale, sopra la zoccolatura, si apre la porta rettangolare di accesso, di aspetto simile a quelle di altri campanili coevi. Nello stesso fianco si possono osservare diversi elementi di reimpiego: sopra la seconda cornice, nella lesena centrale, si trova una scultura romana raffigurante un uomo ritto col berretto frigio; più in alto vi è una piccola testa, sempre di epoca romana, scolpita nel marmo; un'ulteriore scultura romana, raffigurante un genio alato, si nota sopra la prima cornice nella lesena centrale della facciata meridionale.

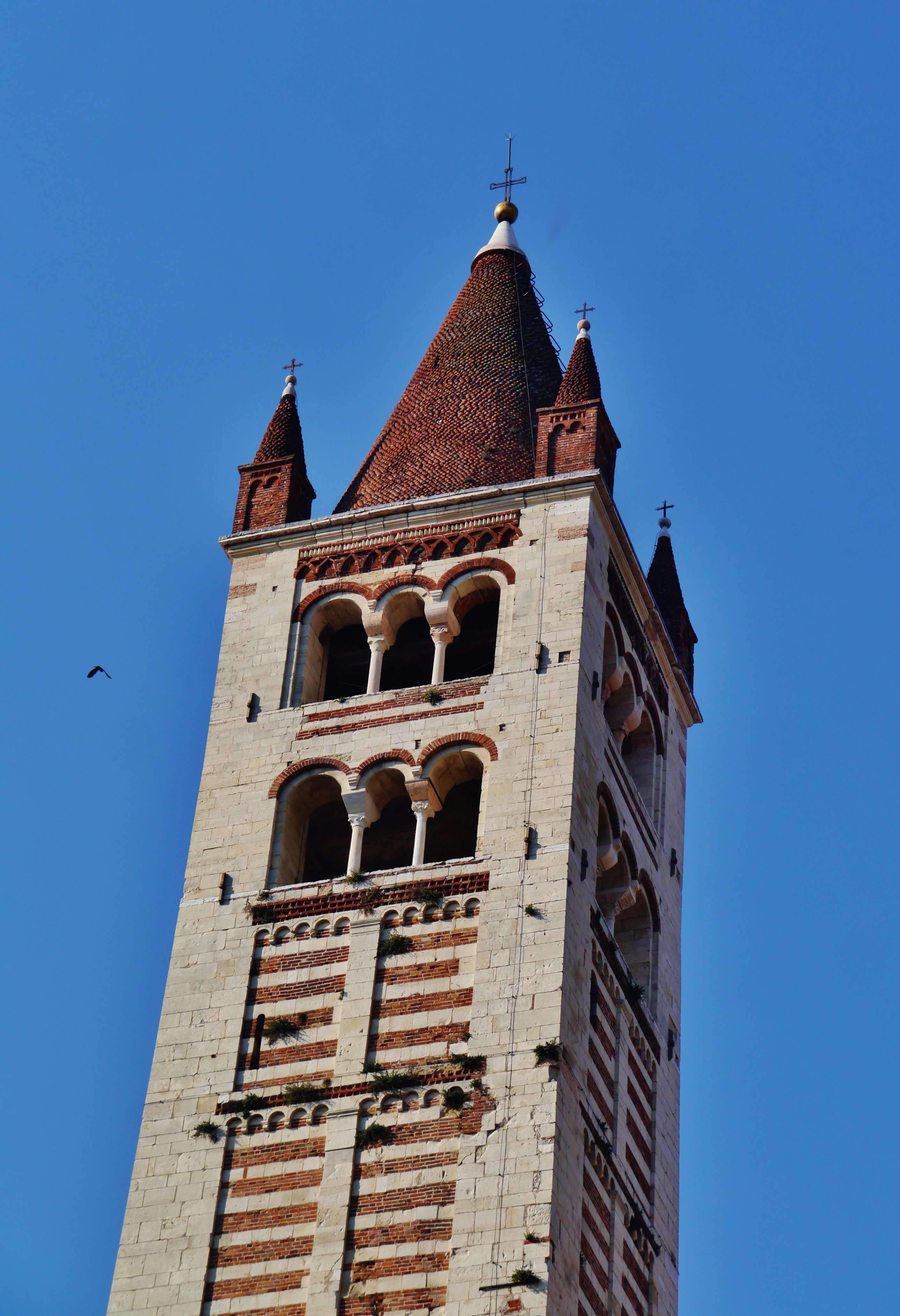
Dettaglio della cella campanaria, caratterizzata dai due ordini di trifore.

La cella campanaria è dotata da due ordini sovrapposti di trifore per ogni lato. L'apertura centrale della trifora è leggermente più piccola rispetto alle due laterali, mentre tutte sono ad arco a tutto sesto in conci di tufo con ghiera di laterizio ad arcatelle intrecciate. Tutte le colonne, i capitelli, i pulvini hanno forme semplici, solo alcuni decorati con foglie ma quasi tutti con un fiore al centro dell'abaco. Nell'ordine inferiore della cella le colonne sono senza base, eccetto una, e tutti i capitelli sono di marmo greco, all'infuori di una colonna in diaspro sanguigno. Quattro degli otto pulvini sono di marmo greco. Fin dal 1498 la cella campanaria ospita 6 campane, di cui la più grande, fusa nel 1423, sfiora la tonnellata di peso, ha un diametro di oltre un metro ed emette la nota Sol bemolle. Delle più vecchie campane non ci rimane che la piccola ottagona e priva di scritte, detta "del figar"; della altre due coeve che purtroppo furono fatte fondere dall'abate Rezzonico nel 1755, non ci restano che le scritte conservateci da Giovanni Battista Biancolini che ci fanno sapere che vennero realizzate nel 1149 dal fonditore Gislimerio su commissione del prete Aldo.
La canna termina con modanature lisce di tufo. Infine, sui suoi spigoli si ergono quattro pinnacoli tutti in laterizio con un doppio archetto posto nella faccia. Anche la grande pigna centrale è realizzata totalmente in laterizio: essa risulta rifatta nella metà superiore poiché, come risulta dagli Annales Veronenses Antiqui, il 31 marzo 1242 venne colpita da alcuni fulmini che ne causarono un crollo parziale.
Entrando nel campanile attraverso la porta che si apre nella faccia posta verso la chiesa ci si trova in un primo ambiente buio coperto da una volta a crociera, che un tempo poteva servire da prigione. Salendo le prime scale, che posano, come le superiori, su archi rampanti, si accede al primo piano dove, per la rastremazione dei muri, si trova un locale più largo di quello sottostante. I muri della torre sono a sacco, vale a dire realizzati con una gettata di calcestruzzo fra i due paramenti. Mentre nel paramento esterno si pose per maggior finezza il laterizio integro, all'interno esso è alternato a conci di tufo frammentario. Man mano che si sale diminuiscono i conci di tufo e aumentano quelli di cotto. Nella cella campanaria inferiore vi è il reimpiego di marmi più antichi.

#### Chiostro

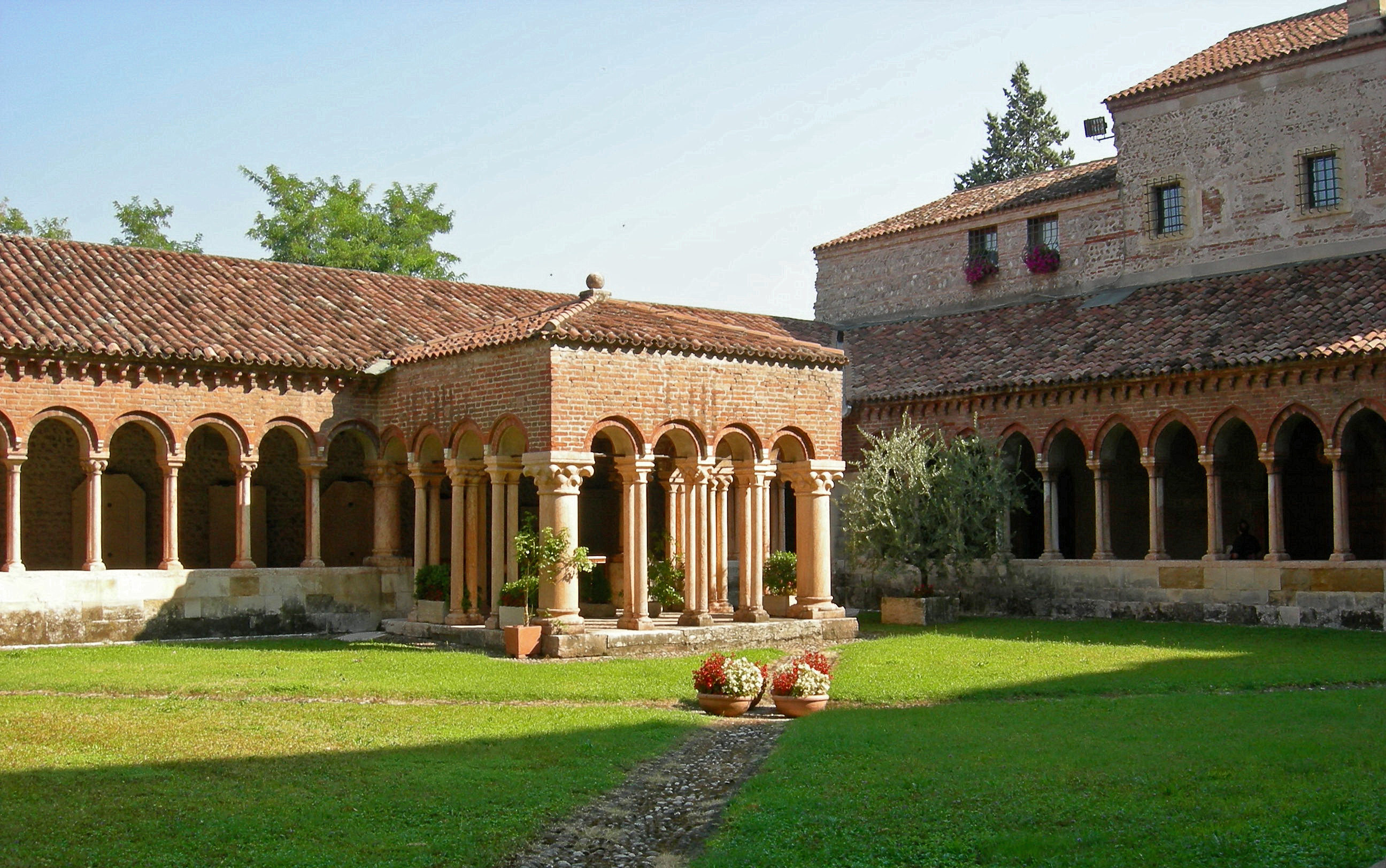
Chiostro dell'antica abbazia di San Zeno, con l'edicola sporgente ove una volta era collocato il pozzo.

La prima attestazione della presenza del chiostro, facente parte dell'abbazia di San Zeno, lo fa risalire al X secolo ma la sua attuale presentazione la si deve ad un rinnovamento operato tra il 1293 e il 1313. I quattro lati sono formati da arcatelle, ad arco acuto su due lati e ad arco a tutto sesto su altri due, sorrette da colonnine binate realizzate in marmo rosso di Verona. Sul lato settentrionale sporge un'edicola quadrangolare in cui si trovava l'antico pozzo dell'abbazia. Sui muri perimetrali degli ambulacri sono posti sarcofagi e lapidi sepolcrali, tra cui si distingue la tomba di Giuseppe della Scala, risalente al 1313 e arricchita da una lunetta con affresco di un pittore di scuola giottesca.
Sul lato meridionale vi è il già citato sepolcro dei monaci dell'abbazia fatto costruire nell'XI secolo dall'abate Alberico; seppur non si sia certi che quello attuale sia quella originale, si tratta di una tomba in marmo rosso chiusa da una spessa lastra su cui vi è una grande croce in rilievo. Sopra di essa una scritta lo ricorda. Di fianco si apre la porta che conduce alla chiesa superiore, provvista di una lunetta con un affresco degli inizi del Trecento con raffigurata una Madonna con due angeli.

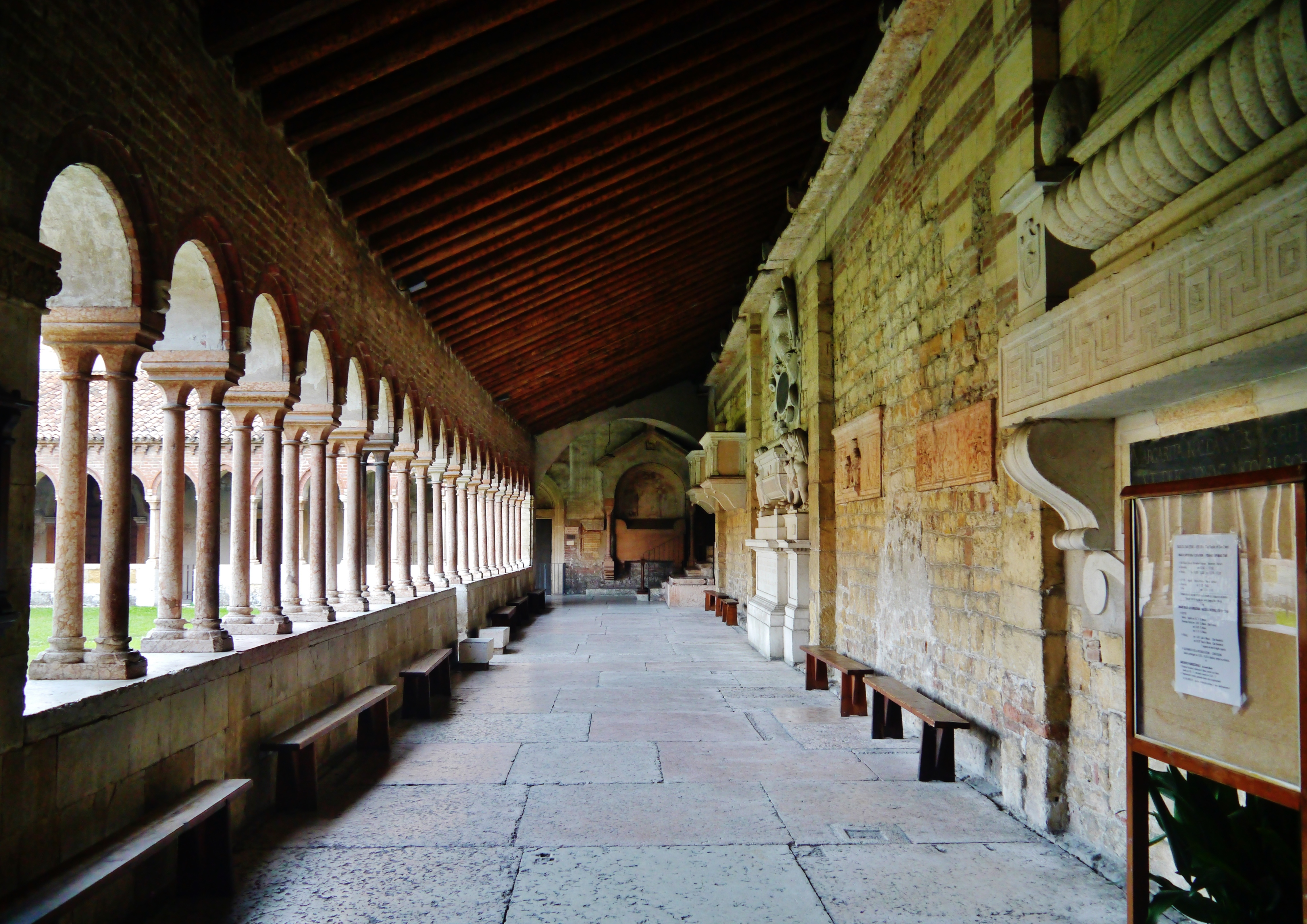
L'interno di una delle ali del porticato del chiostro.

Sul muro del lato orientale vi è un vasto affresco del pittore veronese Jacopo Ligozzi, che ha rappresentato un Giudizio Universale e un'Allegoria. Sul medesimo muro si apre una porta che permette l'accesso, scendendo alcuni gradini, al cosiddetto sacello di San Benedetto, sopra la quale vi è una lunetta affrescata alla fine del XIV secolo con una Madonna con due santi vescovi.

#### Sacello di San Benedetto
Lungo il fianco meridionale del chiostro si apre una porta attraverso la quale si può accedere al cosiddetto sacello (o oratorio) di San Benedetto. Si tratta di un piccolo locale a pianta quadrata, diviso in tre navatelle di uguali dimensioni, coperte da nove volte a crociera sorrette da quattro sostegni in gran parte realizzati attraverso materiali di reimpiego risalenti a epoche assai diverse. Tra questi, degni di nota un pulvino del VI secolo in stile bizantino e un cippo romano posto in un pilastro parietale. Le pareti presentano una decorazione a quadrati gialli, rossi e verdi del XIV secolo, mentre sulla parete nord vi è un frammento di affresco non facilmente leggibile.
Sono state proposte diverse epoche a cui far risalire la realizzazione di tale sacello, tra le più attendibili vi è quella formulata dallo storico dell'arte Wart Arslan che lo ritiene un'opera del XII secolo, mentre altri, pur concordando sulla datazione, propongono che si sia trattato di una ristrutturazione di un precedente piccolo edificio che risalirebbe addirittura all'epoca romana (IV-V secolo). Sono state fatte diverse supposizioni sulla funzione originale di tale locale, tra queste è stato proposto che poteva trattarsi dell'antica sagrestia o della sala capitolare. Il nome di "San Benedetto" deriva dal fatto che nel 1723 venne trovata una lapide la cui incisione raccontava di come un monaco dell'abbazia avesse fatto edificare a sue spese «hoc opus ecclesie sancti benedicit».

### Interno

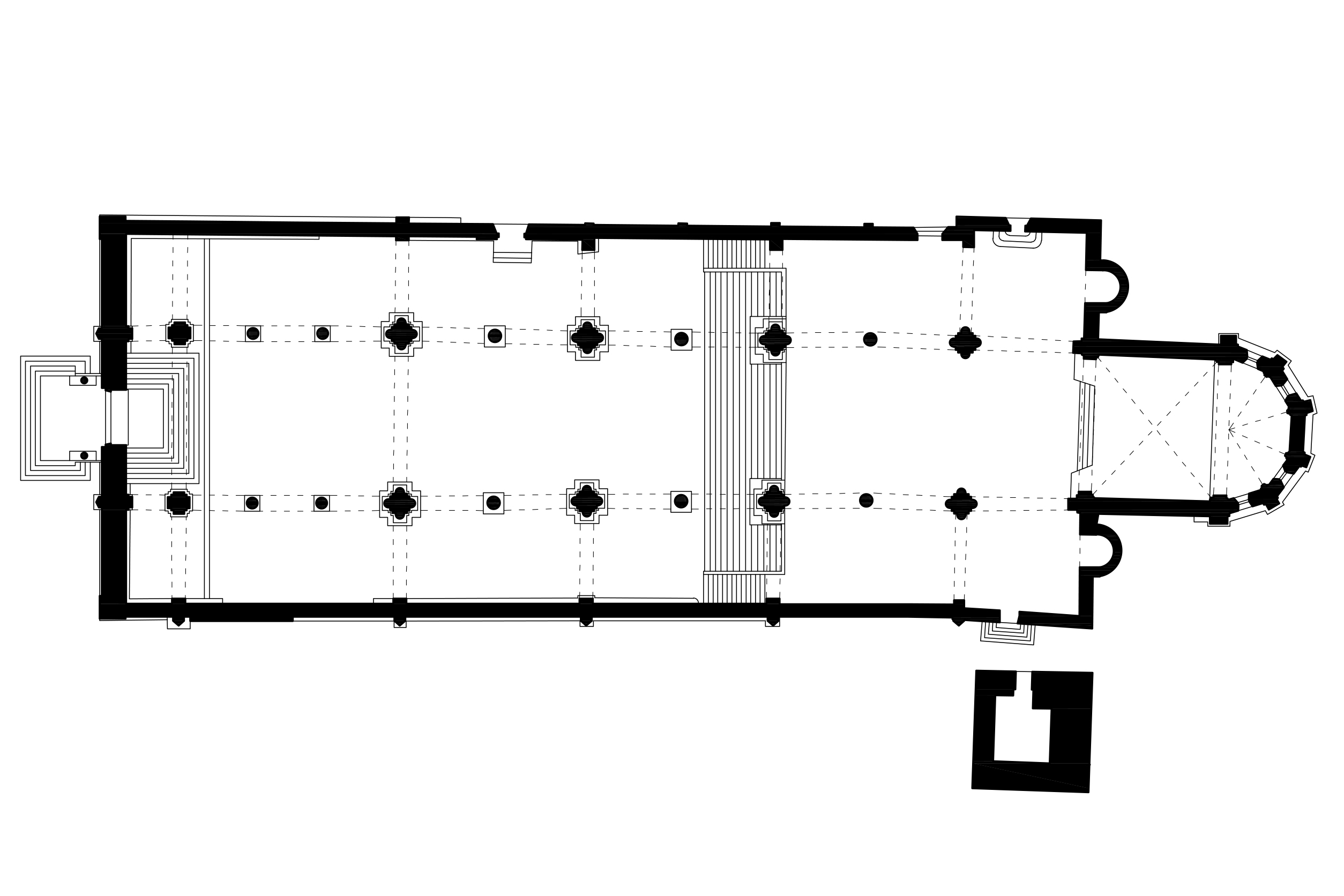
Pianta della chiesa.

Per entrare nella chiesa si salgono alcuni gradini, simboleggianti il distacco dello spirito dalle cose del mondo, dopodiché se ne scendono alcuni altri, invito all'umiltà. L'interno è a pianta basilicale con l'aula divisa in tre navate da due file di possenti pilastri con sezione cruciforme alternati a colonne, dieci per parte, sormontate da capitelli con motivi zoomorfi e capitelli corinzi spesso recuperati da edifici romani preesistenti. Il soffitto è ligneo a forma di carena di nave con raffinate decorazioni ed è stato realizzato tra il 1385 e il 1389, durante la ristrutturazione gotica dell'edificio. È all'unanimità considerato anch'esso un'opera d'arte, in grado di competere anche con il celebre soffitto della chiesa di San Fermo Maggiore. La navata è, inoltre, divisa da due grandi arcate trasversali che gli conferiscono un certo ritmo.

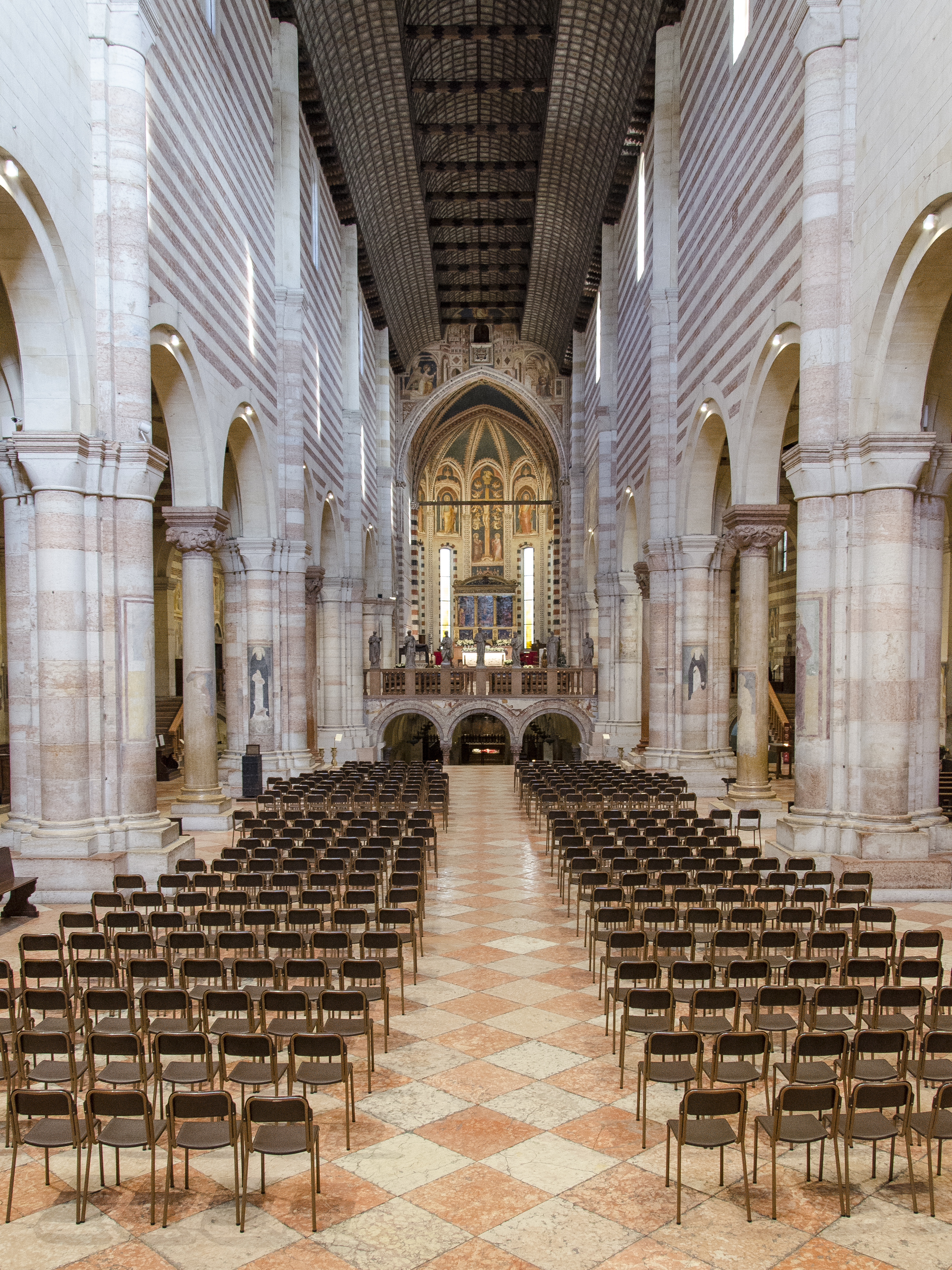
L'interno della chiesa, con in fondo il presbiterio e l'accesso alla cripta.

Nella chiesa si trova un'ampia cripta a cui si accede tramite delle scale poste al termine della navata centrale, a cui è sovrapposto un presbiterio rialzato rispetto all'aula che si raggiunge a sua volta tramite delle scale, che in questo caso si trovano al termine delle due navate minori. Verticalmente, dunque, lo spazio si divide su tre livelli: cripta, aula plebana e presbiterio. Il presbiterio è, inoltre, separato dall'aula da un pontile-tramezzo a balaustra. Originariamente le tre navate della chiesa terminavano in tre absidi semicircolari, come consuetudine dell'architettura romanica, tuttavia solo quella meridionale si è conservata integralmente nelle sue forma originarie, in quanto quella settentrionale venne inglobata negli edifici abbaziali e quella maggiore è stata ricostruita in stile gotico nel XIV secolo.
Le pareti sono riccamente decorate da affreschi realizzati nel corso di oltre due secoli, alcuni danneggiati e sovrapposti uno sull'altro, di cui i più antichi sono quelli che decorano la cripta. La critica suole attribuire la maggioranza di questi ai cosiddetti primo e secondo maestro di San Zeno. È necessario precisare che tutti gli storici dell'arte concordano che non si tratti di due unici frescanti, ma che con questi nomi si voglia intendere due diversi gruppi di pittori affini per stile, epoca e tecnica che lavorarono in questa basilica e in altri luoghi cittadini. Per la precisione, con "primo maestro" si attribuiscono convenzionalmente gli affreschi realizzati intorno al secondo quarto del XIV secolo e accreditati per essere stati i primi ad aver diffuso la scuola giottesca a Verona. Invece, con "secondo maestro" si intendono i frescanti che realizzarono nella seconda metà del XIV secolo numerosi dipinti in molte chiese di Verona, tra cui una serie di 24 a carattere votivo nella sola San Zeno, e che si caratterizzano per una pittura più evoluta rispetto al primo maestro e con forti richiami alla cultura pittorica lombarda.

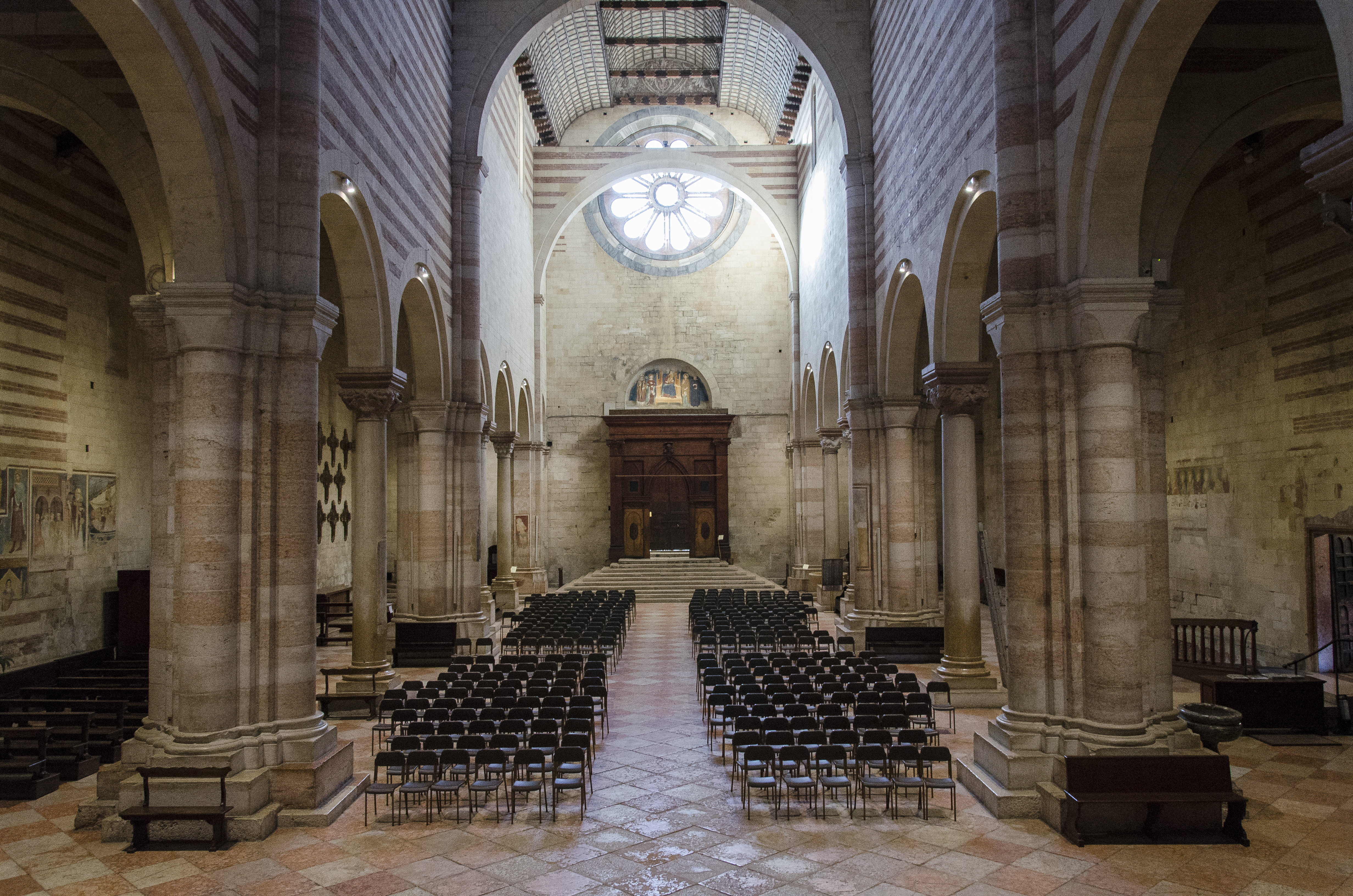
L'area plebana della chiesa, vista in direzione della controfacciata.

Molti meno, invece, sono gli affreschi a cui si è riusciti a proporre nomi di artisti conosciuti, tra cui Martino da Verona e Altichiero da Zevio. Spesso sui dipinti compaiono alcune scritte grafite riportanti nomi tedeschi e talvolta brevi frasi, lasciate dai monaci provenienti dalla Germania che soggiornarono a lungo nell'abbazia, diventandone di fatto i padroni. Sulla navata destra è collocata una pala d'altare di Francesco Torbido, mentre nell'abside si trova la celebre pala di San Zeno di Andrea Mantegna.

#### Navata di destra

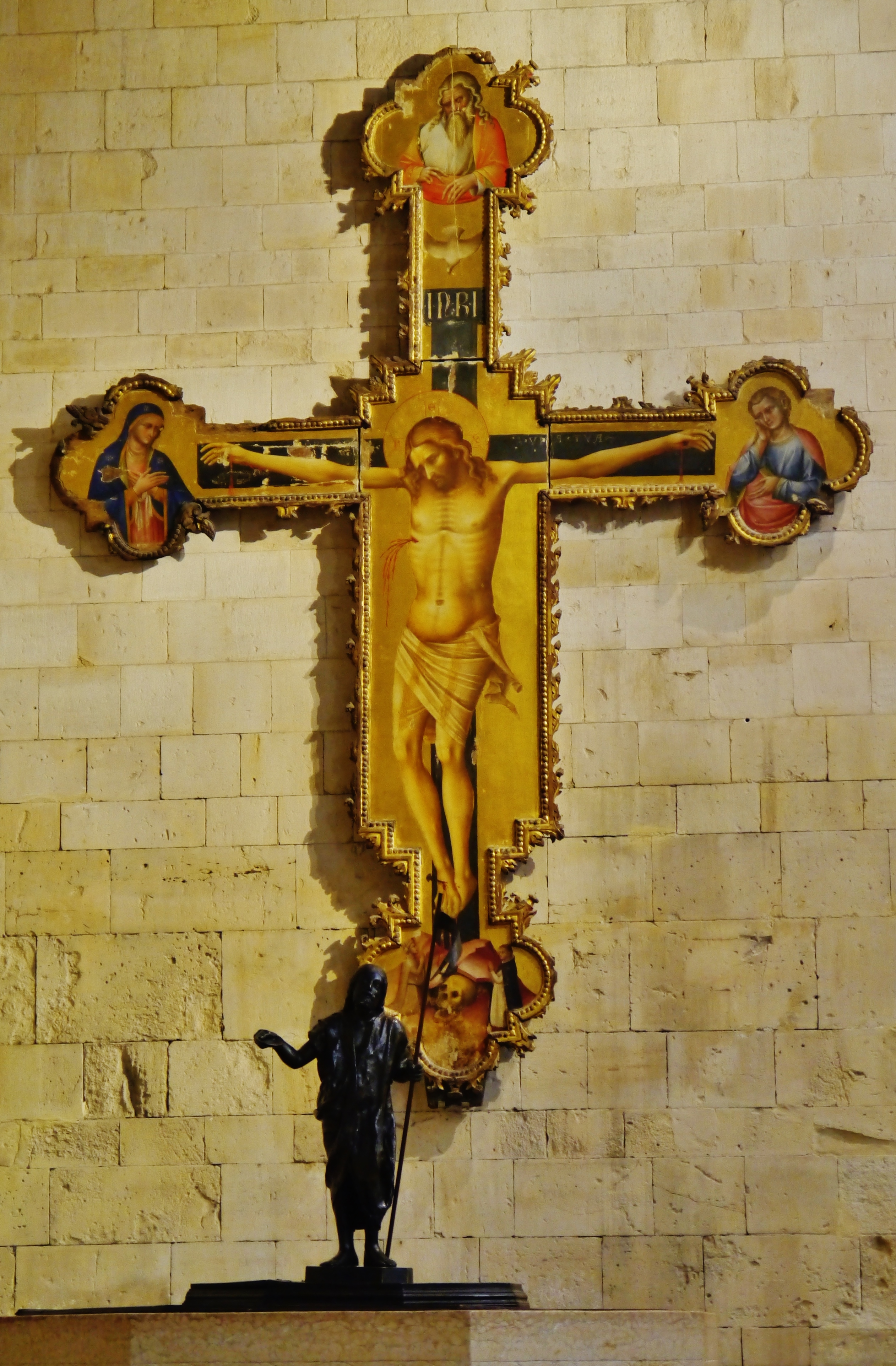
Croce stazionale del XIV secolo.

Appena entrati dal portone principale, spostandosi verso la navata di destra si osserva una grande vasca battesimale ottagonale in marmo. La tradizione, seppur infondata, vuole che il suo autore sia lo stesso Brioloto autore del grande rosone, in quanto vicino si trova l'iscrizione che lo loda.
Appesa sulla parete della controfacciata, di fianco all'ingresso, vi è una croce stazionale del XIV secolo che per lungo tempo ha diviso la critica circa la sua attribuzione; parte degli studiosi la indicava come opera del Guariento di Arpo o di un appartenente alla sua scuola, mentre altri intravedevano gli influssi provenienti dai lavori di Lorenzo Veneziano. Studi più recenti la attribuiscono senz'altro ad un giovane Veneziano, influenzato da un naturalismo giottesco mediato, appunto, dal Guariento. Si tratta, comunque, di una pregevole opera in discreto stato di conservazione, in cui il soggetto è dipinto sopra uno sfondo di oro; nei quadrilobi esterni della croce vi sono rappresentati, rispettivamente, nel bracci di sinistra la Madonna, in quello di destra san Giovanni, nel testacroce il Padre Eterno con lo Spirito Santo e in quello inferiore un devoto e un monaco domenicano genuflessi, che si ritiene rappresentino i committenti dell'opera. Nel cartello si legge in caratteri gotici «I.N.R.I.» e sul braccio traversale «MORS MEA VITA TUA». Le croci stazionali furono oggetti tipici dell'arte altomedievale in quanto, almeno prima della controriforma, era usanza che durante le processioni quaresimali il vescovo e i fedeli si recassero nelle varie chiese, dette appunto "stazionali", ad adorare la croce conservata.
All'inizio del muro perimetrale si trova un frammento di affresco che si vuole attribuire alla mano del pittore Martino da Verona, attivo tra la fine del XIV e gli inizi del XV secolo, in cui si ritiene che raffigurò un San Benedetto. Subito dopo, incastonata nel muro, vi è la già citata iscrizione in cui si loda maestro Brioloto e che ha scaturito l'errata attribuzione della vasca battesimale.

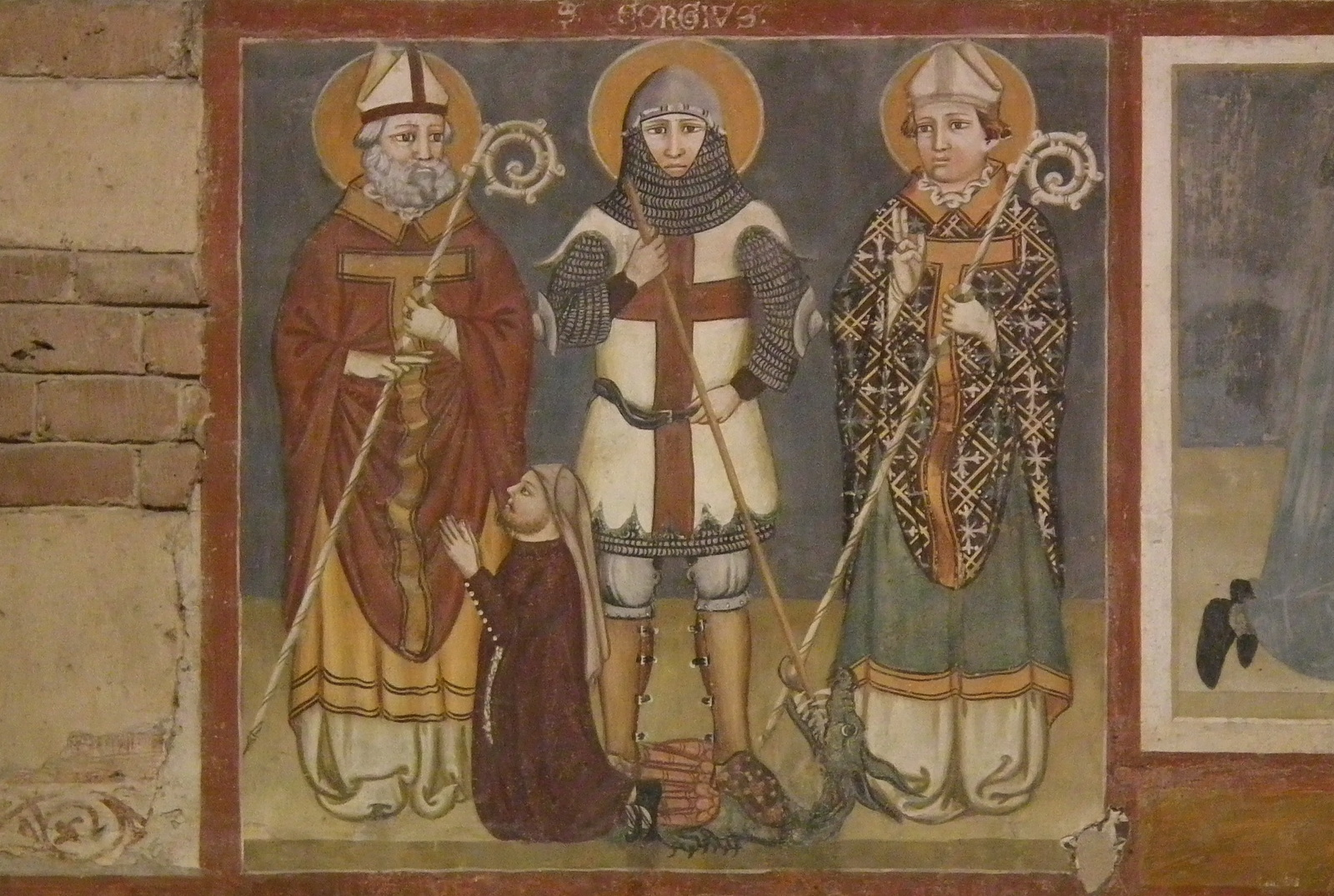
Affresco San Giorgio e il drago fra due santi vescovi e il committente, attribuito al cosiddetto secondo maestro di San Zeno.

Proseguendo per la navata in direzione del presbiterio si incontra un altare del XVI secolo la cui pala è opera giovanile del pittore Francesco Torbido, realizzata intorno al 1514, in cui rappresentò una Madonna con i Santissimi Anna, Zeno, Giacomo, Sebastiano, Cristoforo; nella rispettiva lunetta, dello stesso autore, una Resurrezione in cui ben si nota il legame del pittore con il maestro Liberale da Verona.

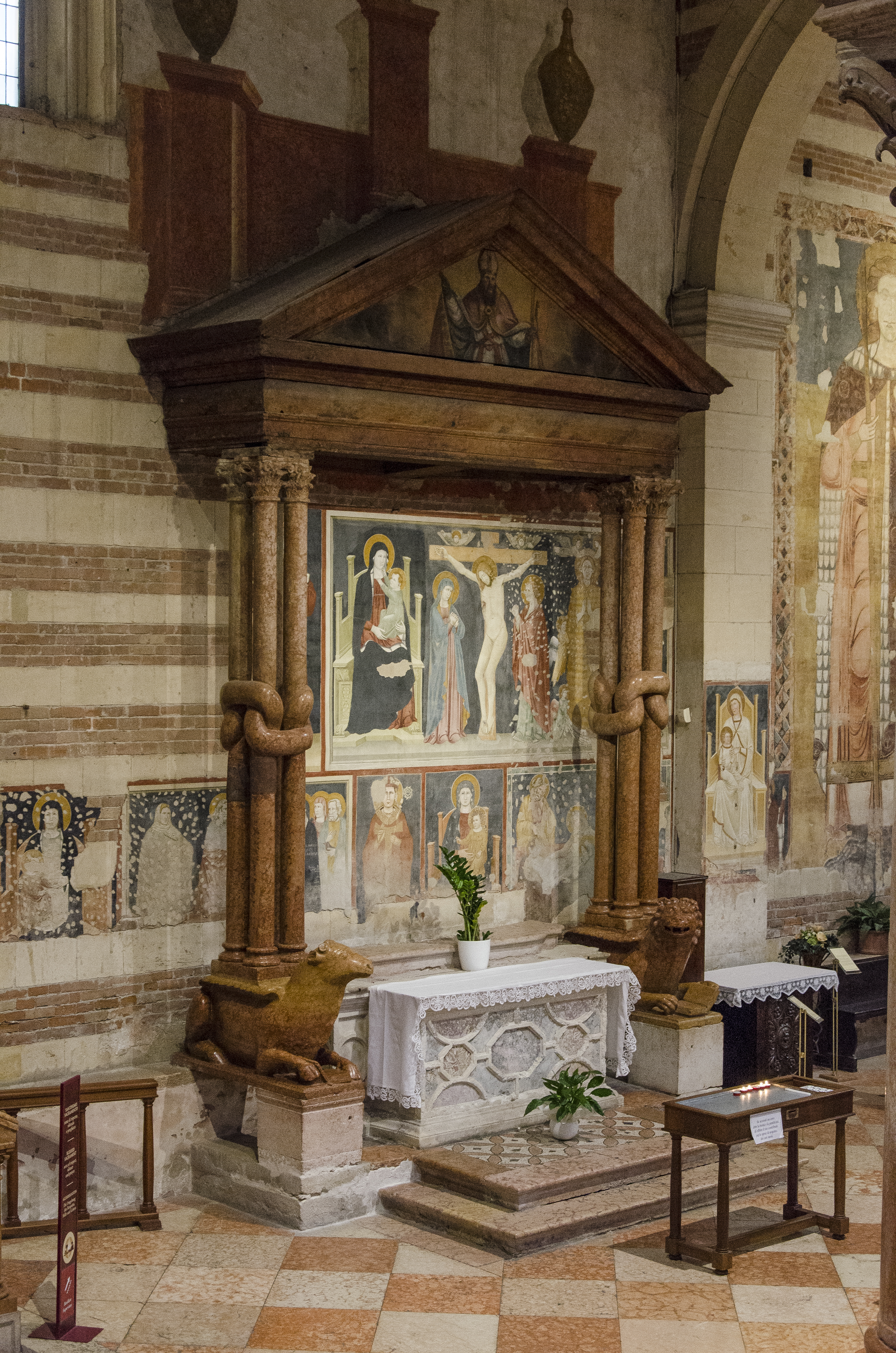
Altare romanico, le cui colonne ofitiche potrebbero provenire da un protiro del XIII secolo.

Superato l'altare si possono osservare alcuni resti di affreschi, spesso sovrapposti, che un tempo dovevano ricoprire interamente le pareti e che furono realizzati tra il XIII e il XV secolo da anonimi pittori di scuola giottesca. Tra di essi si possono citare un San Sigismondo con un devoto, Due scene della vita di San Nicola e una Madonna in trono col Bambino, attribuiti al cosiddetto secondo maestro di San Zeno, mentre del primo maestro di San Zeno, operante alla fine del XIII secolo, vi è un Sant'Anna in trono con la Vergine. Termina la serie, un grande San Cristoforo del XII secolo.
Successivamente, sempre sulla parete, è collocato un altare le cui origini sono incerte, in quanto alcuni ritengono che le colonne che lo compongono potessero essere originariamente parte di un protiro costruito nei primi anni del XIII secolo, forse appartenente alla porta che l'abate Riprando fece restaurare nel 1212, anche se il Da Lisca esclude questa ipotesi. I due fasci di quattro colonne ofitiche legate da serpi attorcigliate, vennero realizzare in marmo rosso di Verona e poggiano, a destra, sul Leone di San Marco, e a sinistra, sul Bue di San Luca. La storica dell'arte Loredana Olivato Puppi rileva come lo stile di tali sculture sia da correlare con le «analoghe opere che maestro Nicolò e la sua scuola andavano a realizzare nello stesso San Zeno e nel Duomo». Le colonne sorreggono un timpano triangolare, questo probabilmente risalente al XVIII secolo, all'interno del quale è dipinto un San Zeno. Sulla parete dell'altare vi sono alcuni affreschi, per la maggior parte attribuiti al secondo maestro di San Zeno, tra cui una Madonna in trono con bambino, una Crocifissione, una Deposizione nel sepolcro e Presentazione al tempio. Più antichi, forse risalenti al XIII secolo, una Santa Caterina e una Santa Lucia.

#### Navata di sinistra

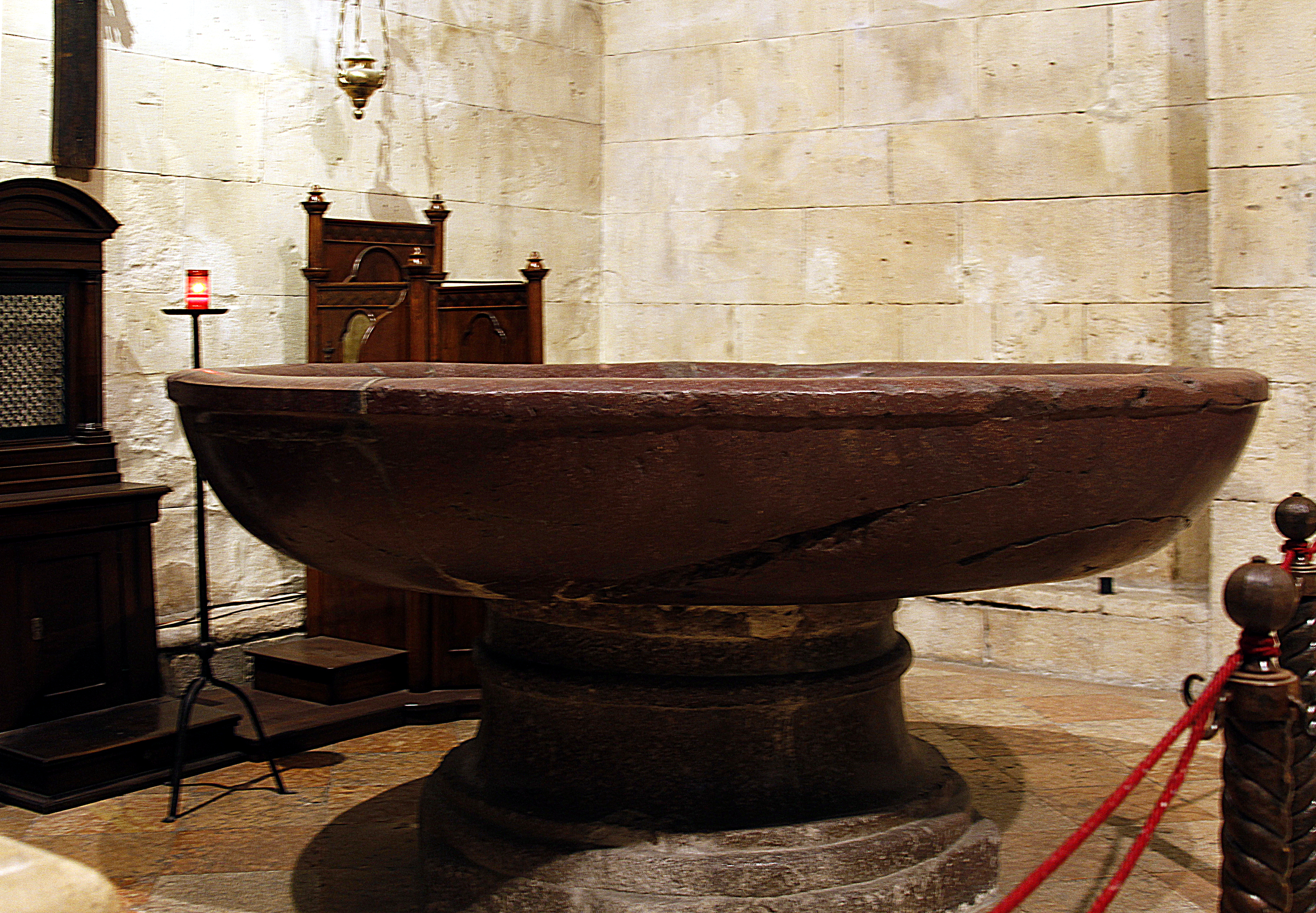
La grande coppa di porfido, originariamente situata nelle terme romane di Verona.

Nell'angolo tra la controfacciata e il muro perimetrale sinistro della chiesa, dove una volta era collocato il carroccio di Verona, è ora posta una grande coppa di porfido rosso del diametro di 2,27 metri e di modesta profondità nel quale si notano ancora i resti della base di una statua che doveva trovarsi nel mezzo. Proveniente dalle antiche terme cittadine del II secolo e mutila della sua base centrale che reggeva una statua, un tempo si trovava all'esterno della basilica, sul sagrato meridionale. La leggenda vuole che essa sia stata trasportata dal diavolo sconfitto, per ordine di san Zeno, dalla Siria a Verona e che i guasti che oggi si vedono siano i segni impressi dalle sue unghie. Nel 1703 l'abate Alvise Priuli, a seguito di alcune preoccupazioni per l'incolumità della coppa esposta alle intemperie e ai vandali, fece fabbricare intorno ad essa un piccolo edificio ma, nel 1819, a seguito della demolizione degli edifici sul fianco meridionale della chiesa, si provvide a ricollocarla dove si trova ancora oggi.

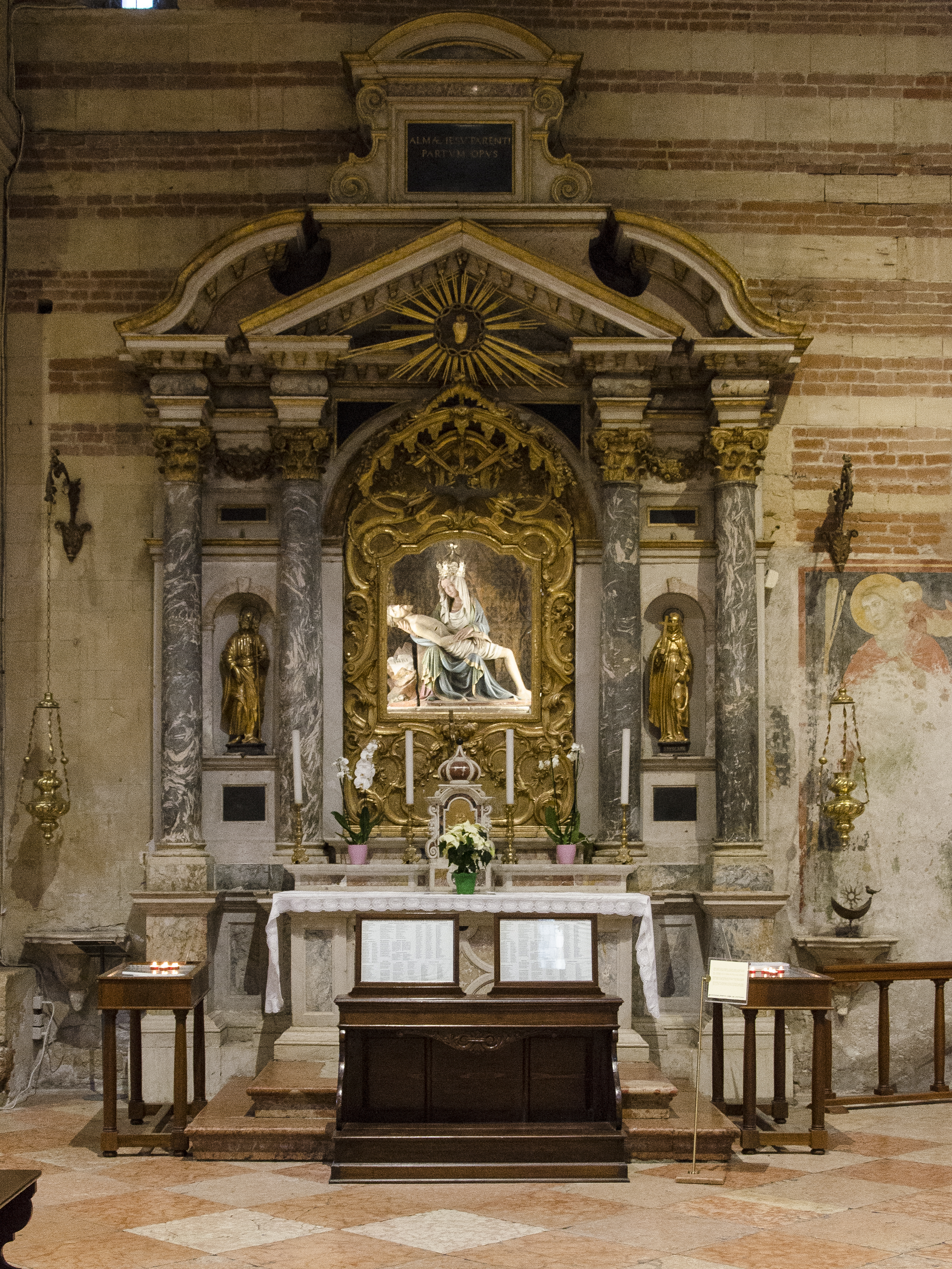
L'altare barocco, realizzato nel XVIII secolo.

Proseguendo in direzione dell'altare, si incontra una lunga porzione di muro spoglia: infatti qui fino al 1929, anno in cui venne abbattuto e venduto alla parrocchiale di Luserna, era stato collocato oltre un secolo prima quello che fu l'altare maggiore della vicina chiesa di San Procolo; di gusto barocco, tale altare era composto da marmi colorati verdi, gialli, bianchi e lapislazzuli, oltre che da una lastra di marmo verde ove furono in passato collocate le reliquie di San Procolo; esso era dedicato al Sacro Cuore di Gesù. Proseguendo si trova il nuovo altarino del Sacro Cuore di Gesù e immediatamente oltre, su una lesena, un affresco del XIV secolo raffigurante una Madonna col Bambino. Appena dopo sulla parete vi sono i resti di un'Ultima cena. Giunti alla porta che conduce nel chiostro dell'attiguo monastero, vi sono intorno ad essa alcuni frammenti di affreschi raffiguranti vari santi mentre, subito dopo, si distingue un Giudizio Universale del XIII secolo, una Scena del Battesimo (secondo alcuni, un Battesimo di Costantino) attribuito al secondo maestro e, al di sotto di essi, Madonna in Cattedra, San Giovanni Evangelista, San Bartolomeo, Santa Maddalena e un Santo Evangelista. Sulla lesena successiva troviamo invece raffigurata una Santa Elisabetta sul fianco, due Madonna col Bambino sulla faccia e sull'altro lato un san Dionigi del XIV secolo.
L'altare che segue, dedicato alla Madonna e risalente al XVIII secolo, contiene nella nicchia una statua di pietra tenera della Vergine che, seduta, tiene il figlio morto sulle ginocchia. L'interessante scultura, che può essere datata intorno alla metà del XV secolo, rivela una maniera tedesca. Fu veneratissima nella chiesa di San Procolo dove nell'anno 1621, insieme con l'altare, le era stata eretta una cappella, come è noto dalla scritta incisa sulla predella. L'altare si presenta con un alzato composto da quattro colonne di marmo nero con, tra di esse, due piccole statue dorate di santi, inserite in nicchie.
Passato l'altare si trovano alcuni affreschi tra cui un San Cristoforo, collocabile nella metà del XIV secolo, e, a fianco della scalinata che conduce nel presbiterio, un Martirio di Santo Stefano e un Giudizio Universale con il Cristo tra Maria e San Giovanni Evangelista, un angelo e San Zenone.

#### Pontile-tramezzo

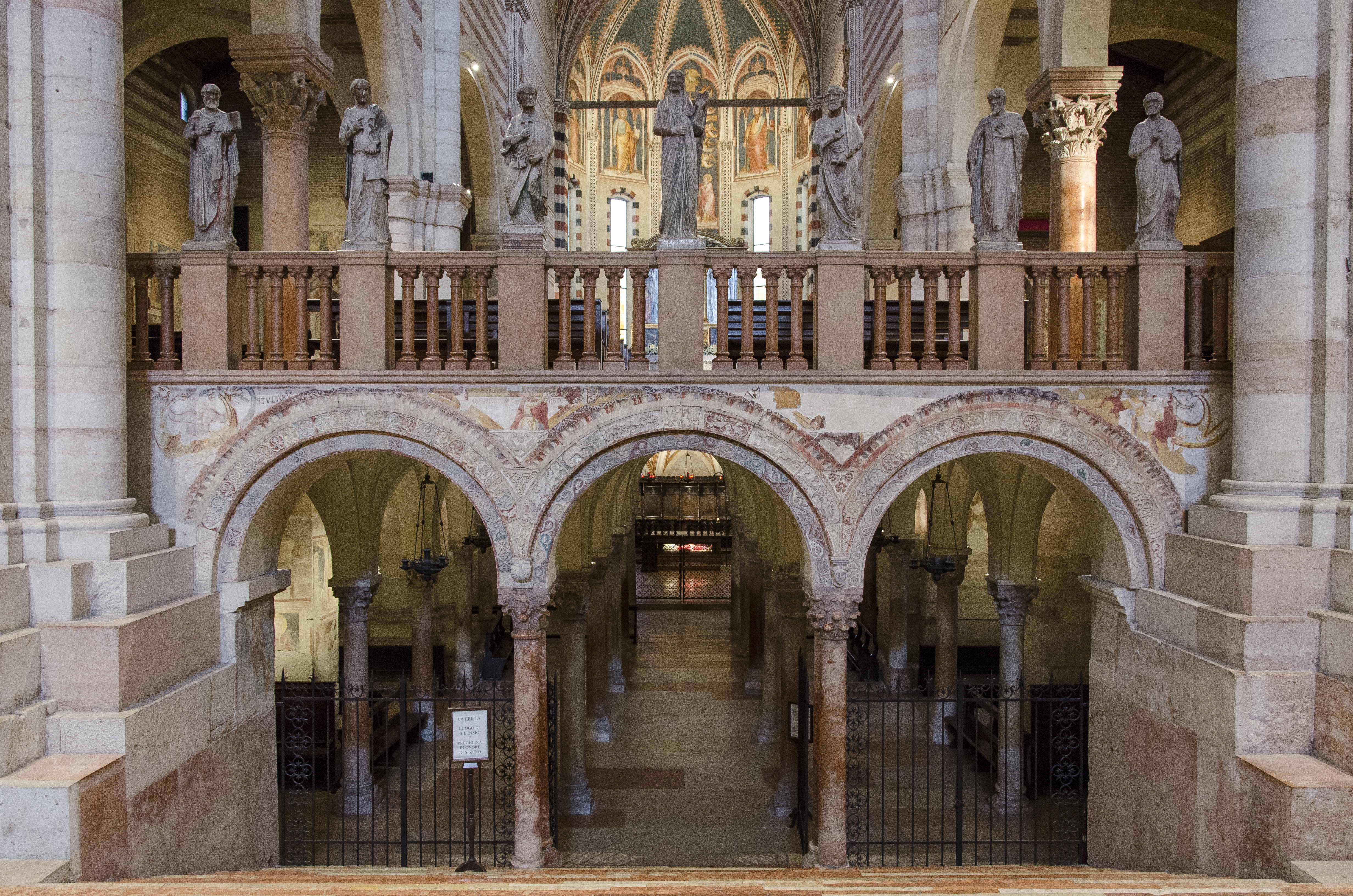
Parte centrale del pontile-tramezzo sovrapposto alle scale che scendono nella cripta.

La zona plebana della chiesa è separata dal presbiterio mediante un pontile-tramezzo che, con la sua balaustra moderna realizzata in marmo rosso e le sue antiche statue, risale al 1870, quando si demolì lo scalone centrale e si ripristinarono le scale laterali. Il vecchio pontile era costituito da un muro che si elevava ben più dell'attuale, come si può dedurre dagli affreschi posti sopra le arcate della cripta, che dovevano continuare in alto. Tale elemento architettonico richiama l'iconostasi della tradizione bizantina.

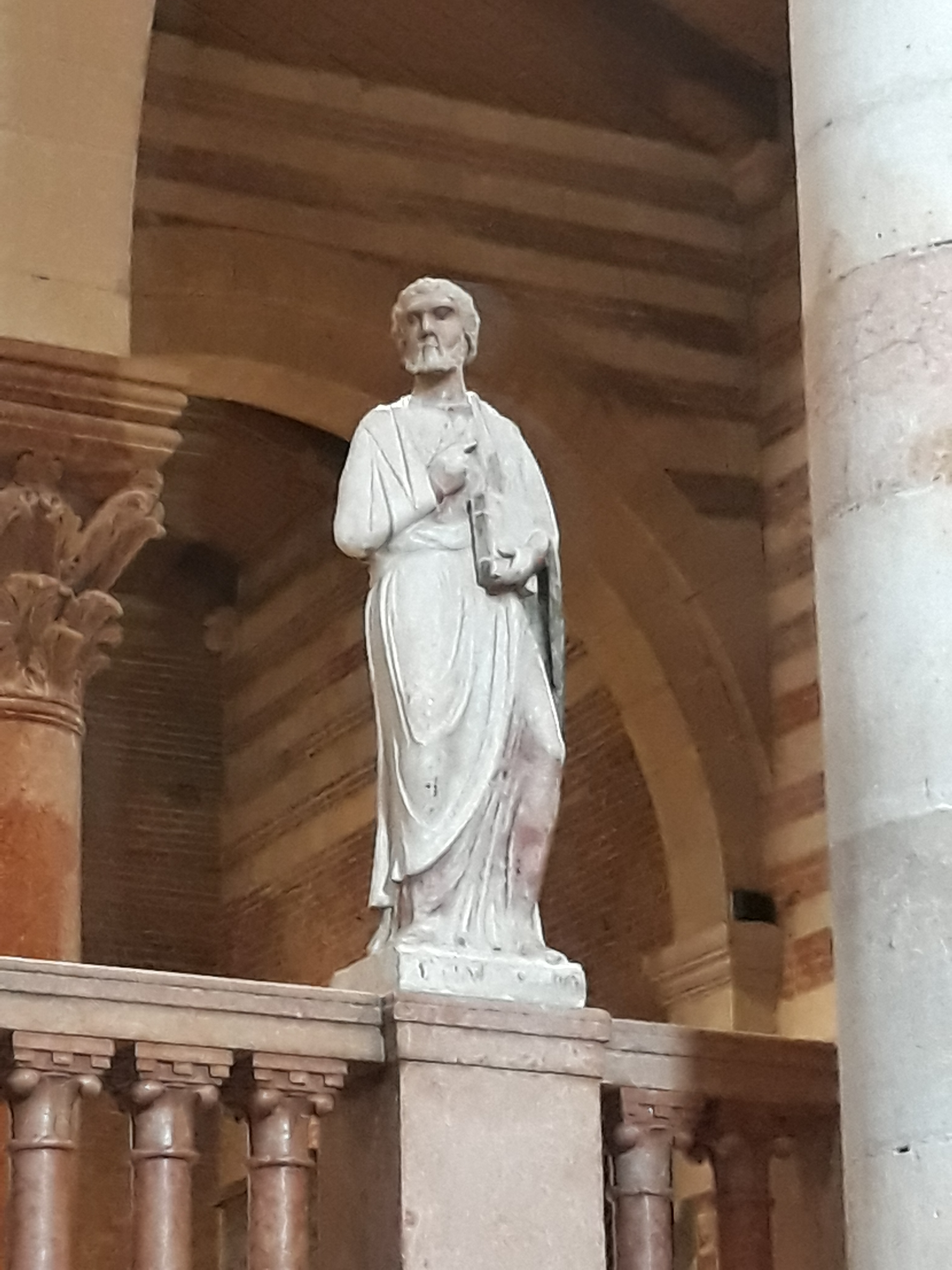
Una delle statue che compongono il pontile.

Osservando attentamente le statue oggi collocate su di esso, che la tradizione voleva attribuire a mastro Brioloto, si possono notare ancora tracce della colorazione policroma originale; la disposizione dei soggetti, da sinistra, è la seguente: Apostoli Bartolomeo, Mattia, Giacomo minore, gli evangelisti Matteo e Giovanni, Pietro, Cristo, Giacomo Maggiore, Tommaso e Simone, a destra, Andrea, Filippo e Taddeo. La maggior parte degli storici ritiene che la loro realizzazione sia attribuibile alla mano dello stesso lapicida, mentre altri, come Géza de Fràncovich, propongono che siano il prodotto di due distinti scultori, assegnando al migliore dei due le figure di Cristo, Giacomo Maggiore, Matteo Evengelista, Pietro, Giacomo Minore e Tommaso. Tutti, tuttavia, osservano come le caratteristiche figurative dei personaggi, ossia i corpi allungati, le membra quasi contratte, i capelli con numerose ciocche, le pieghe ricercate dei vestiti, suggeriscano un'influenza del primo gotico tedesco; ciò può essere spiegabile dagli intensi legami con il mondo germanico che intratteneva Verona all'epoca di Ezzelino III da Romano, alleato dell'imperatore Federico II di Svevia e a capo della marca di Verona nel XIII secolo.
L'unica iscrizione che il Simeoni ritiene originale è sullo zoccolo del Cristo che, in caratteri minuscoli romanici del XIII secolo, dice: «vide tomas noli esse incredulus set fidelis», una frase che può essere messa in relazione con la lotta all'eresia catara che a quel tempo imperversava in riva all'Adige.

#### Presbiterio

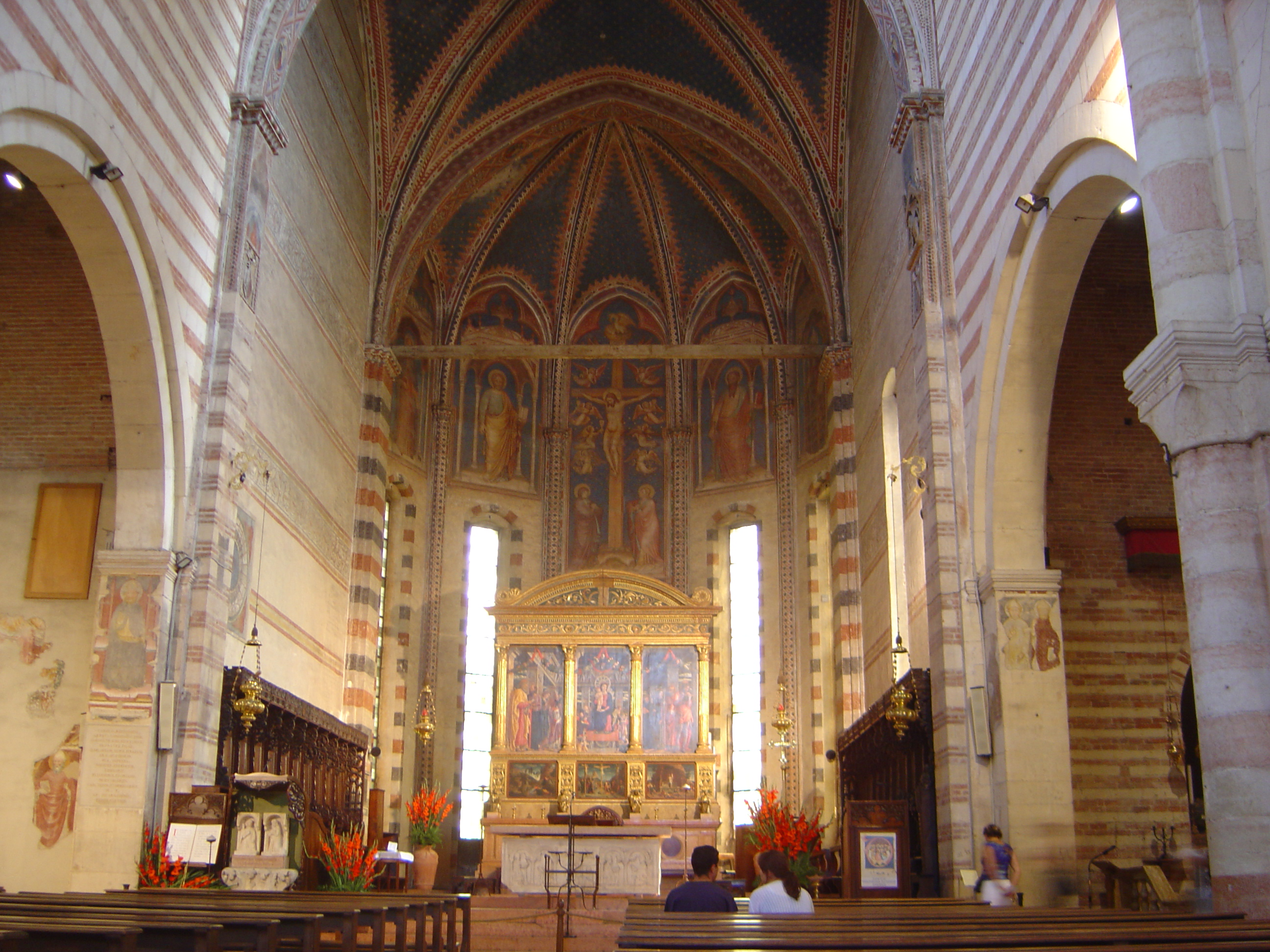
Presbiterio della basilica di San Zeno.

Il presbiterio è soprelevato rispetto al piano basilicale ed è raggiungibile tramite due scalinate poste nelle navate laterali e attraversando, quindi, il pontile-tramezzo già descritto. Alle pareti vi sono diversi affreschi sovrapposti di diverse epoche. Su di essi vi sono diverse iscrizioni che raccontano alcuni fatti della storia di Verona come la piena dell'Adige del 3 ottobre 1239 che causò la demolizione di tre ponti, il sacco della città ad opera di Gian Galeazzo Visconti del 29 giugno 1390, il terremoto del 1695. Il presbiterio è composto dalla zona centrale ove è collocato l'altare maggiore, ai cui lati vi sono i prolungamenti delle navate laterali con i muri decorati da lacerti di affreschi e terminanti in due piccole absidi laterali, mentre in fondo vi è la grande abside maggiore con il coro.
Sul muro di sinistra, sopra l'entrata della sagrestia troviamo un grande dipinto attribuito ad Altichiero o a qualcuno della sua scuola, la Crocifissione, e nella piccola abside di sinistra la statua in marmo rosso e colorato che ritrae il patrono detta "San Zeno che ride", eseguita da un anonimo del XII secolo, che rappresenta una delle icone più importanti dei veronesi. Alla destra della porta della sacrestia vi è un pannello votivo raffigurante San Zeno che presenta gli offerenti alla Madre di Dio, del XIV secolo.
Sul muro del lato destro del presbitero vi sono diversi affreschi risalenti al XIV secolo, tra di essi si riconoscono un Battesimo di Gesù, Resurrezione di Lazzaro, San Giorgio e il Drago, I santi Benigno e Caro trasportano il corpo di San Zeno. Il muro che termina con l'absidiola di destra è forse una delle più antiche parti della basilica, in quanto si ritiene che appartenga all'edificio del X secolo, ed è l'unico abside originale interamente sopravvissuto. Al suo interno venne posto nel XIX secolo l'altare cosiddetto del Santissimo Sacramento. Nell'intradosso dell'abside vi sono dei resti di una decorazione ad affresco risalente al XIV secolo.

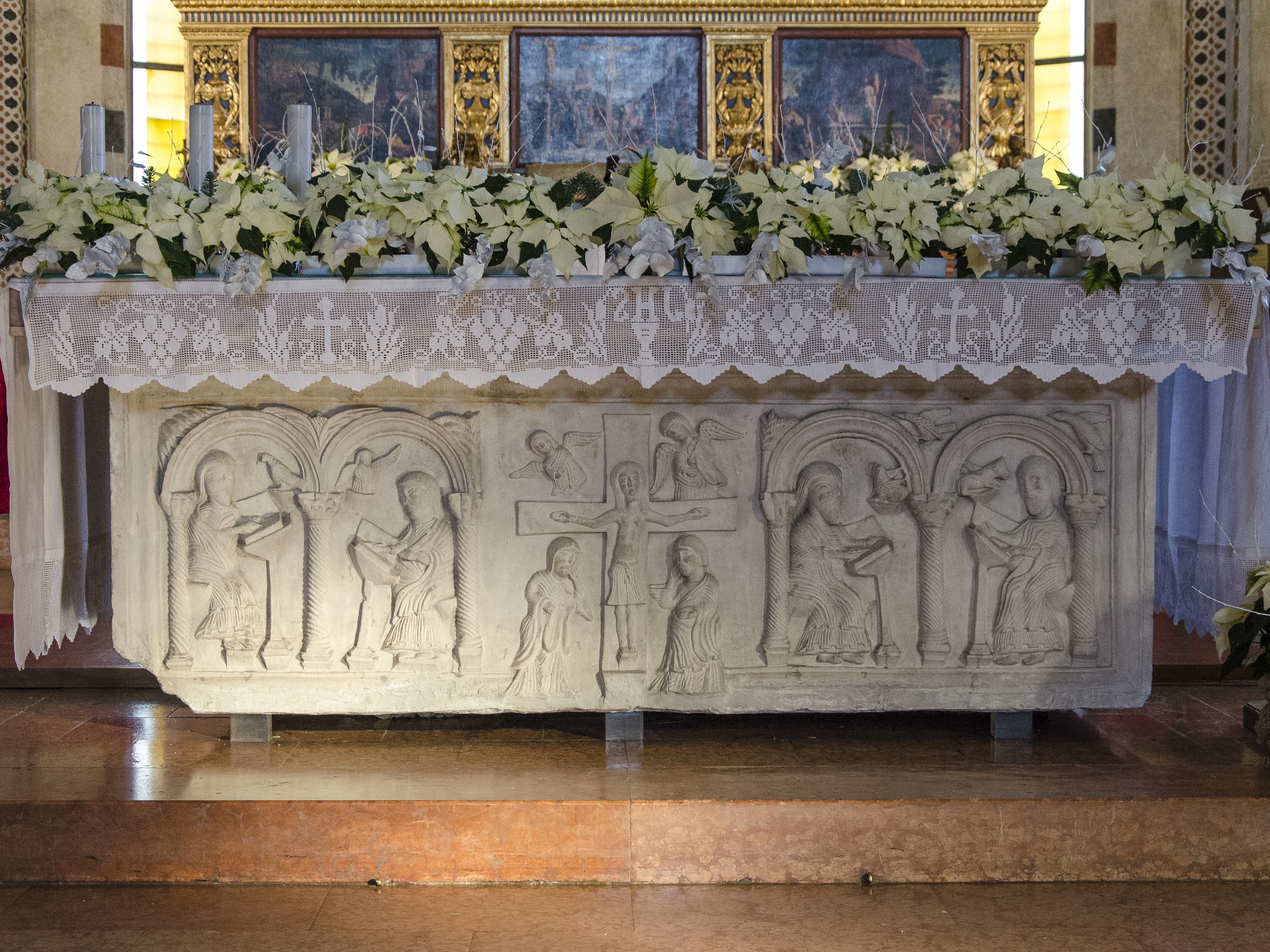
Sarcofago dei santi San Lupicino, San Lucillo e San Crescenziano utilizzato come altare maggiore.

A servire come altare maggiore vi è il sarcofago dei santi San Lupicino, San Lucillo e San Crescenziano, tutti e tre vescovi veronesi, precedentemente conservato nella cripta. La presenza delle reliquie dei santi è attestata da una scrittura di ricognizione datata 1808 e incisa sulla testata. Questi corpi non figurano tra quelli rinvenuti nel 1492, per cui la loro traslazione dalle primitive e distinte sepolture è anteriore a quell'anno. Il sarcofago è riccamente decorato a bassorilievo: sulla faccia anteriore del sarcofago, in mezzo, è scolpita una crocifissione tra Giovanni e Maria e due angeli; ai lati, due per parte, i 4 evangelisti con i loro simboli intenti a scrivere; nella faccia posteriore nel centro un Cristo con due figure maschili; a destra la porta dell'inferno dal quale il Cristo libera alcune anime; a sinistra due figure di un uomo e una donna. Sulla testata parrebbe riconoscere una scena di caccia, la prima figura ha un corno nella sinistra e con la destra trattiene un cane mentre l'altra sembra attenta a evitare che un leone addenti un agnello. Sopra stanno altre figure. Mancano indizi per poter collocare temporalmente la realizzazione del sarcofago, ma secondo Alessandro da Lisca potrebbe essere del principio del X secolo.

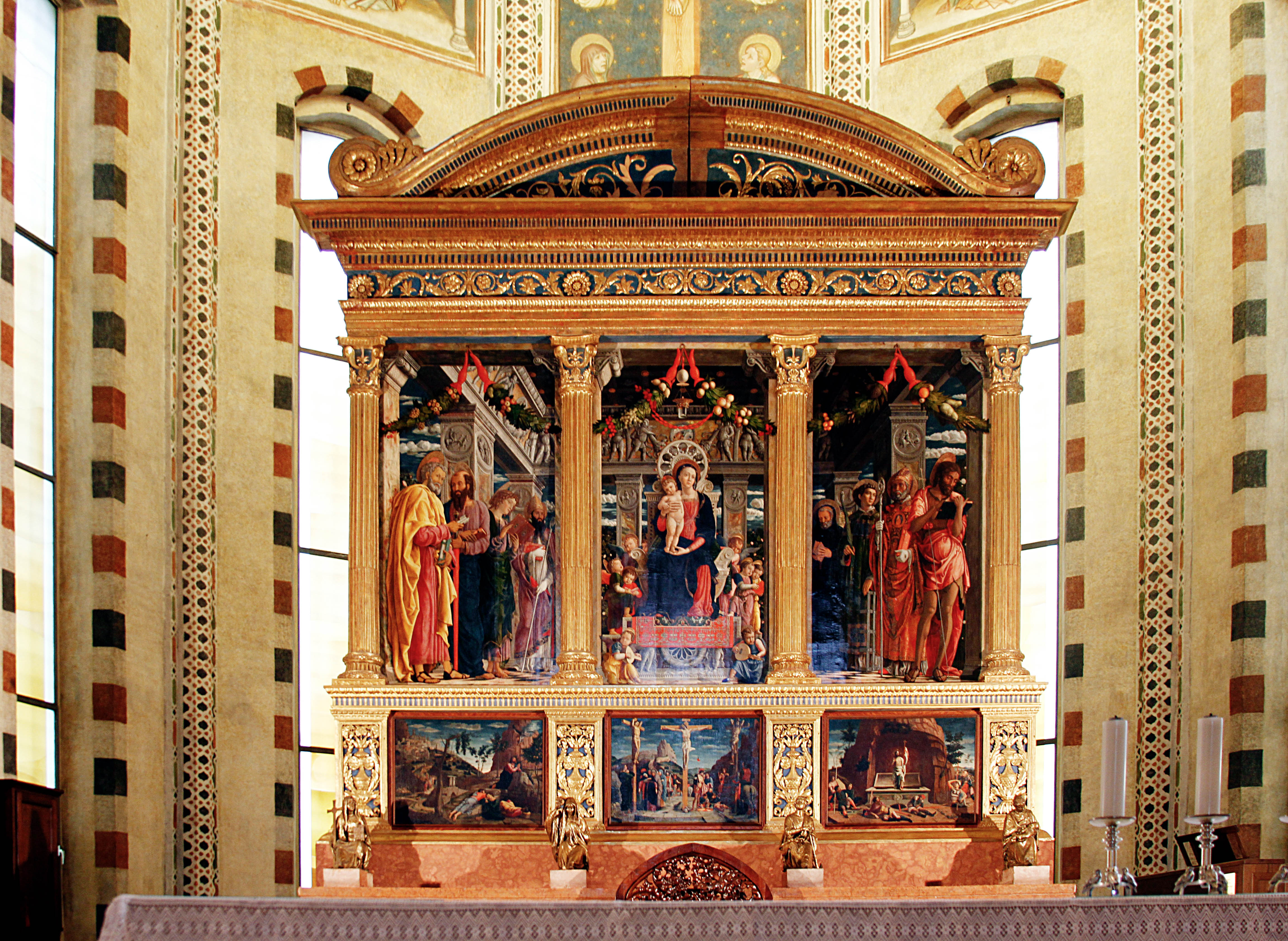
Andrea Mantegna, Pala di San Zeno.

L'opera più importante collocata nel presbiterio è la pala di Andrea Mantegna, considerato un capolavoro della pittura del Rinascimento italiano. Il soggetto del polittico è nel trittico superiore la Madonna con Bambino e santi e nella predella scene della vita di Gesù. Il polittico fu portato via dai francesi di Napoleone nel 1797 e recuperata, la parte superiore, dopo diversi anni, mentre la predella rimase in Francia; quella che si vede oggi in loco è una copia, opera di Paolino Caliari, discendente di Paolo Veronese.

##### Abside maggiore
L'attuale abside, dal gusto gotico, è di forma poligonale e venne realizzata tra il 1386 e il 1389; vi si accede attraverso un grande arco trionfale, su cui è affrescata un'Annunciazione, opera di maestro Martino da Verona, commissionata dall'abate Cappelli ed eseguita tra il 1391 e il 1399, e terminata da alcuni suoi allievi al tempo dell'abate Pietro Emilei. Sulla parete di sinistra, presso la lesena, vi è un quadrante di un orologio con le ore che può attribuirsi al XV secolo; a questo interno ne corrispondeva uno esterno, quasi del tutto scomparso. Nei fianchi della parete quadrata vi sono delle semplici fasce decorative orizzontali, alcune con volute di color rosso, giallo e nero; le parti non rifatte dovrebbero essere state realizzate alla fine del XIII secolo.
Sempre di Martino da Verona anche una vasta Crocifissione ad affresco per il fondo dell'abside, sovrapposta ad un San Zenone assiso in un ricco trono, quest'ultimo commissionato da Marco Emilei (1421-1430) ad un seguace di Martino. Il catino absidale è interamente decorato con un cielo azzurro con stelle a otto punte mentre le arcate portano gli stemmi dell'abate Emilei. Le volte a crociera sono dei maestri Giovanni e Niccolò da Ferrara. Sotto il catino, in nicchie gotiche, i Santi Pietro, Paolo e Benedetto.

#### Cripta

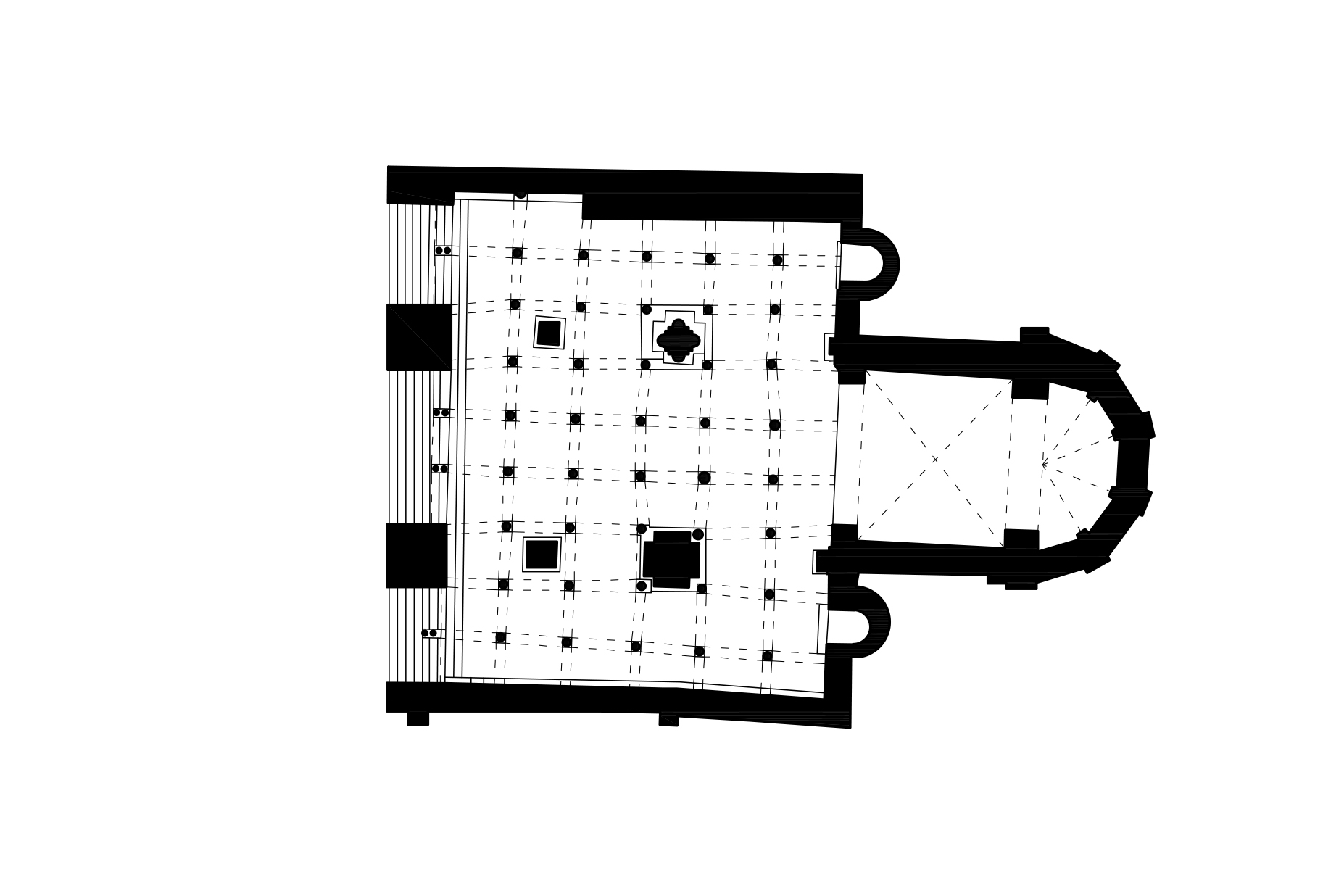
Pianta della cripta.

I lavori per la realizzazione della cripta dovettero iniziare intorno al principio del X secolo per poi proseguire per circa un secolo fino all'ultimazione della prima chiesa romanica, vale a dire fino agli inizi del Mille. Poco dopo si procedette anche all'aggiunta dell'ingresso settentrionale. Rovinata in occasione del terremoto del 1117, venne ricostruita durante i lavori che si eseguirono in tutto l'edificio tra quell'anno e il 1138, e subì un ulteriore restauro intorno alla fine del XII secolo. Da ultimo, nei primi decenni del XIII secolo fu esteticamente e staticamente compiuta con l'apertura dell'ingresso settentrionale.
Il succedersi di questi interventi, dei vari adattamenti necessari e i ripieghi usati giustificano alcune irregolarità riscontrabili nelle volte e nelle colonne. L'ambiente interno è suddiviso in dodici navate composte da gallerie che si intersecano fra loro: nove da ovest a est, sei da nord a sud, divise da 49 colonne su cui poggiano gli archi che formano le 54 volte a crociera che compongono il soffitto. Ogni colonna dispone di un capitello scolpito, ognuno diverso dall'altro.
Tutti i capitelli risalgono al X secolo ad eccezione di tre che sono elementi di reimpiego provenienti da un precedente edificio di epoca romana. Tra i vari soggetti rappresentati in essi si possono riconoscere figure floreali, animalesche, mostri favolosi, alcune teste umane, foglie, ghiere e scene di caccia. In molti di questi è ben riconoscibile un influsso proveniente dall'arte bizantina. Nell'abside della cripta si trova il corpo di san Zeno, custodito in un sarcofago a vista consacrato nel 1939, con il volto coperto da una maschera d'argento e vestito con abiti pontificiali, mentre sulla parete è poggiato il precedente cenotafio. Una volta nella cripta era collocato anche il sarcofago dei santi Lucillo, Lupicino e Crescenziano che ora si trova nel presbiterio superiore, dove assolve la funzione di altare maggiore.

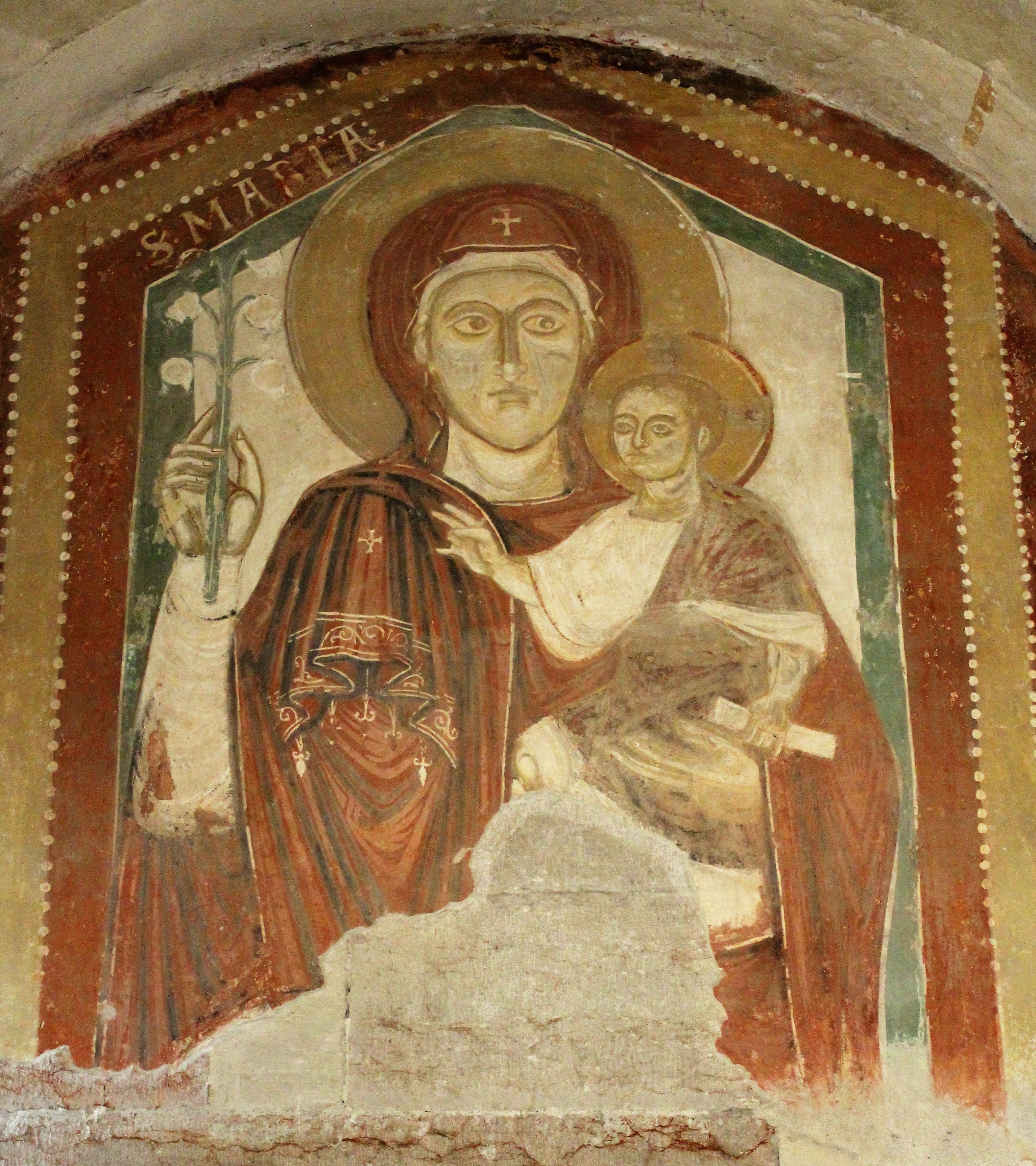
Affresco raffigurante la Madonna col Bambino.

Sia le pareti che i pilastri della cripta dovevano essere in origine riccamente decorati con affreschi di varie epoche, tuttavia oggi ne sono ancora visibili solo alcuni, spesso lacerti o deteriorati dal tempo e talvolta sovrapposti l'uno sull'altro. Tra di essi si possono menzionare: sulla parete ovest un frammento di una Santa e, alla sua destra, una rappresentazione della Fuga in Egitto; una Madonna della Misericordia di cui rimane solo la figura dal busto in su; un frammento di un Crocifissione su un muro sporgente; un Santo vescovo ritenuto opera di un maestro della metà del Trecento; una Madonna col Bambino e una Crocifissione con la Vergine su uno stesso pilastro; un San Giovanni e un santo vescovo collocabile nella seconda metà del Trecento; un'altra Madonna col Bambino della fine del Duecento posta sul secondo pilastro a sinistra, sopra una semicolonna.

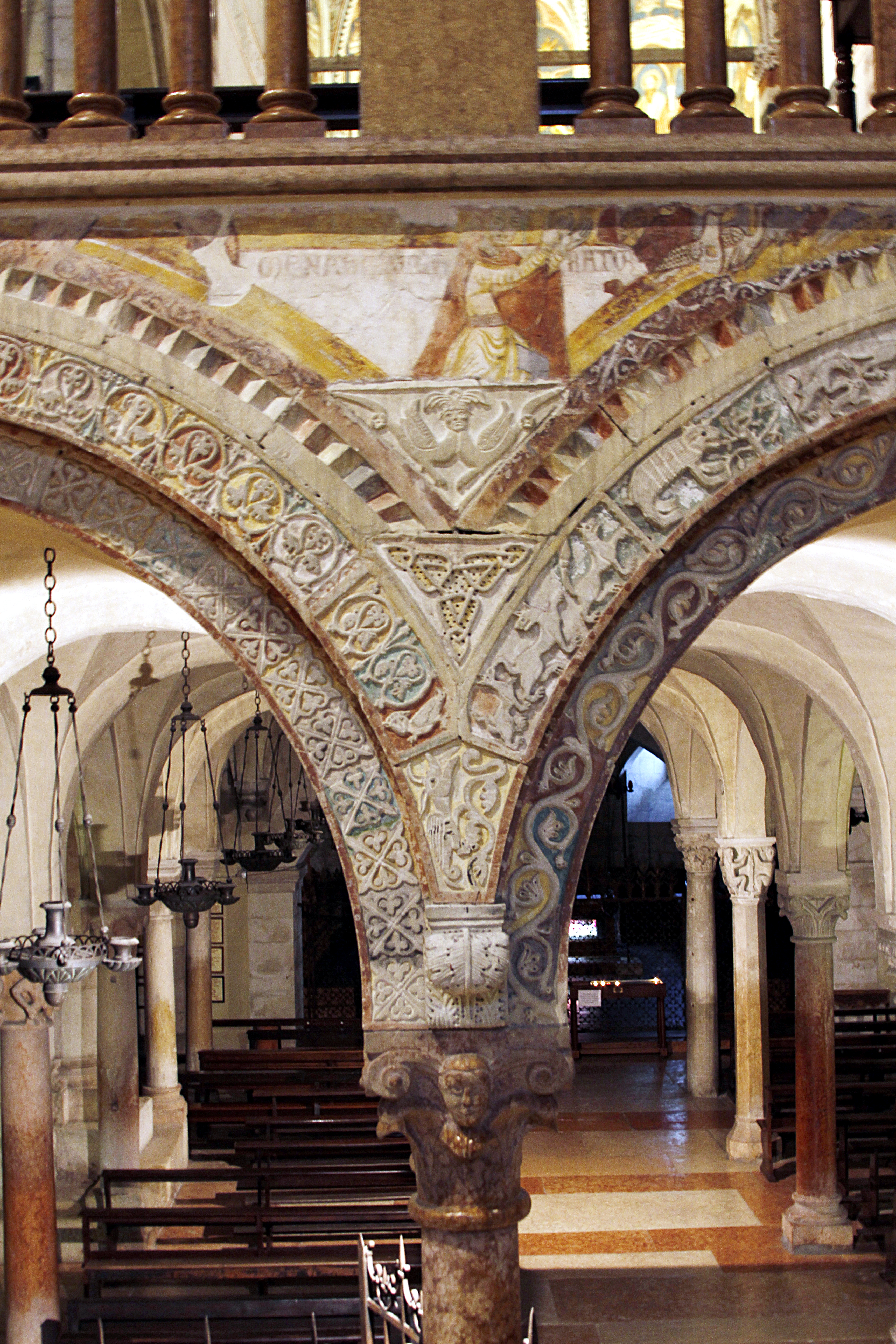
Dettaglio dei fregi marmorei presenti nelle arcate d'ingresso alla cripta, realizzati dal maestro Adamino.

Adamino da San Giorgio, scultore locale autore anche dei fregi marmorei della facciata della basilica, nel 1225 scolpì sugli archi di accesso decorazioni basate su soggetti non religiosi: animali fantastici e mostruosi. Ciascuna arcata è a doppia ghiera; esse sono adorne di eleganti volute floreali e frutti. La fascia esterna contiene, invece, rappresentazioni di animali e scene di caccia con cani o belve che si rincorrono o si affrontano, uomini che colpiscono fiere, mostri, una cicogna che uccide una serpe, galli che portano una volpe e altre figurazioni. Le fasce mediane posano nel loro incontro su un piccolo capitello e le arcate sopra il semplice capitello bianco centrale sorretto dal fusto in marmo rosso forato dalla unione di quattro colonnine. Nella faccia anteriore del capitello si legge la scritta in caratteri gotici che attesta l'attribuzione ad Adamino: «ADAMINUS DE SANCTO GEORGIO ME FECIT». Infine, l'ingresso della cripta è chiuso da una cancellata a maglie di ferro giudicata assai elegante.

### Esplicative
1. ↑  Sull'epitaffio dedicato all'arcidiacono Pacifico, murato nel Duomo di Verona, si legge:
«ECCLESIARUM FUNDATUR, RENOVATOR OPTIMUS

ZENONIS PROCULI VITI PETRI ET LAURENTII

DE QUOQUE GENITRICIS NEC NON ET GEORGII»

In Da Lisca, 1941, p. 10.
2. 1 2  L'iscrizione è la seguente:

«ANNO INCARNATIONIS DOMINI NOSTRI IESU CRISTI MILLESIMO XLV

INDICATIONE XIII, ANNO SEPTIMO DOMNI HEINRICI IMPERATORIS, NONO

VERO ANNO DOMINI WALTHERII PONTIFICIS, AD HONOREM DEI ET SANCTI

ZENONIS DOMNUS ALBERICUS ABBAS ANNO PRIMO SUE CONSECRATIONIS,

HANC TURRIM CUM FRATRIBUS SUIS INCHOAVIT».
In Da Lisca, 1941, p. 30.
3. 1 2  L'iscrizione sulla pietra sepolcrale è la seguente:

«OSSA SEPULTURA PATRUM CONDUNTUR IN UNA,

UT DOMINIS PARIBUS MANSIO SIT PARILIS:

HIC QUOQUE MANSURUS PRESENS HERUS ATQUE FUTURUS

HIC ANIMABIT EOS, CEU SUA GRANA, THEOS.

ALBERICE FACIS, CAPIES MELIORA PATRATIS,

DANT BENE FACTA SOLI, CLAUSTRA SUPERNA POLI

EXSEQUIAS PATRUM REPETAT DEVOTIO FRATRUM,

UT PATRIARCHA SINUM PANDAT IN ARCE PIUM».

In Simeoni, 1909, p. 12.
4. 1 2  Sul fianco meridionale vi è incisa la seguente scritta in latino:

(latino)
«Ammo D(omi)nicce incarnationis MCLXXVIII indiccione XI t(em)p(o)ribus d(omi)ni Alexandri p(a)p(ae) III atq(e) d(omi)ni Friderici imp(e)r(ator)is et d(omi)ni O(mn)eboni veron(ensis) ep(iscop)i. d(omi)n(u)s Giradus D(e)i gra(ti)a venerabilis abb(as) monas/terii s(an)c(t)i Zenonis int(er) alia pl(ur)ima que contulit monasterio beneficia eiusde(m) ecc(lesi)ae ca(m)panile decent(er) exornari et balcones novos sup(er) balcones veteres elevari dein(de) capitellvm mirabiliter c(o)strvctu(m) ut cunctis n(un)c manifeste appa ret cu(m) suis fr(atr)ib(us) fieri fec(it) coadiuvantibus Salomone atque Rainaldo eiusdem operis massariis aliisq(ue)religiosis viris quod opus a magistro Martino factu(m)»

(italiano)
«Nel 1178 al tempo di papa Alessandro III, quando Federico era imperatore e Ognibene vesocvo, il venerabile abate Gerardo, tra i tanti beni che concesse al monastero, fece elegantemente decorare il campanile della stessa chiesa e innalzare le logge nuove sopra quelle vecchie e quindi costruì una pigna straordinaria con l'aiuto dei suoi confratelli e massari Samonone e Rainaldo, e da altri uomini religiosi. La quel opera, realizzata dal maestro Martino.»

In Valenzano, 1993, pp. 214–218 e Lorenzoni e Valenzano, 2000, p. 133.
5. 1 2  L'iscrizione, in parte perduta, che menziona il maestro Brioloto de Balneo e posta nel muro della navatella destra nei pressi del battistero recita:

«QUISQUE BRIOLOTUM LAUDET QUIA DONA MERETUR

SUBLIMIS HABEAT, ARTEFICEM COMMENDAT OPUS TAM RITE POLITUM

SUM NOTAT ESSE PERITUM. HIC FORTUNE FECIT ROTAM S. E.

CUIUS PRECOR TENE NOTAM – ET – VERONE PRIMITUS BALNEUM

LAPIDEUM IPSE DESIGNAVIT – UNDE TURBA FORTITER

POSSIDEAT PRECIBUS IUSTORUM REGNA BEATA – IN QUIBUS U

PARATA ISTE VERENDUS HOMO NIMIUM QUEM FAMA DECORAT

QUIA LUCIS IN EDE LABORAT».

In Da Lisca, 1941, p. 7.
6. ↑  L'abate Cesare Cavattoni ci informa che vennero trovate le ossa «coperte da un velo o veste di seta mezzo marcita che doveva essere di color pavonazzo»; sul teschio «avanzi di un berretto con una pignetta o fiocco bislungo di metallo indorato». Vennero poi trovati alcuni vestimenti di seta gialla «coperti a quadriglia con fiori di colore pavonazzo quasi corrosi dal tempo». In Da Lisca, 1941, p. 175.
7. ↑  All'interno dell'abside maggiore è presente lo stemma degli abati Emilei (a san Zeno tra il 1399 e il 1430) sulla chiave di volta delle volte a vela e sui pilastri dell'arco trionfale, inoltre la presenza del leone di San Marco, sempre sui pilastri, ha fatto pensare che il rinnovamento dell'abside fosse da collocarsi dopo la dedizione di Verona a Venezia del 1405. In Simeoni, 1909, p. 34.
8. ↑  Sulla prima si leggeva:

«ANNO AB INCARNATIONE DOMINI M.C. QUADRAGESIMO NONO REGNANTE CONRADO IMPERATORE. ALDO PRESBITER»

sulla seconda:

«IN NOMINE DOMINI NOSTRI IESU XRISTI EGO GISLIMERUS HOC OPUS FECI»

In Da Lisca, 1941, p. 79.

### Bibliografiche
1. 1 2  Ederle, 1953, p. 20.
2. ↑  Archivio storico, p. 101.
3. ↑   Parrocchia di San Zeno Vescovo, su parrocchiemap.it. URL consultato il 25 luglio 2020 (archiviato il 25 luglio 2020).
4. 1 2 3 4  Da Lisca, 1941, p. 7.
5. 1 2  Simeoni, 1909, pp. 8–9.
6. 1 2 3 4  Benini, 1988, p. 214.
7. ↑  Ederle, 1953, pp. 9–10.
8. ↑  Da Lisca, 1941, p. 8.
9. ↑  Da Lisca, 1941, p. 9.
10. 1 2  Fainelli, 1940, pp. 152–156.
11. ↑  Ederle, 1953, pp. 10–11.
12. ↑  Simeoni, 1909, pp. 10–11.
13. ↑  Da Lisca, 1941, p. 10.
14. ↑  Da Lisca, 1941, pp. 11, 13.
15. 1 2  Ederle, 1953, p. 11.
16. ↑  Patuzzo, 2010, p. 95.
17. 1 2 3  Ederle, 1953, p. 13.
18. ↑  Da Lisca, 1941, p. 13.
19. ↑  Valenzano, 1993, p. 9.
20. ↑  Da Lisca, 1941, p. 19.
21. ↑  Da Lisca, 1941, p. 27.
22. 1 2 3 4  Simeoni, 1909, p. 12.
23. ↑  Da Lisca, 1941, p. 20.
24. ↑  Ederle, 1953, p. 12.
25. ↑  Da Lisca, 1941, p. 21.
26. ↑  Da Lisca, 1941, p. 23.
27. ↑  Patuzzo, 2010, p. 42.
28. ↑  Da Lisca, 1941, p. 29.
29. ↑  Da Lisca, 1941, p. 30.
30. 1 2 3 4 5  Da Lisca, 1941, p. 31.
31. ↑  Da Lisca, 1941, pp. 32–33.
32. ↑  Da Lisca, 1941, p. 35.
33. 1 2  Da Lisca, 1941, p. 36.
34. 1 2  Patuzzo, 2010, p. 88.
35. 1 2  Da Lisca, 1941, p. 37.
36. ↑  Simeoni, 1909, p. 13.
37. ↑  Simeoni, 1909, p. 15.
38. ↑  Simeoni, 1909, p. 14.
39. 1 2  Simeoni, 1909, p. 21.
40. 1 2  Da Lisca, 1941, p. 83.
41. 1 2 3  Da Lisca, 1941, p. 88.
42. ↑  Simeoni, 1909, p. 18.
43. 1 2  Da Lisca, 1941, p. 89.
44. ↑  Da Lisca, 1941, p. 92.
45. ↑  Da Lisca, 1941, p. 93.
46. ↑  Patuzzo, 2010, p. 93.
47. ↑  Solinas, 1981, p. 265.
48. ↑  Da Lisca, 1941, p. 119.
49. ↑  Da Lisca, 1941, p. 121.
50. ↑  Da Lisca, 1941, pp. 130–131.
51. ↑  Da Lisca, 1941, p. 131.
52. 1 2 3  Da Lisca, 1941, p. 138.
53. ↑  Valenzano, 1993, p. 12.
54. 1 2  Da Lisca, 1941, p. 132.
55. 1 2 3  Valenzano, 1993, p. 13.
56. ↑  Da Lisca, 1941, p. 141.
57. 1 2  Ciatti e Marini, 2009, pp. 25–26.
58. ↑  Da Lisca, 1941, pp. 277–281.
59. ↑  Da Lisca, 1941, p. 143.
60. ↑  Da Lisca, 1941, p. 155.
61. ↑  Da Lisca, 1941, p. 157.
62. 1 2  Da Lisca, 1941, p. 158.
63. ↑  Da Lisca, 1941, pp. 159–160.
64. ↑  Da Lisca, 1941, p. 169.
65. 1 2  Da Lisca, 1941, p. 170.
66. ↑  Da Lisca, 1941, p. 175.
67. ↑  Da Lisca, 1941, p. 176.
68. ↑  Da Lisca, 1941, p. 179.
69. ↑  Da Lisca, 1941, p. 189.
70. ↑  Da Lisca, 1941, p. 190.
71. ↑  Da Lisca, 1941, p. 193.
72. ↑  Arslan, 1939, pp. 183–187.
73. ↑  Da Lisca, 1941, p. 41.
74. 1 2  Da Lisca, 1941, p. 42.
75. ↑  Da Lisca, 1941, p. 43.
76. ↑  Patuzzo, 2010, p. 97.
77. ↑  Musetti, 2015, p. 395.
78. 1 2  Benini, 1988, p. 215.
79. ↑  Da Lisca, pp. 85-86.
80. ↑   Giuseppe Gerola, Il giudizio universale scoperto a S. Zeno di Verona, in Bollettino d'Arte, fascicolo XII, dicembre 1908.
81. ↑  Da Lisca, 1941, p. 45.
82. 1 2 3 4 5  Puppi, 1981, La facciata.
83. ↑  Marchi, 2014, p. 216.
84. ↑  Trecca, 1938, p. 12.
85. ↑  Solinas, 1981, p. 246.
86. ↑  Castagnetti, 1991, pp. 122–123.
87. ↑  Patuzzo, 2010, p. 99.
88. ↑  Patuzzo, 2010, pp. 97–98.
89. ↑  Trecca, 1938, p. 17.
90. ↑  Lorenzoni e Valenzano, 2000, p. 65.
91. ↑  Da Lisca, 1941, p. 75.
92. ↑  Da Lisca, 1941, pp. 203–204.
93. ↑  Da Lisca, 1941, p. 203.
94. ↑  Da Lisca, 1941, p. 204.
95. ↑  Da Lisca, 1941, p. 205.
96. 1 2  Fasanari, 1956, p. 5.
97. 1 2  Fasanari, 1956, p. 6.
98. ↑  Da Lisca, 1941, pp. 205–207.
99. ↑  Da Lisca, 1941, p. 207.
100. ↑  Da Lisca, 1941, p. 210.
101. ↑  Fasanari, 1956, p. 13.
102. ↑  Da Lisca, 1941, p. 209.
103. ↑  Fasanari, 1956, p. 10.
104. ↑  Fasanari, 1956, pp. 10–11.
105. ↑  Arslan, 1953, pp. 72, 132-133.
106. ↑  Arslan, 1953, pp. 75–76, 133.
107. ↑  Arslan, 1939, p. 183.
108. ↑  Arslan, 1939, p. 187.
109. ↑  Lorenzoni e Valenzano, 2000, pp. 140–142.
110. ↑  Lorenzoni e Valenzano, 2000, p. 142.
111. 1 2  Da Lisca, 1941, p. 270.
112. ↑  Simeoni, 1909, p. 35.
113. ↑  Simeoni, 1909, pp. 34–35.
114. ↑  Simeoni, 1909, p. 34.
115. 1 2 3  Da Lisca, 1941, p. 78.
116. 1 2  Da Lisca, 1941, p. 79.
117. ↑  Da Lisca, 1941, p. 32.
118. 1 2 3 4  Benini, 1988, p. 220.
119. 1 2  Da Lisca, 1941, p. 271.
120. ↑  Arslan, 1939, p. 203.
121. ↑  Arslan, 1939, p. 204.
122. ↑  Lorenzoni e Valenzano, 2000, p. 216.
123. ↑  Marchi, 2014, p. 217.
124. ↑  Patuzzo, 2010, p. 114.
125. 1 2 3 4 5 6 7  Puppi, 1981, L'interno.
126. ↑  Simeoni, 1909, p. 75.
127. 1 2  Puppi, 1981, La decorazione pittorica.
128. 1 2  Cozzi, 1992, p. 324.
129. ↑  Simeoni, 1909, p. 81.
130. 1 2 3 4 5 6 7 8 9  Benini, 1988, p. 216.
131. ↑   Cristina Guarnieri, Lorenzo Veneziano, Cinisello Balsamo, Silvana editoriale, 2006,  pp. 181–183, SBN VEA0699696.
132. ↑  Da Lisca, 1941, p. 245.
133. ↑  Patuzzo, 2010, p. 117.
134. 1 2  Patuzzo, 2010, p. 118.
135. ↑  Da Lisca, 1941, p. 265.
136. 1 2  Da Lisca, 1941, p. 90.
137. ↑  Da Lisca, 1941, p. 173.
138. ↑  Patuzzo, 2010, p. 116.
139. ↑  Simeoni, 1909, pp. 61–62.
140. 1 2  Simeoni, 1909, p. 68.
141. 1 2  Da Lisca, 1941, p. 171.
142. ↑  Da Lisca, 1941, pp. 257–258.
143. 1 2  Benini, 1988, p. 218.
144. ↑  Da Lisca, 1941, p. 258.
145. 1 2  Patuzzo, 2010, p. 126.
146. ↑  Patuzzo, 2010, p. 128.
147. ↑  Patuzzo, 2010, p. 127.
148. ↑  Patuzzo, 2010, p. 130.
149. ↑  Patuzzo, 2010, p. 120.
150. ↑  Da Lisca, 1941, pp. 92–93.
151. ↑  Patuzzo, 2010, p. 122.
152. ↑  Da Lisca, 1941, p. 260.
153. ↑  Da Lisca, 1941, pp. 265–266.
154. ↑  Da Lisca, 1941, p. 100.
155. ↑  Da Lisca, 1941, p. 101.
156. ↑  Da Lisca, 1941, pp. 101–102.
157. ↑  Da Lisca, 1941, pp. 277–284.
158. 1 2 3  Da Lisca, 1941, p. 261.
159. ↑  Patuzzo, 2010, p. 121.
160. ↑  Da Lisca, 1941, p. 262.
161. ↑  Da Lisca, 1941, p. 94.
162. ↑  Da Lisca, 1941, p. 95.
163. 1 2 3  Patuzzo, 2010, p. 131.
164. ↑  Da Lisca, 1941, pp. 98–100.
165. ↑  Da Lisca, 1941, p. 96.
166. ↑  Da Lisca, 1941, p. 268.
167. ↑  Da Lisca, 1941, p. 269.
168. ↑  Da Lisca, 1941, p. 97.
169. ↑  Patuzzo, 2010, pp. 130–131.